# 1960 en els vols espacials
Aquest article és una llista d'esdeveniments de vols espacials relacionats que es van produir el 1960.

## Llançaments
| Data i hora (UTC)       | Coet | Coet                                                | Plataforma de llançament                    | Plataforma de llançament                    | LSP                                                    | LSP                                                    |
| ----------------------- | --- | --------------------------------------------------- | ------------------------------------------- | ------------------------------------------- | ------------------------------------------------------ | ------------------------------------------------------ |
| Data i hora (UTC)       | Càrrega útil | Operador                                            | Òrbita                                      | Funció                                      | Deteriorament (UTC)                                    | Resultat                                               |
| Data i hora (UTC)       | Comentaris |                                                     |                                             |                                             |                                                        |                                                        |
| Gener                   | |                                                     |                                             |                                             |                                                        |                                                        |
| 7 de gener 01:40        | Estats Units - SM-65D Atlas | Estats Units - SM-65D Atlas                         | Estats Units - Cape Canaveral LC-13         | Estats Units - Cape Canaveral LC-13         | Estats Units - Força Aèria dels Estats Units d'Amèrica | Estats Units - Força Aèria dels Estats Units d'Amèrica |
| 7 de gener 01:40        | | Força Aèria dels Estats Units d'Amèrica             | Suborbital                                  | Prova de míssils                            | 7 de gener                                             | Reeixit                                                |
| 7 de gener 01:40        | Apogeu: 1800 km |                                                     |                                             |                                             |                                                        |                                                        |
| 8 de gener              | Estats Units - UGM-27 Polaris A1 | Estats Units - UGM-27 Polaris A1                    | Estats Units - Cape Canaveral LC-29A        | Estats Units - Cape Canaveral LC-29A        | Estats Units - Marina dels Estats Units d'Amèrica      | Estats Units - Marina dels Estats Units d'Amèrica      |
| 8 de gener              | | Marina dels Estats Units d'Amèrica                  | Suborbital                                  | Prova de míssils                            | 8 de gener                                             | Reeixit                                                |
| 8 de gener              | Apogeu: 500 km |                                                     |                                             |                                             |                                                        |                                                        |
| 13 de gener 21:07       | Estats Units - UGM-27 Polaris A1 | Estats Units - UGM-27 Polaris A1                    | Estats Units - Cape Canaveral LC-29A        | Estats Units - Cape Canaveral LC-29A        | Estats Units - Marina dels Estats Units d'Amèrica      | Estats Units - Marina dels Estats Units d'Amèrica      |
| 13 de gener 21:07       | | Marina dels Estats Units d'Amèrica                  | Suborbital                                  | Prova de míssils                            | 13 de gener                                            | Reeixit                                                |
| 13 de gener 21:07       | Apogeu: 500 km |                                                     |                                             |                                             |                                                        |                                                        |
| 14 de gener 16:35       | Estats Units - PGM-17 Thor DM-18C | Estats Units - PGM-17 Thor DM-18C                   | Estats Units - Cape Canaveral LC-18B        | Estats Units - Cape Canaveral LC-18B        | Estats Units - Força Aèria dels Estats Units d'Amèrica | Estats Units - Força Aèria dels Estats Units d'Amèrica |
| 14 de gener 16:35       | | Força Aèria dels Estats Units d'Amèrica             | Suborbital                                  | Prova de míssils                            | 14 de gener                                            | Reeixit                                                |
| 14 de gener 16:35       | Apogeu: 520 km |                                                     |                                             |                                             |                                                        |                                                        |
| 14 de gener             | Estats Units - Aerobee-300 | Estats Units - Aerobee-300                          | Estats Units - Eglin                        | Estats Units - Eglin                        | Estats Units - Força Aèria dels Estats Units d'Amèrica | Estats Units - Força Aèria dels Estats Units d'Amèrica |
| 14 de gener             | Estats Units - Tattletale PCC-1 | NSA                                                 | Suborbital                                  | SIGNIT Tecnologia                           | 14 de gener                                            | Reeixit                                                |
| 14 de gener             | Apogeu: 100 km |                                                     |                                             |                                             |                                                        |                                                        |
| 15 de gener 04:52       | Estats Units - Javelin | Estats Units - Javelin                              | Estats Units - Wallops Island               | Estats Units - Wallops Island               | Estats Units - Força Aèria dels Estats Units d'Amèrica | Estats Units - Força Aèria dels Estats Units d'Amèrica |
| 15 de gener 04:52       | | NRL                                                 | Suborbital                                  | Vol de proves                               | 15 de gener                                            | Reeixit                                                |
| 15 de gener 04:52       | Apogeu: 1200 km |                                                     |                                             |                                             |                                                        |                                                        |
| 16 de gener 22:35       | Estats Units - Shotput | Estats Units - Shotput                              | Estats Units - Wallops Island               | Estats Units - Wallops Island               | Estats Units - NASA                                    | Estats Units - NASA                                    |
| 16 de gener 22:35       | | NASA                                                | Suborbital                                  | Tecnologia                                  | 16 de gener                                            | Reeixit                                                |
| 16 de gener 22:35       | Apogeu: 413 km, prova de sistemes dels satèl·lits Echo |                                                     |                                             |                                             |                                                        |                                                        |
| 18 de gener             | Unió Soviètica - R-12 Dvina | Unió Soviètica - R-12 Dvina                         | Unió Soviètica - Kapustin Iar               | Unió Soviètica - Kapustin Iar               | Unió Soviètica - RVSN                                  | Unió Soviètica - RVSN                                  |
| 18 de gener             | | RVSN                                                | Suborbital                                  | Prova de míssils                            | 18 de gener                                            | Reeixit                                                |
| 18 de gener             | Apogeu: 402 km |                                                     |                                             |                                             |                                                        |                                                        |
| 19 de gener 18:18       | Estats Units - Aerobee-150 (Hi) | Estats Units - Aerobee-150 (Hi)                     | Estats Units - White Sands LC-35            | Estats Units - White Sands LC-35            | Estats Units - Força Aèria dels Estats Units d'Amèrica | Estats Units - Força Aèria dels Estats Units d'Amèrica |
| 19 de gener 18:18       | | Força Aèria dels Estats Units d'Amèrica             | Suborbital                                  | Investigació solar                          | 19 de gener                                            | Reeixit                                                |
| 19 de gener 18:18       | Apogeu: 210 km |                                                     |                                             |                                             |                                                        |                                                        |
| 20 de gener 16:35       | Unió Soviètica - R-7A Semyorka | Unió Soviètica - R-7A Semyorka                      | Unió Soviètica - Baikonur Site 1/5          | Unió Soviètica - Baikonur Site 1/5          | Unió Soviètica - RVSN                                  | Unió Soviètica - RVSN                                  |
| 20 de gener 16:35       | | RVSN                                                | Suborbital                                  | Prova de míssils                            | 20 de gener                                            | Reeixit                                                |
| 20 de gener 16:35       | Apogeu: 1000 km |                                                     |                                             |                                             |                                                        |                                                        |
| 20 de gener             | Estats Units - UGM-27 Polaris A1 | Estats Units - UGM-27 Polaris A1                    | Estats Units - Cape Canaveral LC-29A        | Estats Units - Cape Canaveral LC-29A        | Estats Units - Marina dels Estats Units d'Amèrica      | Estats Units - Marina dels Estats Units d'Amèrica      |
| 20 de gener             | | Marina dels Estats Units d'Amèrica                  | Suborbital                                  | Prova de míssils                            | 20 de gener                                            | Reeixit                                                |
| 20 de gener             | Apogeu: 500 km |                                                     |                                             |                                             |                                                        |                                                        |
| 21 de gener 20:10       | Estats Units - PGM-17 Thor DM-18A | Estats Units - PGM-17 Thor DM-18A                   | Estats Units - Vandenberg LC-75-1-2         | Estats Units - Vandenberg LC-75-1-2         | Regne Unit - Royal Air Force                           | Regne Unit - Royal Air Force                           |
| 21 de gener 20:10       | | Royal Air Force                                     | Suborbital                                  | Prova de míssils                            | 21 de gener                                            | Reeixit                                                |
| 21 de gener 20:10       | Apogeu: 520 km |                                                     |                                             |                                             |                                                        |                                                        |
| 24 de gener 16:15       | Unió Soviètica - R-7A Semyorka | Unió Soviètica - R-7A Semyorka                      | Unió Soviètica - Baikonur Site 1/5          | Unió Soviètica - Baikonur Site 1/5          | Unió Soviètica - RVSN                                  | Unió Soviètica - RVSN                                  |
| 24 de gener 16:15       | | RVSN                                                | Suborbital                                  | Prova de míssils                            | 24 de gener                                            | Error de llançament                                    |
| 24 de gener 16:15       | Apogeu: 20 km |                                                     |                                             |                                             |                                                        |                                                        |
| 26 de gener 00:48       | Estats Units - PGM-19 Jupiter | Estats Units - PGM-19 Jupiter                       | Estats Units - Cape Canaveral LC-26B        | Estats Units - Cape Canaveral LC-26B        | Estats Units - ABMA                                    | Estats Units - ABMA                                    |
| 26 de gener 00:48       | | Força Aèria dels Estats Units d'Amèrica             | Suborbital                                  | Prova de míssils                            | 26 de gener                                            | Reeixit                                                |
| 26 de gener 00:48       | Apogeu: 500 km |                                                     |                                             |                                             |                                                        |                                                        |
| 26 de gener 05:42       | Estats Units - Javelin | Estats Units - Javelin                              | Estats Units - Wallops Island               | Estats Units - Wallops Island               | Estats Units - NASA                                    | Estats Units - NASA                                    |
| 26 de gener 05:42       | | NASA                                                | Suborbital                                  | Vol de proves                               | 26 de gener                                            | Reeixit                                                |
| 26 de gener 05:42       | Apogeu: 951 km |                                                     |                                             |                                             |                                                        |                                                        |
| 26 de gener 23:43:05    | Estats Units - SM-65D Atlas | Estats Units - SM-65D Atlas                         | Estats Units - Vandenberg LC-576A-3         | Estats Units - Vandenberg LC-576A-3         | Estats Units - Força Aèria dels Estats Units d'Amèrica | Estats Units - Força Aèria dels Estats Units d'Amèrica |
| 26 de gener 23:43:05    | | Força Aèria dels Estats Units d'Amèrica             | Suborbital                                  | Prova de míssils                            | 26 de gener                                            | Reeixit                                                |
| 26 de gener 23:43:05    | Apogeu: 1800 km |                                                     |                                             |                                             |                                                        |                                                        |
| 27 de gener 01:31       | Estats Units - SM-65D Atlas | Estats Units - SM-65D Atlas                         | Estats Units - Cape Canaveral LC-13         | Estats Units - Cape Canaveral LC-13         | Estats Units - Força Aèria dels Estats Units d'Amèrica | Estats Units - Força Aèria dels Estats Units d'Amèrica |
| 27 de gener 01:31       | | Força Aèria dels Estats Units d'Amèrica             | Suborbital                                  | Prova de míssils                            | 27 de gener                                            | Reeixit                                                |
| 27 de gener 01:31       | Apogeu: 1800 km |                                                     |                                             |                                             |                                                        |                                                        |
| 27 de gener             | Estats Units - UGM-27 Polaris A1 | Estats Units - UGM-27 Polaris A1                    | Estats Units - Cape Canaveral LC-29A        | Estats Units - Cape Canaveral LC-29A        | Estats Units - Marina dels Estats Units d'Amèrica      | Estats Units - Marina dels Estats Units d'Amèrica      |
| 27 de gener             | | Marina dels Estats Units d'Amèrica                  | Suborbital                                  | Prova de míssils                            | 27 de gener                                            | Reeixit                                                |
| 27 de gener             | Apogeu: 500 km |                                                     |                                             |                                             |                                                        |                                                        |
| 29 de gener 18:51       | Estats Units - Aerobee-150 (Hi) | Estats Units - Aerobee-150 (Hi)                     | Estats Units - White Sands LC-35            | Estats Units - White Sands LC-35            | Estats Units - Força Aèria dels Estats Units d'Amèrica | Estats Units - Força Aèria dels Estats Units d'Amèrica |
| 29 de gener 18:51       | | Força Aèria dels Estats Units d'Amèrica             | Suborbital                                  | Solar                                       | 29 de gener                                            | Reeixit                                                |
| 29 de gener 18:51       | Apogeu: 226 km |                                                     |                                             |                                             |                                                        |                                                        |
| 29 de gener             | Unió Soviètica - R-12 Dvina | Unió Soviètica - R-12 Dvina                         | Unió Soviètica - Kapustin Iar               | Unió Soviètica - Kapustin Iar               | Unió Soviètica - RVSN                                  | Unió Soviètica - RVSN                                  |
| 29 de gener             | | RVSN                                                | Suborbital                                  | Prova de míssils                            | 29 de gener                                            | Reeixit                                                |
| 29 de gener             | Apogeu: 402 km |                                                     |                                             |                                             |                                                        |                                                        |
| 31 de gener 16:17       | Unió Soviètica - R-7A Semyorka | Unió Soviètica - R-7A Semyorka                      | Unió Soviètica - Baikonur Site 1/5          | Unió Soviètica - Baikonur Site 1/5          | Unió Soviètica - RVSN                                  | Unió Soviètica - RVSN                                  |
| 31 de gener 16:17       | | RVSN                                                | Suborbital                                  | Prova de míssils                            | 31 de gener                                            | Reeixit                                                |
| 31 de gener 16:17       | Apogeu: 1000 km |                                                     |                                             |                                             |                                                        |                                                        |
| Gener                   | Estats Units - Nike-Cajun | Estats Units - Nike-Cajun                           | Estats Units - White Sands                  | Estats Units - White Sands                  | Estats Units - Exèrcit dels Estats Units d'Amèrica     | Estats Units - Exèrcit dels Estats Units d'Amèrica     |
| Gener                   | | Exèrcit dels Estats Units d'Amèrica                 | Suborbital                                  | Aeronomia                                   | Gener                                                  | Reeixit                                                |
| Gener                   | Apogeu: 100 km |                                                     |                                             |                                             |                                                        |                                                        |
| Febrer                  | |                                                     |                                             |                                             |                                                        |                                                        |
| 2 de febrer 18:08       | Estats Units - HGM-30A Titan I | Estats Units - HGM-30A Titan I                      | Estats Units - Cape Canaveral LC-19         | Estats Units - Cape Canaveral LC-19         | Estats Units - Força Aèria dels Estats Units d'Amèrica | Estats Units - Força Aèria dels Estats Units d'Amèrica |
| 2 de febrer 18:08       | | Força Aèria dels Estats Units d'Amèrica             | Suborbital                                  | Prova de míssils                            | 2 de febrer                                            | Reeixit                                                |
| 2 de febrer 18:08       | Apogeu: 1000 km |                                                     |                                             |                                             |                                                        |                                                        |
| 4 de febrer 18:51:45    | Estats Units - Thor DM-18 Agena-A | Estats Units - Thor DM-18 Agena-A                   | Estats Units - Vandenberg LC-75-3-4         | Estats Units - Vandenberg LC-75-3-4         | Estats Units - Força Aèria dels Estats Units d'Amèrica | Estats Units - Força Aèria dels Estats Units d'Amèrica |
| 4 de febrer 18:51:45    | Estats Units - Discoverer 9 (KH-1 9006) | CIA DST                                             | Destinat: Terrestre baixa (Polar)           | Imatgeria òptica                            | 4 de febrer                                            | Error de llançament                                    |
| 4 de febrer 18:51:45    | Estats Units - Discoverer 9 SRV | CIA DST                                             | Destinat: Terrestre baixa (Polar)           | Retorn de gravació                          | 4 de febrer                                            | Error de llançament                                    |
| 4 de febrer 18:51:45    | Va fracassar en assolir l'òrbita després d'una separació prematura de la primera etapa |                                                     |                                             |                                             |                                                        |                                                        |
| 4 de febrer 22:19       | Estats Units - UGM-27 Polaris A1 | Estats Units - UGM-27 Polaris A1                    | Estats Units - Cape Canaveral LC-29A        | Estats Units - Cape Canaveral LC-29A        | Estats Units - Marina dels Estats Units d'Amèrica      | Estats Units - Marina dels Estats Units d'Amèrica      |
| 4 de febrer 22:19       | | Marina dels Estats Units d'Amèrica                  | Suborbital                                  | Prova de míssils                            | 4 de febrer                                            | Reeixit                                                |
| 4 de febrer 22:19       | Apogeu: 500 km |                                                     |                                             |                                             |                                                        |                                                        |
| 5 de febrer 00:19       | Estats Units - PGM-19 Jupiter | Estats Units - PGM-19 Jupiter                       | Estats Units - Cape Canaveral LC-6          | Estats Units - Cape Canaveral LC-6          | Estats Units - ABMA                                    | Estats Units - ABMA                                    |
| 5 de febrer 00:19       | | Força Aèria dels Estats Units d'Amèrica             | Suborbital                                  | Prova de míssils                            | 5 de febrer                                            | Reeixit                                                |
| 5 de febrer 00:19       | Apogeu: 500 km |                                                     |                                             |                                             |                                                        |                                                        |
| 5 de febrer 21:46       | Estats Units - HGM-30A Titan I | Estats Units - HGM-30A Titan I                      | Estats Units - Cape Canaveral LC-16         | Estats Units - Cape Canaveral LC-16         | Estats Units - Força Aèria dels Estats Units d'Amèrica | Estats Units - Força Aèria dels Estats Units d'Amèrica |
| 5 de febrer 21:46       | | Força Aèria dels Estats Units d'Amèrica             | Suborbital                                  | Prova de RV                                 | 5 de febrer                                            | Error de llançament                                    |
| 10 de febrer            | Estats Units - UGM-27 Polaris A1 | Estats Units - UGM-27 Polaris A1                    | Estats Units - Cape Canaveral LC-29A        | Estats Units - Cape Canaveral LC-29A        | Estats Units - Marina dels Estats Units d'Amèrica      | Estats Units - Marina dels Estats Units d'Amèrica      |
| 10 de febrer            | | Marina dels Estats Units d'Amèrica                  | Suborbital                                  | Prova de míssils                            | 10 de febrer                                           | Reeixit                                                |
| 10 de febrer            | Apogeu: 500 km |                                                     |                                             |                                             |                                                        |                                                        |
| 12 de febrer 04:11      | Estats Units - SM-65D Atlas | Estats Units - SM-65D Atlas                         | Estats Units - Cape Canaveral LC-13         | Estats Units - Cape Canaveral LC-13         | Estats Units - Força Aèria dels Estats Units d'Amèrica | Estats Units - Força Aèria dels Estats Units d'Amèrica |
| 12 de febrer 04:11      | | Força Aèria dels Estats Units d'Amèrica             | Suborbital                                  | Prova de míssils                            | 12 de febrer                                           | Reeixit                                                |
| 12 de febrer 04:11      | Apogeu: 1800 km |                                                     |                                             |                                             |                                                        |                                                        |
| 13 de febrer 00:43      | Estats Units - Aerobee AJ10-34 | Estats Units - Aerobee AJ10-34                      | Estats Units - White Sands LC-35            | Estats Units - White Sands LC-35            | Estats Units - Força Aèria dels Estats Units d'Amèrica | Estats Units - Força Aèria dels Estats Units d'Amèrica |
| 13 de febrer 00:43      | | Força Aèria dels Estats Units d'Amèrica             | Suborbital                                  | Aeronomia                                   | 13 de febrer                                           | Reeixit                                                |
| 13 de febrer 00:43      | Apogeu: 143 km |                                                     |                                             |                                             |                                                        |                                                        |
| 13 de febrer            | Unió Soviètica - R-12 Dvina | Unió Soviètica - R-12 Dvina                         | Unió Soviètica - Kapustin Iar               | Unió Soviètica - Kapustin Iar               | Unió Soviètica - RVSN                                  | Unió Soviètica - RVSN                                  |
| 13 de febrer            | | RVSN                                                | Suborbital                                  | Prova de míssils                            | 13 de febrer                                           | Error de llançament                                    |
| 16 de febrer 20:48      | Estats Units - Aerobee-150 (Hi) | Estats Units - Aerobee-150 (Hi)                     | Estats Units - Wallops Island               | Estats Units - Wallops Island               | Estats Units - NASA                                    | Estats Units - NASA                                    |
| 16 de febrer 20:48      | | NASA                                                | Suborbital                                  | Vol de proves                               | 16 de febrer                                           | Error de llançament                                    |
| 16 de febrer 20:48      | Apogeu: 3 km |                                                     |                                             |                                             |                                                        |                                                        |
| 16 de febrer            | Estats Units - Aerobee-300 | Estats Units - Aerobee-300                          | Estats Units - Eglin                        | Estats Units - Eglin                        | Estats Units - Força Aèria dels Estats Units d'Amèrica | Estats Units - Força Aèria dels Estats Units d'Amèrica |
| 16 de febrer            | Estats Units - Tattletale PCC-2 | NSA                                                 | Suborbital                                  | SIGNIT Tecnologia                           | 16 de febrer                                           | Reeixit                                                |
| 16 de febrer            | Apogeu: 100 km |                                                     |                                             |                                             |                                                        |                                                        |
| 17 de febrer 01:00      | Estats Units - Nike-Cajun | Estats Units - Nike-Cajun                           | Estats Units - Eglin                        | Estats Units - Eglin                        | Estats Units - Força Aèria dels Estats Units d'Amèrica | Estats Units - Força Aèria dels Estats Units d'Amèrica |
| 17 de febrer 01:00      | | Força Aèria dels Estats Units d'Amèrica             | Suborbital                                  | Investugació de meteoroides                 | 17 de febrer                                           | Reeixit                                                |
| 17 de febrer 01:00      | Apogeu: 120 km |                                                     |                                             |                                             |                                                        |                                                        |
| 9 de febrer 17:11       | Estats Units - PGM-17 Thor DM-18C | Estats Units - PGM-17 Thor DM-18C                   | Estats Units - Cape Canaveral LC-18B        | Estats Units - Cape Canaveral LC-18B        | Estats Units - Força Aèria dels Estats Units d'Amèrica | Estats Units - Força Aèria dels Estats Units d'Amèrica |
| 9 de febrer 17:11       | | Força Aèria dels Estats Units d'Amèrica             | Suborbital                                  | Prova de míssils                            | 9 de febrer                                            | Reeixit                                                |
| 9 de febrer 17:11       | Apogeu: 520 km |                                                     |                                             |                                             |                                                        |                                                        |
| 19 de febrer 17:18      | Estats Units - Exos | Estats Units - Exos                                 | Estats Units - Eglin                        | Estats Units - Eglin                        | Estats Units - Força Aèria dels Estats Units d'Amèrica | Estats Units - Força Aèria dels Estats Units d'Amèrica |
| 19 de febrer 17:18      | | UMI                                                 | Suborbital                                  | Investigació de raigs còsmics               | 19 de febrer                                           | Error de llançament                                    |
| 19 de febrer 17:18      | Apogeu: 37 km |                                                     |                                             |                                             |                                                        |                                                        |
| 19 de febrer 20:15:14   | Estats Units - Thor DM-18 Agena-A | Estats Units - Thor DM-18 Agena-A                   | Estats Units - Vandenberg LC-75-3-5         | Estats Units - Vandenberg LC-75-3-5         | Estats Units - Força Aèria dels Estats Units d'Amèrica | Estats Units - Força Aèria dels Estats Units d'Amèrica |
| 19 de febrer 20:15:14   | Estats Units - Discoverer 10 (KH-1 9007) | CIA DST                                             | Destinat: Terrestre baixa (Polar)           | Imatgeria òptica                            | 19 de febrer                                           | Error de llançament                                    |
| 19 de febrer 20:15:14   | Estats Units - Discoverer 9 SRV | CIA DST                                             | Destinat: Terrestre baixa (Polar)           | Retorn de gravació                          | 19 de febrer                                           | Error de llançament                                    |
| 19 de febrer 20:15:14   | Va ser destruït per seguretat del vol durant l'ascens a l'òrbita |                                                     |                                             |                                             |                                                        |                                                        |
| 23 de febrer            | França - Véronique | França - Véronique                                  | França - Hammaguira Blandine                | França - Hammaguira Blandine                | França - CASDN                                         | França - CASDN                                         |
| 23 de febrer            | | CNRS                                                | Suborbital                                  | Aeronomia                                   | 23 de febrer                                           | Error de llançament                                    |
| 23 de febrer            | Apogeu: 50 km |                                                     |                                             |                                             |                                                        |                                                        |
| 24 de febrer            | Estats Units - HGM-30A Titan I | Estats Units - HGM-30A Titan I                      | Estats Units - Cape Canaveral LC-15         | Estats Units - Cape Canaveral LC-15         | Estats Units - Força Aèria dels Estats Units d'Amèrica | Estats Units - Força Aèria dels Estats Units d'Amèrica |
| 24 de febrer            | | Força Aèria dels Estats Units d'Amèrica             | Suborbital                                  | Prova de RV                                 | 24 de febrer                                           | Reeixit                                                |
| 24 de febrer            | Apogeu: 1000 km |                                                     |                                             |                                             |                                                        |                                                        |
| 25 de febrer 18:02      | Estats Units - MGM-31 Pershing I | Estats Units - MGM-31 Pershing I                    | Estats Units - Cape Canaveral LC-30A        | Estats Units - Cape Canaveral LC-30A        | Estats Units - Exèrcit dels Estats Units d'Amèrica     | Estats Units - Exèrcit dels Estats Units d'Amèrica     |
| 25 de febrer 18:02      | | Exèrcit dels Estats Units d'Amèrica                 | Suborbital                                  | Prova de míssils                            | 25 de febrer                                           | Reeixit                                                |
| 25 de febrer 18:02      | Vol inaugural del Pershing, Apogeu: 250 km |                                                     |                                             |                                             |                                                        |                                                        |
| 26 de febrer 17:25      | Estats Units - Atlas LV-3A Agena-A | Estats Units - Atlas LV-3A Agena-A                  | Estats Units - Cape Canaveral LC-14         | Estats Units - Cape Canaveral LC-14         | Estats Units - Força Aèria dels Estats Units d'Amèrica | Estats Units - Força Aèria dels Estats Units d'Amèrica |
| 26 de febrer 17:25      | Estats Units - Midas-1 | Força Aèria dels Estats Units d'Amèrica             | Destinat: Terrestre baixa                   | Defensa de míssils                          | 26 de febrer                                           | Error de llançament                                    |
| 26 de febrer 17:25      | Vol inaugural de l'Atlas-Agena, l'etapa superior va fallar en separar-se. |                                                     |                                             |                                             |                                                        |                                                        |
| 26 de febrer            | Estats Units - UGM-27 Polaris A1 | Estats Units - UGM-27 Polaris A1                    | Estats Units - Cape Canaveral LC-29A        | Estats Units - Cape Canaveral LC-29A        | Estats Units - Marina dels Estats Units d'Amèrica      | Estats Units - Marina dels Estats Units d'Amèrica      |
| 26 de febrer            | | Marina dels Estats Units d'Amèrica                  | Suborbital                                  | Prova de míssils                            | 26 de febrer                                           | Error de llançament                                    |
| 26 de febrer            | Apogeu: 10 km |                                                     |                                             |                                             |                                                        |                                                        |
| 27 de febrer 06:53      | Estats Units - Aerobee-150 (Hi) | Estats Units - Aerobee-150 (Hi)                     | Canadà - Fort Churchill                     | Canadà - Fort Churchill                     | Estats Units - Força Aèria dels Estats Units d'Amèrica | Estats Units - Força Aèria dels Estats Units d'Amèrica |
| 27 de febrer 06:53      | | JHU                                                 | Suborbital                                  | Aurores                                     | 27 de febrer                                           | Reeixit                                                |
| 27 de febrer 06:53      | Apogeu: 117 km |                                                     |                                             |                                             |                                                        |                                                        |
| 27 de febrer 23:20      | Estats Units - Shotput | Estats Units - Shotput                              | Estats Units - Wallops Island               | Estats Units - Wallops Island               | Estats Units - NASA                                    | Estats Units - NASA                                    |
| 27 de febrer 23:20      | | NASA                                                | Suborbital                                  | Tecnologia                                  | 27 de febrer                                           | Reeixit                                                |
| 27 de febrer 23:20      | Apogeu: 400 km, prova de sistemes pels satèl·lits Echo |                                                     |                                             |                                             |                                                        |                                                        |
| 29 de febrer            | Estats Units - PGM-17 Thor DM-18C | Estats Units - PGM-17 Thor DM-18C                   | Estats Units - Cape Canaveral LC-18B        | Estats Units - Cape Canaveral LC-18B        | Estats Units - Força Aèria dels Estats Units d'Amèrica | Estats Units - Força Aèria dels Estats Units d'Amèrica |
| 29 de febrer            | | Força Aèria dels Estats Units d'Amèrica             | Suborbital                                  | Prova de míssils                            | 29 de febrer                                           | Reeixit                                                |
| 29 de febrer            | Apogeu: 520 km |                                                     |                                             |                                             |                                                        |                                                        |
| Març                    | |                                                     |                                             |                                             |                                                        |                                                        |
| 1 de març 22:11         | Estats Units - Nike-Asp | Estats Units - Nike-Asp                             | Estats Units - Wallops Island               | Estats Units - Wallops Island               | Estats Units - NASA                                    | Estats Units - NASA                                    |
| 1 de març 22:11         | | NASA                                                | Suborbital                                  | Solar                                       | 1 de març                                              | Reeixit                                                |
| 1 de març 22:11         | Apogeu: 212 km |                                                     |                                             |                                             |                                                        |                                                        |
| 2 de març 18:32         | França - Véronique | França - Véronique                                  | França - Hammaguira Blandine                | França - Hammaguira Blandine                | França - CASDN                                         | França - CASDN                                         |
| 2 de març 18:32         | | CNRS                                                | Suborbital                                  | Aeronomia                                   | 2 de març                                              | Reeixit                                                |
| 2 de març 18:32         | Apogeu: 188 km |                                                     |                                             |                                             |                                                        |                                                        |
| 2 de març 20:06         | Estats Units - PGM-17 Thor DM-18A | Estats Units - PGM-17 Thor DM-18A                   | Estats Units - Vandenberg LC-75-2-8         | Estats Units - Vandenberg LC-75-2-8         | Regne Unit - Royal Air Force                           | Regne Unit - Royal Air Force                           |
| 2 de març 20:06         | | Royal Air Force                                     | Suborbital                                  | Prova de míssils                            | 2 de març                                              | Reeixit                                                |
| 2 de març 20:06         | Apogeu: 520 km |                                                     |                                             |                                             |                                                        |                                                        |
| 3 de març 22:50         | Estats Units - Nike-Asp | Estats Units - Nike-Asp                             | Estats Units - Wallops Island               | Estats Units - Wallops Island               | Estats Units - NASA                                    | Estats Units - NASA                                    |
| 3 de març 22:50         | | NASA                                                | Suborbital                                  | Solar                                       | 3 de març                                              | Reeixit                                                |
| 3 de març 22:50         | Apogeu: 212 km |                                                     |                                             |                                             |                                                        |                                                        |
| 5 de març               | França - Véronique | França - Véronique                                  | França - Hammaguira Blandine                | França - Hammaguira Blandine                | França - CASDN                                         | França - CASDN                                         |
| 5 de març               | | CNRS                                                | Suborbital                                  | Aeronomia                                   | 5 de març                                              | Reeixit                                                |
| 5 de març               | Apogeu: 187 km |                                                     |                                             |                                             |                                                        |                                                        |
| 8 de març 13:10         | Estats Units - SM-65D Atlas | Estats Units - SM-65D Atlas                         | Estats Units - Cape Canaveral LC-11         | Estats Units - Cape Canaveral LC-11         | Estats Units - Força Aèria dels Estats Units d'Amèrica | Estats Units - Força Aèria dels Estats Units d'Amèrica |
| 8 de març 13:10         | | Força Aèria dels Estats Units d'Amèrica             | Suborbital                                  | Prova de míssils                            | 8 de març                                              | Reeixit                                                |
| 8 de març 13:10         | Apogeu: 1800 km, primer ús de guia inercial |                                                     |                                             |                                             |                                                        |                                                        |
| 8 de març 18:00         | Estats Units - HGM-30A Titan I | Estats Units - HGM-30A Titan I                      | Estats Units - Cape Canaveral LC-16         | Estats Units - Cape Canaveral LC-16         | Estats Units - Força Aèria dels Estats Units d'Amèrica | Estats Units - Força Aèria dels Estats Units d'Amèrica |
| 8 de març 18:00         | | Força Aèria dels Estats Units d'Amèrica             | Suborbital                                  | Prova de RV                                 | 8 de març                                              | Error de llançament                                    |
| 8 de març 18:00         | Malfuncionament en la segona etapa |                                                     |                                             |                                             |                                                        |                                                        |
| 9 de març               | Estats Units - UGM-27 Polaris A1 | Estats Units - UGM-27 Polaris A1                    | Estats Units - Cape Canaveral LC-25A        | Estats Units - Cape Canaveral LC-25A        | Estats Units - Marina dels Estats Units d'Amèrica      | Estats Units - Marina dels Estats Units d'Amèrica      |
| 9 de març               | | Marina dels Estats Units d'Amèrica                  | Suborbital                                  | Prova de míssils                            | 9 de març                                              | Reeixit                                                |
| 9 de març               | Apogeu: 500 km |                                                     |                                             |                                             |                                                        |                                                        |
| 11 de març 00:36        | Estats Units - SM-65D Atlas | Estats Units - SM-65D Atlas                         | Estats Units - Cape Canaveral LC-13         | Estats Units - Cape Canaveral LC-13         | Estats Units - Força Aèria dels Estats Units d'Amèrica | Estats Units - Força Aèria dels Estats Units d'Amèrica |
| 11 de març 00:36        | | Força Aèria dels Estats Units d'Amèrica             | Suborbital                                  | Prova de míssils                            | 11 de març                                             | Error de llançament                                    |
| 11 de març 13:00        | Estats Units - Thor DM-18 Able-IV | Estats Units - Thor DM-18 Able-IV                   | Estats Units - Cape Canaveral LC-17A        | Estats Units - Cape Canaveral LC-17A        | Estats Units - Força Aèria dels Estats Units d'Amèrica | Estats Units - Força Aèria dels Estats Units d'Amèrica |
| 11 de març 13:00        | Estats Units - Pioneer 5 | NASA                                                | Heliocèntrica                               | Científic                                   | En òrbita                                              | Reeixit                                                |
| 11 de març 13:00        | Vol únic del Thor-Able IV |                                                     |                                             |                                             |                                                        |                                                        |
| 16 de març 21:25        | Estats Units - Aerobee-300 | Estats Units - Aerobee-300                          | Canadà - Fort Churchill                     | Canadà - Fort Churchill                     | Estats Units - NASA                                    | Estats Units - NASA                                    |
| 16 de març 21:25        | | UMI                                                 | Suborbital                                  | Ionosfèric                                  | 16 de març                                             | Reeixit                                                |
| 16 de març 21:25        | Apogeu: 337 km |                                                     |                                             |                                             |                                                        |                                                        |
| 16 de març              | Estats Units - Aerobee-300 | Estats Units - Aerobee-300                          | Estats Units - Eglin                        | Estats Units - Eglin                        | Estats Units - Força Aèria dels Estats Units d'Amèrica | Estats Units - Força Aèria dels Estats Units d'Amèrica |
| 16 de març              | Estats Units - Tattletale PCC-3 | NSA                                                 | Suborbital                                  | SIGNIT Tecnologia                           | 16 de març                                             | Reeixit                                                |
| 16 de març              | Apogeu: 100 km |                                                     |                                             |                                             |                                                        |                                                        |
| 17 de març 01:52        | Estats Units - Nike-Asp | Estats Units - Nike-Asp                             | Canadà - Fort Churchill                     | Canadà - Fort Churchill                     | Estats Units - NASA                                    | Estats Units - NASA                                    |
| 17 de març 01:52        | | UMI                                                 | Suborbital                                  | Ionosfèric                                  | 17 de març                                             | Error de llançament                                    |
| 17 de març 23:55        | Unió Soviètica - R-7A Semyorka | Unió Soviètica - R-7A Semyorka                      | Unió Soviètica - Baikonur Site 1/5          | Unió Soviètica - Baikonur Site 1/5          | Unió Soviètica - RVSN                                  | Unió Soviètica - RVSN                                  |
| 17 de març 23:55        | | RVSN                                                | Suborbital                                  | Prova de míssils                            | 18 de març                                             | Reeixit                                                |
| 17 de març 23:55        | Apogeu: 1350 km |                                                     |                                             |                                             |                                                        |                                                        |
| 18 de març              | Estats Units - UGM-27 Polaris A1 | Estats Units - UGM-27 Polaris A1                    | Estats Units - Cape Canaveral LC-25B        | Estats Units - Cape Canaveral LC-25B        | Estats Units - Marina dels Estats Units d'Amèrica      | Estats Units - Marina dels Estats Units d'Amèrica      |
| 18 de març              | | Marina dels Estats Units d'Amèrica                  | Suborbital                                  | Prova de míssils                            | 18 de març                                             | Reeixit                                                |
| 18 de març              | Apogeu: 500 km |                                                     |                                             |                                             |                                                        |                                                        |
| 20 de març              | Unió Soviètica - R-12 Dvina | Unió Soviètica - R-12 Dvina                         | Unió Soviètica - Kapustin Iar               | Unió Soviètica - Kapustin Iar               | Unió Soviètica - RVSN                                  | Unió Soviètica - RVSN                                  |
| 20 de març              | | RVSN                                                | Suborbital                                  | Prova de míssils                            | 20 de març                                             | Reeixit                                                |
| 20 de març              | Apogeu: 402 km |                                                     |                                             |                                             |                                                        |                                                        |
| 22 de març              | Estats Units - HGM-30A Titan I | Estats Units - HGM-30A Titan I                      | Estats Units - Cape Canaveral LC-15         | Estats Units - Cape Canaveral LC-15         | Estats Units - Força Aèria dels Estats Units d'Amèrica | Estats Units - Força Aèria dels Estats Units d'Amèrica |
| 22 de març              | | Força Aèria dels Estats Units d'Amèrica             | Suborbital                                  | Prova de RV                                 | 22 de març                                             | Reeixit                                                |
| 22 de març              | Apogeu: 1000 km |                                                     |                                             |                                             |                                                        |                                                        |
| 22 de març              | Estats Units - Astrobee-500 | Estats Units - Astrobee-500                         | Estats Units - Eglin                        | Estats Units - Eglin                        | Estats Units - Força Aèria dels Estats Units d'Amèrica | Estats Units - Força Aèria dels Estats Units d'Amèrica |
| 22 de març              | | Força Aèria dels Estats Units d'Amèrica             | Suborbital                                  | Vol de proves                               | 22 de març                                             | Error de llançament                                    |
| 23 de març 13:35:11     | Estats Units - Juno II | Estats Units - Juno II                              | Estats Units - Cape Canaveral LC-26B        | Estats Units - Cape Canaveral LC-26B        | Estats Units - ABMA                                    | Estats Units - ABMA                                    |
| 23 de març 13:35:11     | Estats Units - S-46 | NASA                                                | Destinat: Altament el·líptica               | Investigació de radiació                    | 23 de març                                             | Error de llançament                                    |
| 23 de març 13:35:11     | No es va encendre la 3a etapa |                                                     |                                             |                                             |                                                        |                                                        |
| 24 de març 02:06        | Unió Soviètica - R-7A Semyorka | Unió Soviètica - R-7A Semyorka                      | Unió Soviètica - Baikonur Site 1/5          | Unió Soviètica - Baikonur Site 1/5          | Unió Soviètica - RVSN                                  | Unió Soviètica - RVSN                                  |
| 24 de març 02:06        | | RVSN                                                | Suborbital                                  | Prova de míssils                            | 24 de març                                             | Reeixit                                                |
| 24 de març 02:06        | Apogeu: 1350 km |                                                     |                                             |                                             |                                                        |                                                        |
| 24 de març              | Unió Soviètica - R-12 Dvina | Unió Soviètica - R-12 Dvina                         | Unió Soviètica - Kapustin Iar               | Unió Soviètica - Kapustin Iar               | Unió Soviètica - RVSN                                  | Unió Soviètica - RVSN                                  |
| 24 de març              | | RVSN                                                | Suborbital                                  | Prova de míssils                            | 24 de març                                             | Reeixit                                                |
| 24 de març              | Apogeu: 402 km |                                                     |                                             |                                             |                                                        |                                                        |
| 25 de març 18:40        | Estats Units - Aerobee-150A | Estats Units - Aerobee-150A                         | Estats Units - Wallops Island               | Estats Units - Wallops Island               | Estats Units - NASA                                    | Estats Units - NASA                                    |
| 25 de març 18:40        | | NASA                                                | Suborbital                                  | Vol de proves                               | 25 de març                                             | Reeixit                                                |
| 25 de març 18:40        | Apogeu: 212 km |                                                     |                                             |                                             |                                                        |                                                        |
| 25 de març              | Unió Soviètica - R-12 Dvina | Unió Soviètica - R-12 Dvina                         | Unió Soviètica - Kapustin Iar               | Unió Soviètica - Kapustin Iar               | Unió Soviètica - RVSN                                  | Unió Soviètica - RVSN                                  |
| 25 de març              | | RVSN                                                | Suborbital                                  | Prova de míssils                            | 25 de març                                             | Reeixit                                                |
| 25 de març              | Apogeu: 402 km |                                                     |                                             |                                             |                                                        |                                                        |
| 25 de març              | Estats Units - UGM-27 Polaris A1 | Estats Units - UGM-27 Polaris A1                    | Estats Units - Cape Canaveral LC-25B        | Estats Units - Cape Canaveral LC-25B        | Estats Units - Marina dels Estats Units d'Amèrica      | Estats Units - Marina dels Estats Units d'Amèrica      |
| 25 de març              | | Marina dels Estats Units d'Amèrica                  | Suborbital                                  | Prova de míssils                            | 25 de març                                             | Reeixit                                                |
| 25 de març              | Apogeu: 500 km |                                                     |                                             |                                             |                                                        |                                                        |
| 28 de març              | Unió Soviètica - R-12 Dvina | Unió Soviètica - R-12 Dvina                         | Unió Soviètica - Kapustin Iar               | Unió Soviètica - Kapustin Iar               | Unió Soviètica - RVSN                                  | Unió Soviètica - RVSN                                  |
| 28 de març              | | RVSN                                                | Suborbital                                  | Prova de míssils                            | 28 de març                                             | Reeixit                                                |
| 28 de març              | Apogeu: 402 km |                                                     |                                             |                                             |                                                        |                                                        |
| 29 de març              | Estats Units - Trailblazer 1 | Estats Units - Trailblazer 1                        | Estats Units - Wallops Island               | Estats Units - Wallops Island               | Estats Units - NASA                                    | Estats Units - NASA                                    |
| 29 de març              | | NASA                                                | Suborbital                                  | Prova de RV                                 | 29 de març                                             | Reeixit                                                |
| 29 de març              | Apogeu: 260 km |                                                     |                                             |                                             |                                                        |                                                        |
| 29 de març              | Estats Units - UGM-27 Polaris A1 | Estats Units - UGM-27 Polaris A1                    | Estats Units - USNS Observation Island, ETR | Estats Units - USNS Observation Island, ETR | Estats Units - Marina dels Estats Units d'Amèrica      | Estats Units - Marina dels Estats Units d'Amèrica      |
| 29 de març              | | Marina dels Estats Units d'Amèrica                  | Suborbital                                  | Prova de míssils                            | 29 de març                                             | Error de llançament                                    |
| 29 de març              | Apogeu: 300 km |                                                     |                                             |                                             |                                                        |                                                        |
| 29 de març              | Unió Soviètica - R-12 Dvina | Unió Soviètica - R-12 Dvina                         | Unió Soviètica - Kapustin Iar               | Unió Soviètica - Kapustin Iar               | Unió Soviètica - RVSN                                  | Unió Soviètica - RVSN                                  |
| 29 de març              | | RVSN                                                | Suborbital                                  | Prova de míssils                            | 29 de març                                             | Reeixit                                                |
| 29 de març              | Apogeu: 402 km |                                                     |                                             |                                             |                                                        |                                                        |
| 31 de març              | Unió Soviètica - R-12 Dvina | Unió Soviètica - R-12 Dvina                         | Unió Soviètica - Kapustin Iar               | Unió Soviètica - Kapustin Iar               | Unió Soviètica - RVSN                                  | Unió Soviètica - RVSN                                  |
| 31 de març              | | RVSN                                                | Suborbital                                  | Prova de míssils                            | 31 de març                                             | Reeixit                                                |
| 31 de març              | Apogeu: 402 km |                                                     |                                             |                                             |                                                        |                                                        |
| Març                    | Unió Soviètica - R-13 | Unió Soviètica - R-13                               | Unió Soviètica - Kapustin Iar               | Unió Soviètica - Kapustin Iar               | Unió Soviètica - RVSN                                  | Unió Soviètica - RVSN                                  |
| Març                    | | RVSN                                                | Suborbital                                  | Prova de míssils                            | Març                                                   | Reeixit                                                |
| Març                    | Apogeu: 150 km |                                                     |                                             |                                             |                                                        |                                                        |
| Abril                   | |                                                     |                                             |                                             |                                                        |                                                        |
| 1 d'abril 11:40:09      | Estats Units - Thor DM-18 Able-II | Estats Units - Thor DM-18 Able-II                   | Estats Units - Cape Canaveral LC-17A        | Estats Units - Cape Canaveral LC-17A        | Estats Units - Força Aèria dels Estats Units d'Amèrica | Estats Units - Força Aèria dels Estats Units d'Amèrica |
| 1 d'abril 11:40:09      | Estats Units - Tiros-1 (Tiros-A) | NASA/NOAA                                           | Terrestre Baixa                             | Meteorologia                                | En òrbita                                              | Error parcial del vehicle                              |
| 1 d'abril 11:40:09      | Vol final del Thor-Able. La nau espacial va cessar les operacions a causa d'un malfuncionament en el sistema elèctric 15 dies abans del final previst de la missió                                                                                     |                                                     |                                             |                                             |                                                        |                                                        |
| 1 d'abril               | Estats Units - Shotput | Estats Units - Shotput                              | Estats Units - Wallops Island               | Estats Units - Wallops Island               | Estats Units - NASA                                    | Estats Units - NASA                                    |
| 1 d'abril               | | NASA                                                | Suborbital                                  | Tecnologia                                  | 1 d'abril                                              | Reeixit                                                |
| 1 d'abril               | Apogeu: 400 km, prova de sistemes pels satèl·lits Echo |                                                     |                                             |                                             |                                                        |                                                        |
| 7 d'abril 02:06         | Estats Units - Aerobee-150 (Hi) | Estats Units - Aerobee-150 (Hi)                     | Estats Units - Eglin                        | Estats Units - Eglin                        | Estats Units - Força Aèria dels Estats Units d'Amèrica | Estats Units - Força Aèria dels Estats Units d'Amèrica |
| 7 d'abril 02:06         | | Força Aèria dels Estats Units d'Amèrica             | Suborbital                                  | Solar                                       | 7 d'abril                                              | Reeixit                                                |
| 7 d'abril 02:06         | Apogeu: 236 km |                                                     |                                             |                                             |                                                        |                                                        |
| 8 d'abril 02:06         | Estats Units - SM-65D Atlas | Estats Units - SM-65D Atlas                         | Estats Units - Cape Canaveral LC-11         | Estats Units - Cape Canaveral LC-11         | Estats Units - Força Aèria dels Estats Units d'Amèrica | Estats Units - Força Aèria dels Estats Units d'Amèrica |
| 8 d'abril 02:06         | | Força Aèria dels Estats Units d'Amèrica             | Suborbital                                  | Prova de míssils                            | 8 d'abril                                              | Error de llançament                                    |
| 8 d'abril 02:06         | Malfuncionament del sistema de propulsió, Apogeu: 1 km |                                                     |                                             |                                             |                                                        |                                                        |
| 8 d'abril 12:04         | Estats Units - Nike-Cajun | Estats Units - Nike-Cajun                           | Canadà - Fort Churchill                     | Canadà - Fort Churchill                     | Estats Units - Força Aèria dels Estats Units d'Amèrica | Estats Units - Força Aèria dels Estats Units d'Amèrica |
| 8 d'abril 12:04         | | BRL                                                 | Suborbital                                  | Aeronomia                                   | 8 d'abril                                              | Reeixit                                                |
| 8 d'abril 12:04         | Apogeu: 100 km |                                                     |                                             |                                             |                                                        |                                                        |
| 8 d'abril               | Estats Units - HGM-30A Titan I | Estats Units - HGM-30A Titan I                      | Estats Units - Cape Canaveral LC-16         | Estats Units - Cape Canaveral LC-16         | Estats Units - Força Aèria dels Estats Units d'Amèrica | Estats Units - Força Aèria dels Estats Units d'Amèrica |
| 8 d'abril               | | Força Aèria dels Estats Units d'Amèrica             | Suborbital                                  | Prova de RV                                 | 8 d'abril                                              | Reeixit                                                |
| 8 d'abril               | Apogeu: 1000 km |                                                     |                                             |                                             |                                                        |                                                        |
| 12 d'abril 03:18        | Regne Unit - Skylark-2C | Regne Unit - Skylark-2C                             | Austràlia - Woomera LA-2                    | Austràlia - Woomera LA-2                    | Regne Unit - RAE                                       | Regne Unit - RAE                                       |
| 12 d'abril 03:18        | | RAE                                                 | Suborbital                                  | Vol de proves                               | 12 d'abril                                             | Reeixit                                                |
| 12 d'abril 03:18        | Apogeu: 218 km |                                                     |                                             |                                             |                                                        |                                                        |
| 13 d'abril 12:02:36     | Estats Units - Thor DM-21 Ablestar | Estats Units - Thor DM-21 Ablestar                  | Estats Units - Cape Canaveral LC-17A        | Estats Units - Cape Canaveral LC-17A        | Estats Units - Força Aèria dels Estats Units d'Amèrica | Estats Units - Força Aèria dels Estats Units d'Amèrica |
| 13 d'abril 12:02:36     | Estats Units - Transit 1B | Marina dels Estats Units d'Amèrica                  | Terrestre Baixa                             | Navegació Tecnologia                        | 5 Octubre 1967                                         | Reeixit                                                |
| 13 d'abril 12:02:36     | Estats Units - Prototip Solrad | Marina dels Estats Units d'Amèrica                  | Terrestre Baixa                             | Tecnologia                                  | 17 de juliol                                           | Reeixit                                                |
| 13 d'abril 12:02:36     | Vol inaugural del Thor-Ablestar, primer reinici d'un tram final de coet |                                                     |                                             |                                             |                                                        |                                                        |
| 15 d'abril 15:06:45     | Unió Soviètica - Luna 8K72 | Unió Soviètica - Luna 8K72                          | Unió Soviètica - Baikonur Site 1/5          | Unió Soviètica - Baikonur Site 1/5          | Unió Soviètica - RVSN                                  | Unió Soviètica - RVSN                                  |
| 15 d'abril 15:06:45     | Unió Soviètica - Luna E-3 No.1 | RVSN                                                | Destinat: Heliocèntrica                     | Sonda lunar                                 | 15 d'abril                                             | Error de llançament                                    |
| 15 d'abril 15:06:45     | Malfuncionament en el motor de la 2a etapa |                                                     |                                             |                                             |                                                        |                                                        |
| 15 d'abril 20:30:37     | Estats Units - Thor DM-18 Agena-A | Estats Units - Thor DM-18 Agena-A                   | Estats Units - Vandenberg LC-75-3-5         | Estats Units - Vandenberg LC-75-3-5         | Estats Units - Força Aèria dels Estats Units d'Amèrica | Estats Units - Força Aèria dels Estats Units d'Amèrica |
| 15 d'abril 20:30:37     | Estats Units - Discoverer 11 (KH-1 9008) | CIA DST                                             | Terrestre Baixa (Polar)                     | Imatgeria òptica                            | 26 d'abril                                             | Error del vehicle                                      |
| 15 d'abril 20:30:37     | Estats Units - Discoverer 11 SRV | CIA DST                                             | Terrestre Baixa (Polar)                     | Retorn de gravació                          | 26 d'abril                                             | Error del vehicle                                      |
| 15 d'abril 20:30:37     | La nau espacial va patir un malfuncionament del sistema de control, no es va intentar recuperar les imatges |                                                     |                                             |                                             |                                                        |                                                        |
| 16 d'abril 16:07:41     | Unió Soviètica - Luna 8K72 | Unió Soviètica - Luna 8K72                          | Unió Soviètica - Baikonur Site 1/5          | Unió Soviètica - Baikonur Site 1/5          | Unió Soviètica - RVSN                                  | Unió Soviètica - RVSN                                  |
| 16 d'abril 16:07:41     | Unió Soviètica - Luna E-3 No.2 | RVSN                                                | Destinat: Heliocèntrica                     | Sonda lunar                                 | 16 d'abril                                             | Error de llançament                                    |
| 16 d'abril 16:07:41     | Un impulsador Blok-B va ser separat en menys d'un segon després del llançament |                                                     |                                             |                                             |                                                        |                                                        |
| 18 d'abril 23:09        | Estats Units - Scout X | Estats Units - Scout X                              | Estats Units - Wallops Island LA-3          | Estats Units - Wallops Island LA-3          | Estats Units - NASA                                    | Estats Units - NASA                                    |
| 18 d'abril 23:09        | Estats Units - Cub Scout | NASA                                                | Suborbital                                  | Vol de proves                               | 18 d'abril                                             | Error de llançament                                    |
| 18 d'abril 23:09        | Vol inaugural de la família Scout, vol únic del Scout X, va patir un error estructural durant les etapes, Apogeu: 48 km |                                                     |                                             |                                             |                                                        |                                                        |
| 18 d'abril              | Estats Units - UGM-27 Polaris A1 | Estats Units - UGM-27 Polaris A1                    | Estats Units - USNS Observation Island, ETR | Estats Units - USNS Observation Island, ETR | Estats Units - Marina dels Estats Units d'Amèrica      | Estats Units - Marina dels Estats Units d'Amèrica      |
| 18 d'abril              | | Marina dels Estats Units d'Amèrica                  | Suborbital                                  | Prova de míssils                            | 18 d'abril                                             | Error de llançament                                    |
| 18 d'abril              | Apogeu: 50 km |                                                     |                                             |                                             |                                                        |                                                        |
| 19 d'abril 14:15        | Estats Units - Aerobee-150 (Hi) | Estats Units - Aerobee-150 (Hi)                     | Estats Units - White Sands                  | Estats Units - White Sands                  | Estats Units - NRL                                     | Estats Units - NRL                                     |
| 19 d'abril 14:15        | | NRL                                                 | Suborbital                                  | Solar                                       | 19 d'abril                                             | Reeixit                                                |
| 19 d'abril 14:15        | Apogeu: 222 km |                                                     |                                             |                                             |                                                        |                                                        |
| 20 d'abril 18:30        | Estats Units - MGM-31 Pershing I | Estats Units - MGM-31 Pershing I                    | Estats Units - Cape Canaveral LC-30A        | Estats Units - Cape Canaveral LC-30A        | Estats Units - Exèrcit dels Estats Units d'Amèrica     | Estats Units - Exèrcit dels Estats Units d'Amèrica     |
| 20 d'abril 18:30        | | Exèrcit dels Estats Units d'Amèrica                 | Suborbital                                  | Prova de míssils                            | 20 d'abril                                             | Reeixit                                                |
| 20 d'abril 18:30        | Apogeu: 250 km |                                                     |                                             |                                             |                                                        |                                                        |
| 20 d'abril              | Estats Units - Viper (ALSOR) | Estats Units - Viper (ALSOR)                        | Estats Units - F-104, Edwards               | Estats Units - F-104, Edwards               | Estats Units - NASA                                    | Estats Units - NASA                                    |
| 20 d'abril              | | NASA                                                | Suborbital                                  | Vol de proves                               | 20 d'abril                                             | Error de llançament                                    |
| 20 d'abril              | Apogeu: 70 km |                                                     |                                             |                                             |                                                        |                                                        |
| 21 d'abril 10:35        | Regne Unit - Skylark-2 | Regne Unit - Skylark-2                              | Austràlia - Woomera LA-2                    | Austràlia - Woomera LA-2                    | Regne Unit - RAE                                       | Regne Unit - RAE                                       |
| 21 d'abril 10:35        | | UCL                                                 | Suborbital                                  | Aeronomia                                   | 21 d'abril                                             | Reeixit                                                |
| 21 d'abril 10:35        | Apogeu: 141 km |                                                     |                                             |                                             |                                                        |                                                        |
| 21 d'abril 15:00        | Estats Units - Aerobee-150 (Hi) | Estats Units - Aerobee-150 (Hi)                     | Estats Units - Eglin                        | Estats Units - Eglin                        | Estats Units - Força Aèria dels Estats Units d'Amèrica | Estats Units - Força Aèria dels Estats Units d'Amèrica |
| 21 d'abril 15:00        | | Força Aèria dels Estats Units d'Amèrica             | Suborbital                                  | Els camps de recerca                        | 21 d'abril                                             | Reeixit                                                |
| 21 d'abril 15:00        | Apogeu: 245 km |                                                     |                                             |                                             |                                                        |                                                        |
| 21 d'abril 20:55        | Estats Units - HGM-30A Titan I | Estats Units - HGM-30A Titan I                      | Estats Units - Cape Canaveral LC-15         | Estats Units - Cape Canaveral LC-15         | Estats Units - Força Aèria dels Estats Units d'Amèrica | Estats Units - Força Aèria dels Estats Units d'Amèrica |
| 21 d'abril 20:55        | | Força Aèria dels Estats Units d'Amèrica             | Suborbital                                  | Prova de RV                                 | 21 d'abril                                             | Reeixit                                                |
| 21 d'abril 20:55        | Apogeu: 1000 km |                                                     |                                             |                                             |                                                        |                                                        |
| 22 d'abril 19:39:01     | Estats Units - SM-65D Atlas | Estats Units - SM-65D Atlas                         | Estats Units - Vandenberg LC-576B-2         | Estats Units - Vandenberg LC-576B-2         | Estats Units - Força Aèria dels Estats Units d'Amèrica | Estats Units - Força Aèria dels Estats Units d'Amèrica |
| 22 d'abril 19:39:01     | | Força Aèria dels Estats Units d'Amèrica             | Suborbital                                  | Prova de míssils                            | 22 d'abril                                             | Reeixit                                                |
| 22 d'abril 19:39:01     | Apogeu: 1800 km |                                                     |                                             |                                             |                                                        |                                                        |
| 23 d'abril 21:45        | Estats Units - Aerobee-150A | Estats Units - Aerobee-150A                         | Estats Units - Wallops Island               | Estats Units - Wallops Island               | Estats Units - NASA                                    | Estats Units - NASA                                    |
| 23 d'abril 21:45        | | NASA                                                | Suborbital                                  | Vol de proves                               | 23 d'abril                                             | Reeixit                                                |
| 23 d'abril 21:45        | Apogeu: 246 km |                                                     |                                             |                                             |                                                        |                                                        |
| 26 d'abril 01:13        | Estats Units - UGM-27 Polaris A1 | Estats Units - UGM-27 Polaris A1                    | Estats Units - Cape Canaveral LC-29A        | Estats Units - Cape Canaveral LC-29A        | Estats Units - Marina dels Estats Units d'Amèrica      | Estats Units - Marina dels Estats Units d'Amèrica      |
| 26 d'abril 01:13        | | Marina dels Estats Units d'Amèrica                  | Suborbital                                  | Prova de míssils                            | 26 d'abril                                             | Reeixit                                                |
| 26 d'abril 01:13        | Apogeu: 500 km |                                                     |                                             |                                             |                                                        |                                                        |
| 26 d'abril              | Estats Units - Honest John-Nike-Gosling | Estats Units - Honest John-Nike-Gosling             | Estats Units - Wallops Island               | Estats Units - Wallops Island               | Estats Units - NASA                                    | Estats Units - NASA                                    |
| 26 d'abril              | | NASA                                                | Suborbital                                  | Prova de RV                                 | 26 d'abril                                             | Error de llançament                                    |
| 26 d'abril              | Apogeu: 43 km |                                                     |                                             |                                             |                                                        |                                                        |
| 27 d'abril 04:18        | Estats Units - Aerobee-150 (Hi) | Estats Units - Aerobee-150 (Hi)                     | Estats Units - Wallops Island               | Estats Units - Wallops Island               | Estats Units - NASA                                    | Estats Units - NASA                                    |
| 27 d'abril 04:18        | | NASA                                                | Suborbital                                  | Astronomia d'UV                             | 27 d'abril                                             | Reeixit                                                |
| 27 d'abril 04:18        | Apogeu: 200 km |                                                     |                                             |                                             |                                                        |                                                        |
| 27 d'abril 21:56        | Estats Units - Nike-Asp | Estats Units - Nike-Asp                             | Estats Units - Wallops Island               | Estats Units - Wallops Island               | Estats Units - NASA                                    | Estats Units - NASA                                    |
| 27 d'abril 21:56        | | NASA                                                | Suborbital                                  | Solar                                       | 27 d'abril                                             | Error de llançament                                    |
| 27 d'abril 21:56        | Apogeu: 24 km |                                                     |                                             |                                             |                                                        |                                                        |
| 28 d'abril 14:50        | Estats Units - Nike-Zeus | Estats Units - Nike-Zeus                            | Estats Units - White Sands LC-38            | Estats Units - White Sands LC-38            | Estats Units - Exèrcit dels Estats Units d'Amèrica     | Estats Units - Exèrcit dels Estats Units d'Amèrica     |
| 28 d'abril 14:50        | | Exèrcit dels Estats Units d'Amèrica                 | Suborbital                                  | Vol de proves                               | 28 d'abril                                             | Reeixit                                                |
| 28 d'abril 14:50        | Apogeu: 150 km |                                                     |                                             |                                             |                                                        |                                                        |
| 28 d'abril 20:18        | Estats Units - HGM-30A Titan I | Estats Units - HGM-30A Titan I                      | Estats Units - Cape Canaveral LC-16         | Estats Units - Cape Canaveral LC-16         | Estats Units - Força Aèria dels Estats Units d'Amèrica | Estats Units - Força Aèria dels Estats Units d'Amèrica |
| 28 d'abril 20:18        | | Força Aèria dels Estats Units d'Amèrica             | Suborbital                                  | Prova de RV                                 | 28 d'abril                                             | Reeixit                                                |
| 28 d'abril 20:18        | Apogeu: 1000 km |                                                     |                                             |                                             |                                                        |                                                        |
| 29 d'abril 15:47        | Estats Units - Aerobee-150A | Estats Units - Aerobee-150A                         | Estats Units - Wallops Island               | Estats Units - Wallops Island               | Estats Units - NASA                                    | Estats Units - NASA                                    |
| 29 d'abril 15:47        | | NASA                                                | Suborbital                                  | Aeronomia                                   | 29 d'abril                                             | Reeixit                                                |
| 29 d'abril 15:47        | Apogeu: 242 km |                                                     |                                             |                                             |                                                        |                                                        |
| 29 d'abril 23:45        | Estats Units - UGM-27 Polaris A1 | Estats Units - UGM-27 Polaris A1                    | Estats Units - Cape Canaveral LC-29A        | Estats Units - Cape Canaveral LC-29A        | Estats Units - Marina dels Estats Units d'Amèrica      | Estats Units - Marina dels Estats Units d'Amèrica      |
| 29 d'abril 23:45        | | Marina dels Estats Units d'Amèrica                  | Suborbital                                  | Prova de míssils                            | 29 d'abril                                             | Reeixit                                                |
| 29 d'abril 23:45        | Apogeu: 500 km |                                                     |                                             |                                             |                                                        |                                                        |
| 29 d'abril              | Unió Soviètica - R-12 Dvina | Unió Soviètica - R-12 Dvina                         | Unió Soviètica - Kapustin Iar               | Unió Soviètica - Kapustin Iar               | Unió Soviètica - RVSN                                  | Unió Soviètica - RVSN                                  |
| 29 d'abril              | | RVSN                                                | Suborbital                                  | Prova de míssils                            | 29 d'abril                                             | Reeixit                                                |
| 29 d'abril              | Apogeu: 402 km |                                                     |                                             |                                             |                                                        |                                                        |
| 30 d'abril 03:45        | Estats Units - UGM-27 Polaris A1 | Estats Units - UGM-27 Polaris A1                    | Estats Units - Cape Canaveral LC-25A        | Estats Units - Cape Canaveral LC-25A        | Estats Units - Marina dels Estats Units d'Amèrica      | Estats Units - Marina dels Estats Units d'Amèrica      |
| 30 d'abril 03:45        | | Marina dels Estats Units d'Amèrica                  | Suborbital                                  | Prova de míssils                            | 30 d'abril                                             | Reeixit                                                |
| 30 d'abril 03:45        | Apogeu: 500 km |                                                     |                                             |                                             |                                                        |                                                        |
| Maig                    | |                                                     |                                             |                                             |                                                        |                                                        |
| 2 de maig               | França - OPd-56-39-22D (Antares) | França - OPd-56-39-22D (Antares)                    | França - CERES                              | França - CERES                              | França - ONERA                                         | França - ONERA                                         |
| 2 de maig               | | ONERA                                               | Suborbital                                  | Prova de RV                                 | 2 de maig                                              | Reeixit                                                |
| 2 de maig               | Apogeu: 150 km |                                                     |                                             |                                             |                                                        |                                                        |
| 2 de maig               | França - OPd-56-39-22D (Antares) | França - OPd-56-39-22D (Antares)                    | França - CERES                              | França - CERES                              | França - ONERA                                         | França - ONERA                                         |
| 2 de maig               | | ONERA                                               | Suborbital                                  | Prova de RV                                 | 2 de maig                                              | Reeixit                                                |
| 2 de maig               | Apogeu: 150 km |                                                     |                                             |                                             |                                                        |                                                        |
| 5 de maig               | Unió Soviètica - R-12 Dvina | Unió Soviètica - R-12 Dvina                         | Unió Soviètica - Kapustin Iar               | Unió Soviètica - Kapustin Iar               | Unió Soviètica - RVSN                                  | Unió Soviètica - RVSN                                  |
| 5 de maig               | | RVSN                                                | Suborbital                                  | Prova de míssils                            | 5 de maig                                              | Reeixit                                                |
| 5 de maig               | Apogeu: 402 km |                                                     |                                             |                                             |                                                        |                                                        |
| 5 de maig               | França - OPd-56-39-22D (Antares) | França - OPd-56-39-22D (Antares)                    | França - CERES                              | França - CERES                              | França - ONERA                                         | França - ONERA                                         |
| 5 de maig               | | ONERA                                               | Suborbital                                  | Prova de RV                                 | 5 de maig                                              | Reeixit                                                |
| 5 de maig               | Apogeu: 150 km |                                                     |                                             |                                             |                                                        |                                                        |
| 6 de maig 16:47:02      | Estats Units - SM-65D Atlas | Estats Units - SM-65D Atlas                         | Estats Units - Vandenberg LC-576B-2         | Estats Units - Vandenberg LC-576B-2         | Estats Units - Força Aèria dels Estats Units d'Amèrica | Estats Units - Força Aèria dels Estats Units d'Amèrica |
| 6 de maig 16:47:02      | | Força Aèria dels Estats Units d'Amèrica             | Suborbital                                  | Prova de míssils                            | 6 de maig                                              | Error de llançament                                    |
| 6 de maig 16:47:02      | Apogeu: 2 km |                                                     |                                             |                                             |                                                        |                                                        |
| 6 de maig               | Unió Soviètica - R-12 Dvina | Unió Soviètica - R-12 Dvina                         | Unió Soviètica - Kapustin Iar               | Unió Soviètica - Kapustin Iar               | Unió Soviètica - RVSN                                  | Unió Soviètica - RVSN                                  |
| 6 de maig               | | RVSN                                                | Suborbital                                  | Prova de míssils                            | 6 de maig                                              | Reeixit                                                |
| 6 de maig               | Apogeu: 402 km |                                                     |                                             |                                             |                                                        |                                                        |
| 10 de maig 16:00        | Estats Units - MGM-31 Pershing I | Estats Units - MGM-31 Pershing I                    | Estats Units - Cape Canaveral LC-30A        | Estats Units - Cape Canaveral LC-30A        | Estats Units - Exèrcit dels Estats Units d'Amèrica     | Estats Units - Exèrcit dels Estats Units d'Amèrica     |
| 10 de maig 16:00        | | Exèrcit dels Estats Units d'Amèrica                 | Suborbital                                  | Prova de míssils                            | 10 de maig                                             | Reeixit                                                |
| 10 de maig 16:00        | Apogeu: 250 km |                                                     |                                             |                                             |                                                        |                                                        |
| 13 de maig 09:16:05     | Estats Units - Thor DM-19 Delta | Estats Units - Thor DM-19 Delta                     | Estats Units - Cape Canaveral LC-17A        | Estats Units - Cape Canaveral LC-17A        | Estats Units - Força Aèria dels Estats Units d'Amèrica | Estats Units - Força Aèria dels Estats Units d'Amèrica |
| 13 de maig 09:16:05     | Estats Units - Echo 1 | NASA                                                | Destinat: Terrestre Mitjana                 | Comunicacions Tecnologia                    | 13 de maig                                             | Error de llançament                                    |
| 13 de maig 09:16:05     | Vol inaugural del Thor-Delta, el tram superior va patir un malfuncionament en el sistema de control d'altitud, no es va assolir l'òrbita |                                                     |                                             |                                             |                                                        |                                                        |
| 13 de maig 21:25        | Estats Units - HGM-30A Titan I | Estats Units - HGM-30A Titan I                      | Estats Units - Cape Canaveral LC-15         | Estats Units - Cape Canaveral LC-15         | Estats Units - Força Aèria dels Estats Units d'Amèrica | Estats Units - Força Aèria dels Estats Units d'Amèrica |
| 13 de maig 21:25        | | Força Aèria dels Estats Units d'Amèrica             | Suborbital                                  | Prova de RV                                 | 13 de maig                                             | Reeixit                                                |
| 13 de maig 21:25        | Apogeu: 1000 km |                                                     |                                             |                                             |                                                        |                                                        |
| 15 de maig 00:00:05     | Unió Soviètica - Vostok-L 8K72 | Unió Soviètica - Vostok-L 8K72                      | Unió Soviètica - Baikonur Site 1/5          | Unió Soviètica - Baikonur Site 1/5          | Unió Soviètica - RVSN                                  | Unió Soviètica - RVSN                                  |
| 15 de maig 00:00:05     | Unió Soviètica - Korabl'-Spútnik 1 (Vostok-1KP) | RVSN                                                | Terrestre Baixa                             | Vol de proves                               | 15 d'octubre 1965                                      | Partial spacecraft failure                             |
| 15 de maig 00:00:05     | La ingnició de l'impulsador de la nau va conduir a una òrbita més alta, a causa d'una orientació incorrecta |                                                     |                                             |                                             |                                                        |                                                        |
| 18 de maig 21:04        | Canadà - Black Brant I | Canadà - Black Brant I                              | Canadà - Fort Churchill                     | Canadà - Fort Churchill                     | Canadà - CARDE                                         | Canadà - CARDE                                         |
| 18 de maig 21:04        | | CARDE                                               | Suborbital                                  | Vol de proves                               | 18 de maig                                             | Error de llançament                                    |
| 18 de maig 21:04        | Apogeu: 89 km |                                                     |                                             |                                             |                                                        |                                                        |
| 18 de maig              | Estats Units - UGM-27 Polaris A1 | Estats Units - UGM-27 Polaris A1                    | Estats Units - Cape Canaveral LC-25B        | Estats Units - Cape Canaveral LC-25B        | Estats Units - Marina dels Estats Units d'Amèrica      | Estats Units - Marina dels Estats Units d'Amèrica      |
| 18 de maig              | | Marina dels Estats Units d'Amèrica                  | Suborbital                                  | Prova de míssils                            | 18 de maig                                             | Reeixit                                                |
| 18 de maig              | Apogeu: 500 km |                                                     |                                             |                                             |                                                        |                                                        |
| 20 de maig 15:00        | Estats Units - SM-65D Atlas | Estats Units - SM-65D Atlas                         | Estats Units - Cape Canaveral LC-12         | Estats Units - Cape Canaveral LC-12         | Estats Units - Força Aèria dels Estats Units d'Amèrica | Estats Units - Força Aèria dels Estats Units d'Amèrica |
| 20 de maig 15:00        | | Força Aèria dels Estats Units d'Amèrica             | Suborbital                                  | Prova de míssils                            | 20 de maig                                             | Reeixit                                                |
| 20 de maig 15:00        | Apogeu: 1800 km, s'estableix el rècord de distància de 14548 km per al vol espacial suborbital |                                                     |                                             |                                             |                                                        |                                                        |
| 23 de maig              | Estats Units - UGM-27 Polaris A1 | Estats Units - UGM-27 Polaris A1                    | Estats Units - USNS Observation Island, ETR | Estats Units - USNS Observation Island, ETR | Estats Units - Marina dels Estats Units d'Amèrica      | Estats Units - Marina dels Estats Units d'Amèrica      |
| 23 de maig              | | Marina dels Estats Units d'Amèrica                  | Suborbital                                  | Prova de míssils                            | 23 de maig                                             | Reeixit                                                |
| 23 de maig              | Apogeu: 500 km |                                                     |                                             |                                             |                                                        |                                                        |
| 24 de maig 08:57        | Estats Units - Nike-Asp | Estats Units - Nike-Asp                             | Estats Units - Wallops Island               | Estats Units - Wallops Island               | Estats Units - NASA                                    | Estats Units - NASA                                    |
| 24 de maig 08:57        | | GCA                                                 | Suborbital                                  | Aeronomia                                   | 24 de maig                                             | Error de llançament                                    |
| 24 de maig 08:57        | Apogeu: 24 km |                                                     |                                             |                                             |                                                        |                                                        |
| 24 de maig 11:30        | Regne Unit - Black Knight 201 | Regne Unit - Black Knight 201                       | Austràlia - Woomera LA-5A                   | Austràlia - Woomera LA-5A                   | Regne Unit - RAE                                       | Regne Unit - RAE                                       |
| 24 de maig 11:30        | | RAE                                                 | Suborbital                                  | Prova de RV                                 | 24 de maig                                             | Error de llançament                                    |
| 24 de maig 11:30        | Prova de Gaslight, Apogeu: 563 km |                                                     |                                             |                                             |                                                        |                                                        |
| 24 de maig 16:40        | Estats Units - Aerobee-150 (Hi) | Estats Units - Aerobee-150 (Hi)                     | Estats Units - Eglin                        | Estats Units - Eglin                        | Estats Units - Força Aèria dels Estats Units d'Amèrica | Estats Units - Força Aèria dels Estats Units d'Amèrica |
| 24 de maig 16:40        | | Força Aèria dels Estats Units d'Amèrica             | Suborbital                                  | Ionosfèric                                  | 24 de maig                                             | Reeixit                                                |
| 24 de maig 16:40        | Apogeu: 269 km |                                                     |                                             |                                             |                                                        |                                                        |
| 24 de maig 17:36:46     | Estats Units - Atlas LV-3A Agena-A | Estats Units - Atlas LV-3A Agena-A                  | Estats Units - Cape Canaveral LC-14         | Estats Units - Cape Canaveral LC-14         | Estats Units - Força Aèria dels Estats Units d'Amèrica | Estats Units - Força Aèria dels Estats Units d'Amèrica |
| 24 de maig 17:36:46     | Estats Units - Midas-2 | Força Aèria dels Estats Units d'Amèrica             | Terrestre Baixa                             | Defensa de míssils                          | 7 de febrer 1974                                       | Reeixit                                                |
| 24 de maig 17:44        | Canadà - Black Brant I | Canadà - Black Brant I                              | Canadà - Fort Churchill                     | Canadà - Fort Churchill                     | Canadà - CARDE                                         | Canadà - CARDE                                         |
| 24 de maig 17:44        | | CARDE                                               | Suborbital                                  | Vol de proves                               | 24 de maig                                             | Reeixit                                                |
| 24 de maig 17:44        | Apogeu: 171 km |                                                     |                                             |                                             |                                                        |                                                        |
| 25 de maig 00:48        | Estats Units - Nike-Asp | Estats Units - Nike-Asp                             | Estats Units - Wallops Island               | Estats Units - Wallops Island               | Estats Units - NASA                                    | Estats Units - NASA                                    |
| 25 de maig 00:48        | | GCA                                                 | Suborbital                                  | Aeronomia                                   | 25 de maig                                             | Reeixit                                                |
| 25 de maig 00:48        | Apogeu: 199 km |                                                     |                                             |                                             |                                                        |                                                        |
| 25 de maig 22:00        | Estats Units - Nike-Asp | Estats Units - Nike-Asp                             | Estats Units - Wallops Island               | Estats Units - Wallops Island               | Estats Units - NASA                                    | Estats Units - NASA                                    |
| 25 de maig 22:00        | | NASA                                                | Suborbital                                  | Solar                                       | 25 de maig                                             | Reeixit                                                |
| 25 de maig 22:00        | Apogeu: 193 km |                                                     |                                             |                                             |                                                        |                                                        |
| 27 de maig 04:05        | Estats Units - Aerobee-150 (Hi) | Estats Units - Aerobee-150 (Hi)                     | Estats Units - White Sands LC-35            | Estats Units - White Sands LC-35            | Estats Units - NRL                                     | Estats Units - NRL                                     |
| 27 de maig 04:05        | |                                                     | Suborbital                                  | Astronomia d'UV                             | 27 de maig                                             | Reeixit                                                |
| 27 de maig 04:05        | Apogeu: 193 km |                                                     |                                             |                                             |                                                        |                                                        |
| 27 de maig 05:30        | Estats Units - Aerobee-150A | Estats Units - Aerobee-150A                         | Estats Units - Wallops Island               | Estats Units - Wallops Island               | Estats Units - NASA                                    | Estats Units - NASA                                    |
| 27 de maig 05:30        | | NASA                                                | Suborbital                                  | Astronomia d'UV                             | 27 de maig                                             | Reeixit                                                |
| 27 de maig 05:30        | Apogeu: 215 km |                                                     |                                             |                                             |                                                        |                                                        |
| 27 de maig 17:20        | Estats Units - HGM-30A Titan I | Estats Units - HGM-30A Titan I                      | Estats Units - Cape Canaveral LC-16         | Estats Units - Cape Canaveral LC-16         | Estats Units - Força Aèria dels Estats Units d'Amèrica | Estats Units - Força Aèria dels Estats Units d'Amèrica |
| 27 de maig 17:20        | | Força Aèria dels Estats Units d'Amèrica             | Suborbital                                  | Prova de RV                                 | 27 de maig                                             | Reeixit                                                |
| 27 de maig 17:20        | Apogeu: 1000 km |                                                     |                                             |                                             |                                                        |                                                        |
| 28 de maig 18:27        | Canadà - Black Brant I | Canadà - Black Brant I                              | Canadà - Fort Churchill                     | Canadà - Fort Churchill                     | Canadà - CARDE                                         | Canadà - CARDE                                         |
| 28 de maig 18:27        | | CARDE                                               | Suborbital                                  | Vol de proves                               | 28 de maig                                             | Reeixit                                                |
| 28 de maig 18:27        | Apogeu: 177 km |                                                     |                                             |                                             |                                                        |                                                        |
| 30 de maig              | Unió Soviètica - R-12 Dvina | Unió Soviètica - R-12 Dvina                         | Unió Soviètica - Kapustin Iar               | Unió Soviètica - Kapustin Iar               | Unió Soviètica - RVSN                                  | Unió Soviètica - RVSN                                  |
| 30 de maig              | | RVSN                                                | Suborbital                                  | Prova de míssils                            | 30 de maig                                             | Reeixit                                                |
| 30 de maig              | Apogeu: 402 km |                                                     |                                             |                                             |                                                        |                                                        |
| 31 de maig              | Estats Units - Shotput | Estats Units - Shotput                              | Estats Units - Wallops Island               | Estats Units - Wallops Island               | Estats Units - NASA                                    | Estats Units - NASA                                    |
| 31 de maig              | | NASA                                                | Suborbital                                  | Tecnologia                                  | 31 de maig                                             | Reeixit                                                |
| 31 de maig              | Apogeu: 400 km, prova de sistemes pels satèl·lits Echo |                                                     |                                             |                                             |                                                        |                                                        |
| Maig                    | Unió Soviètica - R-12 Dvina | Unió Soviètica - R-12 Dvina                         | Unió Soviètica - Kapustin Iar               | Unió Soviètica - Kapustin Iar               | Unió Soviètica - RVSN                                  | Unió Soviètica - RVSN                                  |
| Maig                    | | RVSN                                                | Suborbital                                  | Prova de míssils                            | Maig                                                   | Reeixit                                                |
| Maig                    | Apogeu: 402 km |                                                     |                                             |                                             |                                                        |                                                        |
| Juny                    | |                                                     |                                             |                                             |                                                        |                                                        |
| 4 de juny 15:49         | Unió Soviètica - R-7 Semyorka | Unió Soviètica - R-7 Semyorka                       | Unió Soviètica - Baikonur Site 1/5          | Unió Soviètica - Baikonur Site 1/5          | Unió Soviètica - RVSN                                  | Unió Soviètica - RVSN                                  |
| 4 de juny 15:49         | | RVSN                                                | Suborbital                                  | Prova de míssils                            | 4 de juny                                              | Reeixit                                                |
| 4 de juny 15:49         | Apogeu: 1350 km |                                                     |                                             |                                             |                                                        |                                                        |
| 6 de juny 17:10         | Estats Units - Nike-Cajun | Estats Units - Nike-Cajun                           | Canadà - Fort Churchill                     | Canadà - Fort Churchill                     | Estats Units - NASA                                    | Estats Units - NASA                                    |
| 6 de juny 17:10         | | NASA                                                | Suborbital                                  | Magnetosfèric                               | 6 de juny                                              | Reeixit                                                |
| 6 de juny 17:10         | Apogeu: 122 km |                                                     |                                             |                                             |                                                        |                                                        |
| 6 de juny               | Estats Units - R-14 Usovaya | Estats Units - R-14 Usovaya                         | Unió Soviètica - Kapustin Iar               | Unió Soviètica - Kapustin Iar               | Unió Soviètica - RVSN                                  | Unió Soviètica - RVSN                                  |
| 6 de juny               | | RVSN                                                | Suborbital                                  | Prova de míssils                            | 6 de juny                                              | Reeixit                                                |
| 6 de juny               | Vol inaugural del R-14, Apogeu: 675 km |                                                     |                                             |                                             |                                                        |                                                        |
| 7 de juny               | Estats Units - UGM-27 Polaris A1 | Estats Units - UGM-27 Polaris A1                    | Estats Units - Cape Canaveral LC-25A        | Estats Units - Cape Canaveral LC-25A        | Estats Units - Marina dels Estats Units d'Amèrica      | Estats Units - Marina dels Estats Units d'Amèrica      |
| 7 de juny               | | Marina dels Estats Units d'Amèrica                  | Suborbital                                  | Prova de míssils                            | 7 de juny                                              | Error de llançament                                    |
| 7 de juny               | Apogeu: 50 km |                                                     |                                             |                                             |                                                        |                                                        |
| 9 de juny 16:19         | Estats Units - MGM-31 Pershing I | Estats Units - MGM-31 Pershing I                    | Estats Units - Cape Canaveral LC-30A        | Estats Units - Cape Canaveral LC-30A        | Estats Units - Exèrcit dels Estats Units d'Amèrica     | Estats Units - Exèrcit dels Estats Units d'Amèrica     |
| 9 de juny 16:19         | | Exèrcit dels Estats Units d'Amèrica                 | Suborbital                                  | Prova de míssils                            | 9 de juny                                              | Reeixit                                                |
| 9 de juny 16:19         | Apogeu: 250 km |                                                     |                                             |                                             |                                                        |                                                        |
| 10 de juny              | Unió Soviètica - R-5A Pobeda | Unió Soviètica - R-5A Pobeda                        | Unió Soviètica - Chelkar                    | Unió Soviètica - Chelkar                    | Unió Soviètica - RVSN                                  | Unió Soviètica - RVSN                                  |
| 10 de juny              | | RVSN                                                | Suborbital                                  | Prova de míssils                            | 10 de juny                                             | Reeixit                                                |
| 10 de juny              | Apogeu: 500 km |                                                     |                                             |                                             |                                                        |                                                        |
| 11 de juny 06:30        | Estats Units - SM-65D Atlas | Estats Units - SM-65D Atlas                         | Estats Units - Cape Canaveral LC-11         | Estats Units - Cape Canaveral LC-11         | Estats Units - Força Aèria dels Estats Units d'Amèrica | Estats Units - Força Aèria dels Estats Units d'Amèrica |
| 11 de juny 06:30        | | Força Aèria dels Estats Units d'Amèrica             | Suborbital                                  | Prova de míssils                            | 11 de juny                                             | Reeixit                                                |
| 11 de juny 06:30        | Apogeu: 1800 km |                                                     |                                             |                                             |                                                        |                                                        |
| 13 de juny              | França - Véronique | França - Véronique                                  | França - Hammaguira Blandine                | França - Hammaguira Blandine                | França - CASDN                                         | França - CASDN                                         |
| 13 de juny              | | CNRS                                                | Suborbital                                  | Aeronomia                                   | 13 de juny                                             | Reeixit                                                |
| 13 de juny              | Apogeu: 176 km |                                                     |                                             |                                             |                                                        |                                                        |
| 15 de juny 02:43        | Unió Soviètica Alemanya Oriental - R-2A | Unió Soviètica Alemanya Oriental - R-2A             | Unió Soviètica - Kapustin Iar               | Unió Soviètica - Kapustin Iar               | Unió Soviètica - AN                                    | Unió Soviètica - AN                                    |
| 15 de juny 02:43        | | AN                                                  | Suborbital                                  | Aeronomia                                   | 15 de juny                                             | Reeixit                                                |
| 15 de juny 02:43        | Apogeu: 200 km |                                                     |                                             |                                             |                                                        |                                                        |
| 15 de juny 15:45        | Estats Units - Aerobee-150 (Hi) | Estats Units - Aerobee-150 (Hi)                     | Estats Units - White Sands                  | Estats Units - White Sands                  | Estats Units - NRL                                     | Estats Units - NRL                                     |
| 15 de juny 15:45        | |                                                     | Suborbital                                  | Aeronomia                                   | 15 de juny                                             | Reeixit                                                |
| 15 de juny 15:45        | Apogeu: 224 km |                                                     |                                             |                                             |                                                        |                                                        |
| 15 de juny 22:56        | Estats Units - Aerobee-300 | Estats Units - Aerobee-300                          | Canadà - Fort Churchill                     | Canadà - Fort Churchill                     | Estats Units - NASA                                    | Estats Units - NASA                                    |
| 15 de juny 22:56        | | UMI                                                 | Suborbital                                  | Ionosfèric                                  | 15 de juny                                             | Reeixit                                                |
| 15 de juny 22:56        | Apogeu: 321 km |                                                     |                                             |                                             |                                                        |                                                        |
| 16 de juny 05:29        | Estats Units - Nike-Cajun | Estats Units - Nike-Cajun                           | Estats Units - Wallops Island               | Estats Units - Wallops Island               | Estats Units - NASA                                    | Estats Units - NASA                                    |
| 16 de juny 05:29        | | NASA                                                | Suborbital                                  | Aeronomia                                   | 16 de juny                                             | Error de llançament                                    |
| 16 de juny 05:29        | Apogeu: 10 km |                                                     |                                             |                                             |                                                        |                                                        |
| 16 de juny 12:04        | Regne Unit - Skylark-2 | Regne Unit - Skylark-2                              | Austràlia - Woomera LA-2                    | Austràlia - Woomera LA-2                    | Regne Unit - RAE                                       | Regne Unit - RAE                                       |
| 16 de juny 12:04        | | QUB                                                 | Suborbital                                  | Aeronomia                                   | 16 de juny                                             | Reeixit                                                |
| 16 de juny 12:04        | Apogeu: 129 km |                                                     |                                             |                                             |                                                        |                                                        |
| 16 de juny              | França - Véronique | França - Véronique                                  | França - Hammaguira Blandine                | França - Hammaguira Blandine                | França - CASDN                                         | França - CASDN                                         |
| 16 de juny              | | CNRS                                                | Suborbital                                  | Aeronomia                                   | 16 de juny                                             | Reeixit                                                |
| 16 de juny              | Apogeu: 180 km |                                                     |                                             |                                             |                                                        |                                                        |
| 18 de juny              | França - Véronique | França - Véronique                                  | França - Hammaguira Blandine                | França - Hammaguira Blandine                | França - CASDN                                         | França - CASDN                                         |
| 18 de juny              | | CNRS                                                | Suborbital                                  | Aeronomia                                   | 18 de juny                                             | Reeixit                                                |
| 18 de juny              | Apogeu: 152 km |                                                     |                                             |                                             |                                                        |                                                        |
| 21 de juny 10:05        | Regne Unit - Black Knight 201 | Regne Unit - Black Knight 201                       | Austràlia - Woomera LA-5A                   | Austràlia - Woomera LA-5A                   | Regne Unit - RAE                                       | Regne Unit - RAE                                       |
| 21 de juny 10:05        | | RAE                                                 | Suborbital                                  | Prova de RV                                 | 21 de juny                                             | Reeixit                                                |
| 21 de juny 10:05        | Gaslight test, Apogeu: 484 km |                                                     |                                             |                                             |                                                        |                                                        |
| 21 de juny              | Estats Units - Kiva-Hopi | Estats Units - Kiva-Hopi                            | Estats Units - Point Mugu                   | Estats Units - Point Mugu                   | Estats Units - Força Aèria dels Estats Units d'Amèrica | Estats Units - Força Aèria dels Estats Units d'Amèrica |
| 21 de juny              | Estats Units - Phoenix 1Plantilla:Disambiguation needed | Força Aèria dels Estats Units d'Amèrica             | Suborbital                                  | Vol de proves                               | 21 de juny                                             | Reeixit                                                |
| 21 de juny              | Apogeu: 300 km |                                                     |                                             |                                             |                                                        |                                                        |
| 22 de juny 05:54        | Estats Units - Thor DM-21 Ablestar | Estats Units - Thor DM-21 Ablestar                  | Estats Units - Cape Canaveral LC-17B        | Estats Units - Cape Canaveral LC-17B        | Estats Units - Força Aèria dels Estats Units d'Amèrica | Estats Units - Força Aèria dels Estats Units d'Amèrica |
| 22 de juny 05:54        | Estats Units - Transit 2A | Marina dels Estats Units d'Amèrica                  | Terrestre Baixa                             | Navegació Tecnologia                        | En òrbita                                              | Reeixit                                                |
| 22 de juny 05:54        | Estats Units - Solrad 1 (GRAB-1) | Marina dels Estats Units d'Amèrica/NRL              | Terrestre Baixa                             | Investigació de radiació ELINT              | En òrbita                                              | Reeixit                                                |
| 22 de juny 14:49        | Estats Units - SM-65D Atlas | Estats Units - SM-65D Atlas                         | Estats Units - Cape Canaveral LC-14         | Estats Units - Cape Canaveral LC-14         | Estats Units - Força Aèria dels Estats Units d'Amèrica | Estats Units - Força Aèria dels Estats Units d'Amèrica |
| 22 de juny 14:49        | | Força Aèria dels Estats Units d'Amèrica             | Suborbital                                  | Prova de míssils                            | 22 de juny                                             | Reeixit                                                |
| 22 de juny 14:49        | Apogeu: 1800 km |                                                     |                                             |                                             |                                                        |                                                        |
| 22 de juny 23:26        | Estats Units - PGM-17 Thor DM-18A | Estats Units - PGM-17 Thor DM-18A                   | Estats Units - Vandenberg LC-75-2-7         | Estats Units - Vandenberg LC-75-2-7         | Regne Unit - Royal Air Force                           | Regne Unit - Royal Air Force                           |
| 22 de juny 23:26        | | Royal Air Force                                     | Suborbital                                  | Prova de míssils                            | 22 de juny                                             | Reeixit                                                |
| 22 de juny 23:26        | Apogeu: 520 km |                                                     |                                             |                                             |                                                        |                                                        |
| 22 de juny              | Estats Units - Nike-Zeus | Estats Units - Nike-Zeus                            | Estats Units - White Sands LC-38            | Estats Units - White Sands LC-38            | Estats Units - Exèrcit dels Estats Units d'Amèrica     | Estats Units - Exèrcit dels Estats Units d'Amèrica     |
| 22 de juny              | | Exèrcit dels Estats Units d'Amèrica                 | Suborbital                                  | Vol de proves                               | 22 de juny                                             | Error de llançament                                    |
| 22 de juny              | França - Véronique | França - Véronique                                  | França - Hammaguira Blandine                | França - Hammaguira Blandine                | França - CASDN                                         | França - CASDN                                         |
| 22 de juny              | | CNRS                                                | Suborbital                                  | Aeronomia                                   | 22 de juny                                             | Error de llançament                                    |
| 22 de juny              | Apogeu: 60 km |                                                     |                                             |                                             |                                                        |                                                        |
| 23 de juny 02:22        | Estats Units - UGM-27 Polaris A1 | Estats Units - UGM-27 Polaris A1                    | Estats Units - USNS Observation Island, ETR | Estats Units - USNS Observation Island, ETR | Estats Units - Marina dels Estats Units d'Amèrica      | Estats Units - Marina dels Estats Units d'Amèrica      |
| 23 de juny 02:22        | | Marina dels Estats Units d'Amèrica                  | Suborbital                                  | Prova de míssils                            | 23 de juny                                             | Reeixit                                                |
| 23 de juny 02:22        | Apogeu: 500 km |                                                     |                                             |                                             |                                                        |                                                        |
| 23 de juny 23:00        | Unió Soviètica Alemanya Oriental - R-2A | Unió Soviètica Alemanya Oriental - R-2A             | Unió Soviètica - Kapustin Iar               | Unió Soviètica - Kapustin Iar               | Unió Soviètica - RVSN                                  | Unió Soviètica - RVSN                                  |
| 23 de juny 23:00        | | RVSN                                                | Suborbital                                  | Ionosfèric                                  | 23 de juny                                             | Reeixit                                                |
| 23 de juny 23:00        | Apogeu: 200 km |                                                     |                                             |                                             |                                                        |                                                        |
| 23 de juny 05:00        | Unió Soviètica - R-11A Zemlya | Unió Soviètica - R-11A Zemlya                       | Unió Soviètica - Kapustin Iar               | Unió Soviètica - Kapustin Iar               | Unió Soviètica - AN                                    | Unió Soviètica - AN                                    |
| 23 de juny 05:00        | | AN                                                  | Suborbital                                  | Aeronomia                                   | 23 de juny                                             | Reeixit                                                |
| 23 de juny 05:00        | Apogeu: 200 km |                                                     |                                             |                                             |                                                        |                                                        |
| 23 de juny 05:52        | Estats Units - UGM-27 Polaris A1 | Estats Units - UGM-27 Polaris A1                    | Estats Units - Cape Canaveral LC-25B        | Estats Units - Cape Canaveral LC-25B        | Estats Units - Marina dels Estats Units d'Amèrica      | Estats Units - Marina dels Estats Units d'Amèrica      |
| 23 de juny 05:52        | | Marina dels Estats Units d'Amèrica                  | Suborbital                                  | Prova de míssils                            | 23 de juny                                             | Reeixit                                                |
| 23 de juny 05:52        | Apogeu: 500 km |                                                     |                                             |                                             |                                                        |                                                        |
| 24 de juny 06:25        | Estats Units - Aerobee-150A | Estats Units - Aerobee-150A                         | Estats Units - Wallops Island               | Estats Units - Wallops Island               | Estats Units - NASA                                    | Estats Units - NASA                                    |
| 24 de juny 06:25        | | NASA                                                | Suborbital                                  | Astronomia d'UV                             | 24 de juny                                             | Reeixit                                                |
| 24 de juny 06:25        | Apogeu: 211 km |                                                     |                                             |                                             |                                                        |                                                        |
| 24 de juny              | Unió Soviètica - R-12 Dvina | Unió Soviètica - R-12 Dvina                         | Unió Soviètica - Kapustin Iar               | Unió Soviètica - Kapustin Iar               | Unió Soviètica - RVSN                                  | Unió Soviètica - RVSN                                  |
| 24 de juny              | | RVSN                                                | Suborbital                                  | Prova de míssils                            | 24 de juny                                             | Reeixit                                                |
| 24 de juny              | Apogeu: 402 km |                                                     |                                             |                                             |                                                        |                                                        |
| 24 de juny              | Estats Units - HGM-30A Titan I | Estats Units - HGM-30A Titan I                      | Estats Units - Cape Canaveral LC-15         | Estats Units - Cape Canaveral LC-15         | Estats Units - Força Aèria dels Estats Units d'Amèrica | Estats Units - Força Aèria dels Estats Units d'Amèrica |
| 24 de juny              | | Força Aèria dels Estats Units d'Amèrica             | Suborbital                                  | Prova de RV                                 | 24 de juny                                             | Reeixit                                                |
| 24 de juny              | Apogeu: 1000 km |                                                     |                                             |                                             |                                                        |                                                        |
| 26 de juny 06:17        | Estats Units - Trailblazer 1 | Estats Units - Trailblazer 1                        | Estats Units - Wallops Island               | Estats Units - Wallops Island               | Estats Units - NASA                                    | Estats Units - NASA                                    |
| 26 de juny 06:17        | | NASA                                                | Suborbital                                  | Prova de RV                                 | 26 de juny                                             | Reeixit                                                |
| 26 de juny 06:17        | Apogeu: 294 km |                                                     |                                             |                                             |                                                        |                                                        |
| 27 de juny 13:15        | Estats Units - Aerobee-150 (Hi) | Estats Units - Aerobee-150 (Hi)                     | Estats Units - White Sands LC-35            | Estats Units - White Sands LC-35            | Estats Units - NRL                                     | Estats Units - NRL                                     |
| 27 de juny 13:15        | |                                                     | Suborbital                                  | Aeronomia                                   | 27 de juny                                             | Reeixit                                                |
| 27 de juny 13:15        | Apogeu: 222 km |                                                     |                                             |                                             |                                                        |                                                        |
| 27 de juny 19:10        | Estats Units - Nike-Asp | Estats Units - Nike-Asp                             | Estats Units - Eglin                        | Estats Units - Eglin                        | Estats Units - Força Aèria dels Estats Units d'Amèrica | Estats Units - Força Aèria dels Estats Units d'Amèrica |
| 27 de juny 19:10        | | Força Aèria dels Estats Units d'Amèrica             | Suborbital                                  | Ionosfèric                                  | 27 de juny                                             | Error de llançament                                    |
| 27 de juny 19:10        | Apogeu: 170 km |                                                     |                                             |                                             |                                                        |                                                        |
| 27 de juny              | Estats Units - Nike-Asp | Estats Units - Nike-Asp                             | Estats Units - Cape Canaveral               | Estats Units - Cape Canaveral               | Estats Units - Força Aèria dels Estats Units d'Amèrica | Estats Units - Força Aèria dels Estats Units d'Amèrica |
| 27 de juny              | | Força Aèria dels Estats Units d'Amèrica             | Suborbital                                  | Ionosfèric                                  | 27 de juny                                             | Reeixit                                                |
| 27 de juny              | Apogeu: 150 km |                                                     |                                             |                                             |                                                        |                                                        |
| 28 de juny 02:30        | Estats Units - SM-65D Atlas | Estats Units - SM-65D Atlas                         | Estats Units - Cape Canaveral LC-12         | Estats Units - Cape Canaveral LC-12         | Estats Units - Força Aèria dels Estats Units d'Amèrica | Estats Units - Força Aèria dels Estats Units d'Amèrica |
| 28 de juny 02:30        | | Força Aèria dels Estats Units d'Amèrica             | Suborbital                                  | Prova de míssils                            | 28 de juny                                             | Reeixit                                                |
| 28 de juny 02:30        | Apogeu: 1800 km |                                                     |                                             |                                             |                                                        |                                                        |
| 28 de juny 05:10        | Estats Units - Nike-Asp | Estats Units - Nike-Asp                             | Estats Units - Eglin                        | Estats Units - Eglin                        | Estats Units - Força Aèria dels Estats Units d'Amèrica | Estats Units - Força Aèria dels Estats Units d'Amèrica |
| 28 de juny 05:10        | | Força Aèria dels Estats Units d'Amèrica             | Suborbital                                  | Ionosfèric                                  | 28 de juny                                             | Reeixit                                                |
| 28 de juny 05:10        | Apogeu: 195 km |                                                     |                                             |                                             |                                                        |                                                        |
| 29 de juny 22:00:44     | Estats Units - Thor DM-18 Agena-A | Estats Units - Thor DM-18 Agena-A                   | Estats Units - Vandenberg LC-75-3-4         | Estats Units - Vandenberg LC-75-3-4         | Estats Units - Força Aèria dels Estats Units d'Amèrica | Estats Units - Força Aèria dels Estats Units d'Amèrica |
| 29 de juny 22:00:44     | Estats Units - Discoverer 12 (prototip KH-1) | CIA DST                                             | Destinat: Terrestre Baixa (Polar)           | Tecnologia                                  | 29 de juny                                             | Error de llançament                                    |
| 29 de juny 22:00:44     | Estats Units - Discoverer 12 SRV | CIA DST                                             | Destinat: Terrestre Baixa (Polar)           | Tecnologia                                  | 29 de juny                                             | Error de llançament                                    |
| 29 de juny 22:00:44     | Es va fallar en assolir l'òrbita |                                                     |                                             |                                             |                                                        |                                                        |
| 29 de juny              | Unió Soviètica - R-12 Dvina | Unió Soviètica - R-12 Dvina                         | Unió Soviètica - Kapustin Iar               | Unió Soviètica - Kapustin Iar               | Unió Soviètica - RVSN                                  | Unió Soviètica - RVSN                                  |
| 29 de juny              | | RVSN                                                | Suborbital                                  | Prova de míssils                            | 29 de juny                                             | Reeixit                                                |
| 29 de juny              | Apogeu: 402 km |                                                     |                                             |                                             |                                                        |                                                        |
| 30 de juny 16:00        | Estats Units - MGM-31 Pershing I | Estats Units - MGM-31 Pershing I                    | Estats Units - Cape Canaveral LC-30A        | Estats Units - Cape Canaveral LC-30A        | Estats Units - Exèrcit dels Estats Units d'Amèrica     | Estats Units - Exèrcit dels Estats Units d'Amèrica     |
| 30 de juny 16:00        | | Exèrcit dels Estats Units d'Amèrica                 | Suborbital                                  | Prova de míssils                            | 30 de juny                                             | Reeixit                                                |
| 30 de juny 16:00        | Apogeu: 250 km |                                                     |                                             |                                             |                                                        |                                                        |
| 30 de juny 20:25        | Estats Units - Javelin | Estats Units - Javelin                              | Estats Units - Wallops Island               | Estats Units - Wallops Island               | Estats Units - NASA                                    | Estats Units - NASA                                    |
| 30 de juny 20:25        | | NASA                                                | Suborbital                                  | Magnetosfèric                               | 30 de juny                                             | Error de llançament                                    |
| 30 de juny 20:25        | Apogeu: 65 km |                                                     |                                             |                                             |                                                        |                                                        |
| Juny                    | Unió Soviètica - R-12 Dvina | Unió Soviètica - R-12 Dvina                         | Unió Soviètica - Kapustin Iar               | Unió Soviètica - Kapustin Iar               | Unió Soviètica - RVSN                                  | Unió Soviètica - RVSN                                  |
| Juny                    | | RVSN                                                | Suborbital                                  | Prova de míssils                            | Juny                                                   | Reeixit                                                |
| Juny                    | Apogeu: 402 km |                                                     |                                             |                                             |                                                        |                                                        |
| Juny                    | Unió Soviètica - R-12 Dvina | Unió Soviètica - R-12 Dvina                         | Unió Soviètica - Kapustin Iar               | Unió Soviètica - Kapustin Iar               | Unió Soviètica - RVSN                                  | Unió Soviètica - RVSN                                  |
| Juny                    | | RVSN                                                | Suborbital                                  | Prova de míssils                            | Juny                                                   | Reeixit                                                |
| Juny                    | Apogeu: 402 km |                                                     |                                             |                                             |                                                        |                                                        |
| Juny                    | Estats Units - R-14 Usovaya | Estats Units - R-14 Usovaya                         | Unió Soviètica - Kapustin Iar               | Unió Soviètica - Kapustin Iar               | Unió Soviètica - RVSN                                  | Unió Soviètica - RVSN                                  |
| Juny                    | | RVSN                                                | Suborbital                                  | Prova de míssils                            | Juny                                                   | Reeixit                                                |
| Juny                    | Apogeu: 675 km |                                                     |                                             |                                             |                                                        |                                                        |
| Juliol                  | |                                                     |                                             |                                             |                                                        |                                                        |
| 1 de juliol 14:35       | Estats Units - Aerobee-150 (Hi) | Estats Units - Aerobee-150 (Hi)                     | Estats Units - White Sands LC-35            | Estats Units - White Sands LC-35            | Estats Units - Força Aèria dels Estats Units d'Amèrica | Estats Units - Força Aèria dels Estats Units d'Amèrica |
| 1 de juliol 14:35       | | Força Aèria dels Estats Units d'Amèrica             | Suborbital                                  | Investigació de meteoroides                 | 1 de juliol                                            | Reeixit                                                |
| 1 de juliol 14:35       | Apogeu: 162 km |                                                     |                                             |                                             |                                                        |                                                        |
| 1 de juliol 17:29       | Estats Units - HGM-30A Titan I | Estats Units - HGM-30A Titan I                      | Estats Units - Cape Canaveral LC-20         | Estats Units - Cape Canaveral LC-20         | Estats Units - Força Aèria dels Estats Units d'Amèrica | Estats Units - Força Aèria dels Estats Units d'Amèrica |
| 1 de juliol 17:29       | | Força Aèria dels Estats Units d'Amèrica             | Suborbital                                  | Prova de RV                                 | 1 de juliol                                            | Error de llançament                                    |
| 1 de juliol 17:29       | Apogeu: 1 km, va explotar sobre la plataforma |                                                     |                                             |                                             |                                                        |                                                        |
| 2 de juliol 00:04       | Estats Units - Scout X-1 | Estats Units - Scout X-1                            | Estats Units - Wallops Island LA-3          | Estats Units - Wallops Island LA-3          | Estats Units - NASA                                    | Estats Units - NASA                                    |
| 2 de juliol 00:04       | | NASA                                                | Suborbital                                  | Vol de proves                               | 2 de juliol                                            | Error de llançament                                    |
| 2 de juliol 00:04       | Vol inaugural del Scout X-1, Apogeu: 1380 km |                                                     |                                             |                                             |                                                        |                                                        |
| 2 de juliol 06:58       | Estats Units - SM-65D Atlas | Estats Units - SM-65D Atlas                         | Estats Units - Cape Canaveral LC-11         | Estats Units - Cape Canaveral LC-11         | Estats Units - Força Aèria dels Estats Units d'Amèrica | Estats Units - Força Aèria dels Estats Units d'Amèrica |
| 2 de juliol 06:58       | | Força Aèria dels Estats Units d'Amèrica             | Suborbital                                  | Prova de míssils                            | 2 de juliol                                            | Reeixit                                                |
| 2 de juliol 06:58       | Apogeu: 1800 km |                                                     |                                             |                                             |                                                        |                                                        |
| 4 de juliol             | Unió Soviètica Alemanya Oriental - R-2A | Unió Soviètica Alemanya Oriental - R-2A             | Unió Soviètica - Kapustin Iar SP-2          | Unió Soviètica - Kapustin Iar SP-2          | Unió Soviètica - NII-88                                | Unió Soviètica - NII-88                                |
| 4 de juliol             | | NII-88                                              | Suborbital                                  | Objectiu                                    | 4 de juliol                                            | Reeixit                                                |
| 4 de juliol             | Apogeu: 100 km |                                                     |                                             |                                             |                                                        |                                                        |
| 5 de juliol 15:56       | Unió Soviètica - R-7A Semyorka | Unió Soviètica - R-7A Semyorka                      | Unió Soviètica - Baikonur Site 1/5          | Unió Soviètica - Baikonur Site 1/5          | Unió Soviètica - RVSN                                  | Unió Soviètica - RVSN                                  |
| 5 de juliol 15:56       | | RVSN                                                | Suborbital                                  | Prova de míssils                            | 5 de juliol                                            | Reeixit                                                |
| 5 de juliol 15:56       | Apogeu: 1350 km |                                                     |                                             |                                             |                                                        |                                                        |
| 6 de juliol 15:55       | Estats Units - UGM-27 Polaris A1 | Estats Units - UGM-27 Polaris A1                    | Estats Units - Cape Canaveral LC-25A        | Estats Units - Cape Canaveral LC-25A        | Estats Units - Marina dels Estats Units d'Amèrica      | Estats Units - Marina dels Estats Units d'Amèrica      |
| 6 de juliol 15:55       | | Marina dels Estats Units d'Amèrica                  | Suborbital                                  | Prova de míssils                            | 6 de juliol                                            | Error de llançament                                    |
| 6 de juliol 15:55       | Apogeu: 10 km |                                                     |                                             |                                             |                                                        |                                                        |
| 7 de juliol 15:27       | Unió Soviètica - R-7A Semyorka | Unió Soviètica - R-7A Semyorka                      | Unió Soviètica - Baikonur Site 1/5          | Unió Soviètica - Baikonur Site 1/5          | Unió Soviètica - RVSN                                  | Unió Soviètica - RVSN                                  |
| 7 de juliol 15:27       | | RVSN                                                | Suborbital                                  | Prova de míssils                            | 7 de juliol                                            | Reeixit                                                |
| 7 de juliol 15:27       | Apogeu: 1350 km |                                                     |                                             |                                             |                                                        |                                                        |
| 7 de juliol             | Estats Units - UGM-27 Polaris A1 | Estats Units - UGM-27 Polaris A1                    | Estats Units - USNS Observation Island, ETR | Estats Units - USNS Observation Island, ETR | Estats Units - Marina dels Estats Units d'Amèrica      | Estats Units - Marina dels Estats Units d'Amèrica      |
| 7 de juliol             | | Marina dels Estats Units d'Amèrica                  | Suborbital                                  | Prova de míssils                            | 7 de juliol                                            | Error de llançament                                    |
| 7 de juliol             | Unió Soviètica Alemanya Oriental - R-2A | Unió Soviètica Alemanya Oriental - R-2A             | Unió Soviètica - Kapustin Iar SP-2          | Unió Soviètica - Kapustin Iar SP-2          | Unió Soviètica - NII-88                                | Unió Soviètica - NII-88                                |
| 7 de juliol             | | NII-88                                              | Suborbital                                  | Objectiu                                    | 7 de juliol                                            | Reeixit                                                |
| 7 de juliol             | Apogeu: 100 km |                                                     |                                             |                                             |                                                        |                                                        |
| 9 de juliol 04:00       | Estats Units - Nike-Cajun | Estats Units - Nike-Cajun                           | Estats Units - Wallops Island               | Estats Units - Wallops Island               | Estats Units - NASA                                    | Estats Units - NASA                                    |
| 9 de juliol 04:00       | | NASA                                                | Suborbital                                  | Aeronomia                                   | 9 de juliol                                            | Reeixit                                                |
| 9 de juliol 04:00       | Apogeu: 105 km |                                                     |                                             |                                             |                                                        |                                                        |
| 11 de juliol 04:24      | Japó - Kappa-8 | Japó - Kappa-8                                      | Japó - Akita                                | Japó - Akita                                | Japó - ISAS                                            | Japó - ISAS                                            |
| 11 de juliol 04:24      | | ISAS                                                | Suborbital                                  | Vol de proves                               | 11 de juliol                                           | Reeixit                                                |
| 11 de juliol 04:24      | Primer vol espacial japonès, Apogeu: 150 km |                                                     |                                             |                                             |                                                        |                                                        |
| 12 de juliol            | Unió Soviètica - R-12 Dvina | Unió Soviètica - R-12 Dvina                         | Unió Soviètica - Kapustin Iar               | Unió Soviètica - Kapustin Iar               | Unió Soviètica - RVSN                                  | Unió Soviètica - RVSN                                  |
| 12 de juliol            | | RVSN                                                | Suborbital                                  | Prova de míssils                            | 12 de juliol                                           | Reeixit                                                |
| 12 de juliol            | Apogeu: 402 km |                                                     |                                             |                                             |                                                        |                                                        |
| 13 de juliol 00:23      | Estats Units - Nike-Cajun | Estats Units - Nike-Cajun                           | Estats Units - Eglin                        | Estats Units - Eglin                        | Estats Units - Força Aèria dels Estats Units d'Amèrica | Estats Units - Força Aèria dels Estats Units d'Amèrica |
| 13 de juliol 00:23      | | Força Aèria dels Estats Units d'Amèrica             | Suborbital                                  | Aeronomia                                   | 13 de juliol                                           | Reeixit                                                |
| 13 de juliol 00:23      | Apogeu: 170 km |                                                     |                                             |                                             |                                                        |                                                        |
| 13 de juliol 14:47      | Estats Units - Strongarm | Estats Units - Strongarm                            | Estats Units - Wallops Island               | Estats Units - Wallops Island               | Estats Units - BRL                                     | Estats Units - BRL                                     |
| 13 de juliol 14:47      | | BRL                                                 | Suborbital                                  | Ionosfèric                                  | 13 de juliol                                           | Error de llançament                                    |
| 13 de juliol 14:47      | Apogeu: 670 km |                                                     |                                             |                                             |                                                        |                                                        |
| 13 de juliol            | Unió Soviètica - R-12 Dvina | Unió Soviètica - R-12 Dvina                         | Unió Soviètica - Kapustin Iar               | Unió Soviètica - Kapustin Iar               | Unió Soviètica - RVSN                                  | Unió Soviètica - RVSN                                  |
| 13 de juliol            | | RVSN                                                | Suborbital                                  | Prova de míssils                            | 13 de juliol                                           | Reeixit                                                |
| 13 de juliol            | Apogeu: 402 km |                                                     |                                             |                                             |                                                        |                                                        |
| 14 de juliol 00:44      | Estats Units - Nike-Cajun | Estats Units - Nike-Cajun                           | Estats Units - Wallops Island               | Estats Units - Wallops Island               | Estats Units - NASA                                    | Estats Units - NASA                                    |
| 14 de juliol 00:44      | | NASA                                                | Suborbital                                  | Aeronomia                                   | 14 de juliol                                           | Error de llançament                                    |
| 14 de juliol 00:44      | Apogeu: 28 km |                                                     |                                             |                                             |                                                        |                                                        |
| 14 de juliol 02:43      | Estats Units - Strongarm | Estats Units - Strongarm                            | Estats Units - Wallops Island               | Estats Units - Wallops Island               | Estats Units - BRL                                     | Estats Units - BRL                                     |
| 14 de juliol 02:43      | | BRL                                                 | Suborbital                                  | Ionosfèric                                  | 14 de juliol                                           | Error de llançament                                    |
| 14 de juliol 02:43      | Apogeu: 710 km |                                                     |                                             |                                             |                                                        |                                                        |
| 14 de juliol 10:05      | Estats Units - Nike-Cajun | Estats Units - Nike-Cajun                           | Estats Units - Eglin                        | Estats Units - Eglin                        | Estats Units - Força Aèria dels Estats Units d'Amèrica | Estats Units - Força Aèria dels Estats Units d'Amèrica |
| 14 de juliol 10:05      | Estats Units - Firefly Frances | Força Aèria dels Estats Units d'Amèrica             | Suborbital                                  | Aeronomia                                   | 14 de juliol                                           | Reeixit                                                |
| 14 de juliol 10:05      | Apogeu: 148 km |                                                     |                                             |                                             |                                                        |                                                        |
| 15 de juliol 06:10      | Estats Units - UGM-27 Polaris A1 | Estats Units - UGM-27 Polaris A1                    | Estats Units - Cape Canaveral LC-25B        | Estats Units - Cape Canaveral LC-25B        | Estats Units - Marina dels Estats Units d'Amèrica      | Estats Units - Marina dels Estats Units d'Amèrica      |
| 15 de juliol 06:10      | | Marina dels Estats Units d'Amèrica                  | Suborbital                                  | Prova de míssils                            | 15 de juliol                                           | Reeixit                                                |
| 15 de juliol 06:10      | Apogeu: 500 km |                                                     |                                             |                                             |                                                        |                                                        |
| 15 de juliol 10:02      | Estats Units - Nike-Cajun | Estats Units - Nike-Cajun                           | Estats Units - Eglin                        | Estats Units - Eglin                        | Estats Units - Força Aèria dels Estats Units d'Amèrica | Estats Units - Força Aèria dels Estats Units d'Amèrica |
| 15 de juliol 10:02      | | Força Aèria dels Estats Units d'Amèrica             | Suborbital                                  | Aeronomia                                   | 15 de juliol                                           | Reeixit                                                |
| 15 de juliol 10:02      | Apogeu: 120 km |                                                     |                                             |                                             |                                                        |                                                        |
| 15 de juliol            | Unió Soviètica - R-11A Zemlya | Unió Soviètica - R-11A Zemlya                       | Unió Soviètica - Kapustin Iar               | Unió Soviètica - Kapustin Iar               | Unió Soviètica - AN                                    | Unió Soviètica - AN                                    |
| 15 de juliol            | | AN                                                  | Suborbital                                  | Ionosfèric                                  | 15 de juliol                                           | Reeixit                                                |
| 15 de juliol            | Apogeu: 206 km |                                                     |                                             |                                             |                                                        |                                                        |
| 17 de juliol 04:11      | Japó - Kappa-8 | Japó - Kappa-8                                      | Japó - Akita                                | Japó - Akita                                | Japó - ISAS                                            | Japó - ISAS                                            |
| 17 de juliol 04:11      | | ISAS                                                | Suborbital                                  | Vol de proves                               | 17 de juliol                                           | Reeixit                                                |
| 17 de juliol 04:11      | Apogeu: 182 km |                                                     |                                             |                                             |                                                        |                                                        |
| 18 de juliol 10:01      | Estats Units - Nike-Cajun | Estats Units - Nike-Cajun                           | Estats Units - Eglin                        | Estats Units - Eglin                        | Estats Units - Força Aèria dels Estats Units d'Amèrica | Estats Units - Força Aèria dels Estats Units d'Amèrica |
| 18 de juliol 10:01      | Estats Units - Firefly Carry | Força Aèria dels Estats Units d'Amèrica             | Suborbital                                  | Aeronomia                                   | 18 de juliol                                           | Reeixit                                                |
| 18 de juliol 10:01      | Apogeu: 130 km |                                                     |                                             |                                             |                                                        |                                                        |
| 19 de juliol 16:00      | Estats Units - UGM-27 Polaris A1 | Estats Units - UGM-27 Polaris A1                    | Estats Units - Cape Canaveral LC-25A        | Estats Units - Cape Canaveral LC-25A        | Estats Units - Marina dels Estats Units d'Amèrica      | Estats Units - Marina dels Estats Units d'Amèrica      |
| 19 de juliol 16:00      | | Marina dels Estats Units d'Amèrica                  | Suborbital                                  | Prova de míssils                            | 19 de juliol                                           | Reeixit                                                |
| 19 de juliol 16:00      | Apogeu: 500 km |                                                     |                                             |                                             |                                                        |                                                        |
| 20 de juliol 17:39      | Estats Units - UGM-27 Polaris A1 | Estats Units - UGM-27 Polaris A1                    | Estats Units - USS George Washington, ETR   | Estats Units - USS George Washington, ETR   | Estats Units - Marina dels Estats Units d'Amèrica      | Estats Units - Marina dels Estats Units d'Amèrica      |
| 20 de juliol 17:39      | | Marina dels Estats Units d'Amèrica                  | Suborbital                                  | Prova de míssils                            | 20 de juliol                                           | Reeixit                                                |
| 20 de juliol 17:39      | Apogeu: 500 km |                                                     |                                             |                                             |                                                        |                                                        |
| 20 de juliol 20:34      | Estats Units - UGM-27 Polaris A1 | Estats Units - UGM-27 Polaris A1                    | Estats Units - USS George Washington, ETR   | Estats Units - USS George Washington, ETR   | Estats Units - Marina dels Estats Units d'Amèrica      | Estats Units - Marina dels Estats Units d'Amèrica      |
| 20 de juliol 20:34      | | Marina dels Estats Units d'Amèrica                  | Suborbital                                  | Prova de míssils                            | 20 de juliol                                           | Reeixit                                                |
| 20 de juliol 20:34      | Apogeu: 500 km |                                                     |                                             |                                             |                                                        |                                                        |
| 20 de juliol            | Estats Units - Nike-Cajun | Estats Units - Nike-Cajun                           | Estats Units - Point Arguello LC-B          | Estats Units - Point Arguello LC-B          | Estats Units - AEC                                     | Estats Units - AEC                                     |
| 20 de juliol            | | AEC                                                 | Suborbital                                  | Aeronomia                                   | 20 de juliol                                           |                                                        |
| 20 de juliol            | Apogeu: 120 km |                                                     |                                             |                                             |                                                        |                                                        |
| 20 de juliol            | Unió Soviètica - R-5A Pobeda | Unió Soviètica - R-5A Pobeda                        | Unió Soviètica - Chelkar                    | Unió Soviètica - Chelkar                    | Unió Soviètica - RVSN                                  | Unió Soviètica - RVSN                                  |
| 20 de juliol            | | RVSN                                                | Suborbital                                  | Objectiu                                    | 20 de juliol                                           | Reeixit                                                |
| 20 de juliol            | Apogeu: 500 km |                                                     |                                             |                                             |                                                        |                                                        |
| 21 de juliol 01:32      | Estats Units - Nike-Cajun | Estats Units - Nike-Cajun                           | Estats Units - Eglin                        | Estats Units - Eglin                        | Estats Units - Força Aèria dels Estats Units d'Amèrica | Estats Units - Força Aèria dels Estats Units d'Amèrica |
| 21 de juliol 01:32      | Estats Units - Firefly Ida | Força Aèria dels Estats Units d'Amèrica             | Suborbital                                  | Aeronomia                                   | 21 de juliol                                           | Reeixit                                                |
| 21 de juliol 01:32      | Apogeu: 130 km |                                                     |                                             |                                             |                                                        |                                                        |
| 21 de juliol 10:02      | Estats Units - Nike-Cajun | Estats Units - Nike-Cajun                           | Estats Units - Eglin                        | Estats Units - Eglin                        | Estats Units - Força Aèria dels Estats Units d'Amèrica | Estats Units - Força Aèria dels Estats Units d'Amèrica |
| 21 de juliol 10:02      | Estats Units - Firefly Lily | Força Aèria dels Estats Units d'Amèrica             | Suborbital                                  | Aeronomia                                   | 21 de juliol                                           | Reeixit                                                |
| 21 de juliol 10:02      | Apogeu: 151 km |                                                     |                                             |                                             |                                                        |                                                        |
| 22 de juliol 04:53      | Estats Units - Nike-Cajun | Estats Units - Nike-Cajun                           | Canadà - Fort Churchill                     | Canadà - Fort Churchill                     | Estats Units - NASA                                    | Estats Units - NASA                                    |
| 22 de juliol 04:53      | | NASA                                                | Suborbital                                  | Aurores                                     | 22 de juliol                                           | Reeixit                                                |
| 22 de juliol 04:53      | Apogeu: 129 km |                                                     |                                             |                                             |                                                        |                                                        |
| 22 de juliol 10:11      | Estats Units - Nike-Cajun | Estats Units - Nike-Cajun                           | Estats Units - Eglin                        | Estats Units - Eglin                        | Estats Units - Força Aèria dels Estats Units d'Amèrica | Estats Units - Força Aèria dels Estats Units d'Amèrica |
| 22 de juliol 10:11      | Estats Units - Firefly Hedy | Força Aèria dels Estats Units d'Amèrica             | Suborbital                                  | Aeronomia                                   | 22 de juliol                                           | Reeixit                                                |
| 22 de juliol 10:11      | Apogeu: 108 km |                                                     |                                             |                                             |                                                        |                                                        |
| 22 de juliol 12:05      | Estats Units - Iris | Estats Units - Iris                                 | Estats Units - Wallops Island LA-1          | Estats Units - Wallops Island LA-1          | Estats Units - NASA                                    | Estats Units - NASA                                    |
| 22 de juliol 12:05      | | NASA                                                | Suborbital                                  | Aeronomia                                   | 22 de juliol                                           | Reeixit                                                |
| 22 de juliol 12:05      | Apogeu: 224 km |                                                     |                                             |                                             |                                                        |                                                        |
| 22 de juliol 23:46:16   | Estats Units - SM-65D Atlas | Estats Units - SM-65D Atlas                         | Estats Units - Vandenberg LC-576B-1         | Estats Units - Vandenberg LC-576B-1         | Estats Units - Força Aèria dels Estats Units d'Amèrica | Estats Units - Força Aèria dels Estats Units d'Amèrica |
| 22 de juliol 23:46:16   | | Força Aèria dels Estats Units d'Amèrica             | Suborbital                                  | Prova de míssils                            | 22 de juliol                                           | Error de llançament                                    |
| 22 de juliol 23:46:16   | Apogeu: 20 km |                                                     |                                             |                                             |                                                        |                                                        |
| 23 de juliol            | Unió Soviètica Alemanya Oriental - R-2A | Unió Soviètica Alemanya Oriental - R-2A             | Unió Soviètica - Kapustin Iar SP-2          | Unió Soviètica - Kapustin Iar SP-2          | Unió Soviètica - NII-88                                | Unió Soviètica - NII-88                                |
| 23 de juliol            | | NII-88                                              | Suborbital                                  | Objectiu                                    | 23 de juliol                                           | Reeixit                                                |
| 23 de juliol            | Apogeu: 100 km |                                                     |                                             |                                             |                                                        |                                                        |
| 24 de juliol            | Unió Soviètica - R-12 Dvina | Unió Soviètica - R-12 Dvina                         | Unió Soviètica - Kapustin Iar               | Unió Soviètica - Kapustin Iar               | Unió Soviètica - RVSN                                  | Unió Soviètica - RVSN                                  |
| 24 de juliol            | | RVSN                                                | Suborbital                                  | Prova de míssils                            | 24 de juliol                                           | Reeixit                                                |
| 24 de juliol            | Apogeu: 402 km |                                                     |                                             |                                             |                                                        |                                                        |
| 25 de juliol 08:30      | Estats Units - Nike-Cajun | Estats Units - Nike-Cajun                           | Estats Units - Eglin                        | Estats Units - Eglin                        | Estats Units - Força Aèria dels Estats Units d'Amèrica | Estats Units - Força Aèria dels Estats Units d'Amèrica |
| 25 de juliol 08:30      | | Força Aèria dels Estats Units d'Amèrica             | Suborbital                                  | Aeronomia                                   | 25 de juliol                                           | Reeixit                                                |
| 25 de juliol 08:30      | Apogeu: 120 km |                                                     |                                             |                                             |                                                        |                                                        |
| 25 de juliol 11:54      | Regne Unit - Black Knight 201 | Regne Unit - Black Knight 201                       | Austràlia - Woomera LA-5A                   | Austràlia - Woomera LA-5A                   | Regne Unit - RAE                                       | Regne Unit - RAE                                       |
| 25 de juliol 11:54      | | RAE                                                 | Suborbital                                  | Prova de RV                                 | 25 de juliol                                           | Reeixit                                                |
| 25 de juliol 11:54      | Prova de Gaslight, Apogeu: 531 km |                                                     |                                             |                                             |                                                        |                                                        |
| 26 de juliol 10:17      | Estats Units - Nike-Cajun | Estats Units - Nike-Cajun                           | Estats Units - Eglin                        | Estats Units - Eglin                        | Estats Units - Força Aèria dels Estats Units d'Amèrica | Estats Units - Força Aèria dels Estats Units d'Amèrica |
| 26 de juliol 10:17      | Estats Units - Firefly Janet | Força Aèria dels Estats Units d'Amèrica             | Suborbital                                  | Aeronomia                                   | 26 de juliol                                           | Reeixit                                                |
| 26 de juliol 10:17      | Apogeu: 119 km |                                                     |                                             |                                             |                                                        |                                                        |
| 26 de juliol 16:00      | Estats Units - MGM-31 Pershing I | Estats Units - MGM-31 Pershing I                    | Estats Units - Cape Canaveral LC-30A        | Estats Units - Cape Canaveral LC-30A        | Estats Units - Exèrcit dels Estats Units d'Amèrica     | Estats Units - Exèrcit dels Estats Units d'Amèrica     |
| 26 de juliol 16:00      | | Exèrcit dels Estats Units d'Amèrica                 | Suborbital                                  | Prova de míssils                            | 26 de juliol                                           | Reeixit                                                |
| 26 de juliol 16:00      | Apogeu: 250 km |                                                     |                                             |                                             |                                                        |                                                        |
| 26 de juliol            | Unió Soviètica - R-12 Dvina | Unió Soviètica - R-12 Dvina                         | Unió Soviètica - Kapustin Iar               | Unió Soviètica - Kapustin Iar               | Unió Soviètica - RVSN                                  | Unió Soviètica - RVSN                                  |
| 26 de juliol            | | RVSN                                                | Suborbital                                  | Prova de míssils                            | 26 de juliol                                           | Reeixit                                                |
| 26 de juliol            | Apogeu: 402 km |                                                     |                                             |                                             |                                                        |                                                        |
| 27 de juliol 10:19      | Estats Units - Nike-Cajun | Estats Units - Nike-Cajun                           | Estats Units - Eglin                        | Estats Units - Eglin                        | Estats Units - Força Aèria dels Estats Units d'Amèrica | Estats Units - Força Aèria dels Estats Units d'Amèrica |
| 27 de juliol 10:19      | Estats Units - Firefly Dolly | Força Aèria dels Estats Units d'Amèrica             | Suborbital                                  | Aeronomia                                   | 27 de juliol                                           | Reeixit                                                |
| 27 de juliol 10:19      | Apogeu: 115 km |                                                     |                                             |                                             |                                                        |                                                        |
| 27 de juliol            | Estats Units - Aerobee-300 | Estats Units - Aerobee-300                          | Estats Units - Eglin                        | Estats Units - Eglin                        | Estats Units - Força Aèria dels Estats Units d'Amèrica | Estats Units - Força Aèria dels Estats Units d'Amèrica |
| 27 de juliol            | Estats Units - Tattletale PCC-4 | NSA                                                 | Suborbital                                  | SIGNIT Tecnologia                           | 27 de juliol                                           | Error de llançament                                    |
| 27 de juliol            | Apogeu: 5 km |                                                     |                                             |                                             |                                                        |                                                        |
| 28 de juliol 08:30:00   | Estats Units - Nike-Cajun | Estats Units - Nike-Cajun                           | Estats Units - Eglin                        | Estats Units - Eglin                        | Estats Units - Força Aèria dels Estats Units d'Amèrica | Estats Units - Força Aèria dels Estats Units d'Amèrica |
| 28 de juliol 08:30:00   | Estats Units - Firefly Amy | Força Aèria dels Estats Units d'Amèrica             | Suborbital                                  | Aeronomia                                   | 28 de juliol                                           |                                                        |
| 28 de juliol 08:30:00   | Apogeu: 111 km |                                                     |                                             |                                             |                                                        |                                                        |
| 28 de juliol 09:31      | Unió Soviètica - Vostok-L 8K72 | Unió Soviètica - Vostok-L 8K72                      | Unió Soviètica - Baikonur Site 1/5          | Unió Soviètica - Baikonur Site 1/5          | Unió Soviètica - RVSN                                  | Unió Soviètica - RVSN                                  |
| 28 de juliol 09:31      | Unió Soviètica - Vostok-1K-1 | RVSN                                                | Terrestre Baixa                             | Vol de proves                               | +28.5 segons                                           | Error de llançament                                    |
| 28 de juliol 09:31      | El motor de l'impulsador es va encendre permetent una separació prematura 17 segons després del llançament, el coet va explotar poc després. Dos gossos a bord de la nau, van morir en l'explosió.                                                     |                                                     |                                             |                                             |                                                        |                                                        |
| 28 de juliol 19:36      | Austràlia - Long Tom | Austràlia - Long Tom                                | Austràlia - Woomera LA-2                    | Austràlia - Woomera LA-2                    | Austràlia - WRE                                        | Austràlia - WRE                                        |
| 28 de juliol 19:36      | | WRE                                                 | Suborbital                                  | Aeronomia                                   | 28 de juliol                                           | Reeixit                                                |
| 28 de juliol 19:36      | Apogeu: 126 km |                                                     |                                             |                                             |                                                        |                                                        |
| 28 de juliol 21:38      | Estats Units - HGM-30A Titan I | Estats Units - HGM-30A Titan I                      | Estats Units - Cape Canaveral LC-20         | Estats Units - Cape Canaveral LC-20         | Estats Units - Força Aèria dels Estats Units d'Amèrica | Estats Units - Força Aèria dels Estats Units d'Amèrica |
| 28 de juliol 21:38      | | Força Aèria dels Estats Units d'Amèrica             | Suborbital                                  | Prova de RV                                 | 28 de juny                                             | Error de llançament                                    |
| 28 de juliol 21:38      | Apogeu: 100 km |                                                     |                                             |                                             |                                                        |                                                        |
| 28 de juliol            | Unió Soviètica - R-12 Dvina | Unió Soviètica - R-12 Dvina                         | Unió Soviètica - Kapustin Iar               | Unió Soviètica - Kapustin Iar               | Unió Soviètica - RVSN                                  | Unió Soviètica - RVSN                                  |
| 28 de juliol            | | RVSN                                                | Suborbital                                  | Prova de míssils                            | 28 de juliol                                           | Reeixit                                                |
| 28 de juliol            | Apogeu: 402 km |                                                     |                                             |                                             |                                                        |                                                        |
| 29 de juliol 13:13:03   | Estats Units - Atlas LV-3B | Estats Units - Atlas LV-3B                          | Estats Units - Cape Canaveral LC-14         | Estats Units - Cape Canaveral LC-14         | Estats Units - Força Aèria dels Estats Units d'Amèrica | Estats Units - Força Aèria dels Estats Units d'Amèrica |
| 29 de juliol 13:13:03   | Estats Units - Mercury-Atlas 1 | NASA                                                | Suborbital                                  | Vol de proves                               | 29 de juliol                                           | Error de llançament                                    |
| 29 de juliol 13:13:03   | Vol inaugural del Atlas LV-3B, error estructural durant l'ascens. Apogeu: 13 km |                                                     |                                             |                                             |                                                        |                                                        |
| 29 de juliol            | Unió Soviètica - R-12 Dvina | Unió Soviètica - R-12 Dvina                         | Unió Soviètica - Kapustin Iar               | Unió Soviètica - Kapustin Iar               | Unió Soviètica - RVSN                                  | Unió Soviètica - RVSN                                  |
| 29 de juliol            | | RVSN                                                | Suborbital                                  | Prova de míssils                            | 29 de juliol                                           | Reeixit                                                |
| 29 de juliol            | Apogeu: 402 km |                                                     |                                             |                                             |                                                        |                                                        |
| 30 de juliol 20:20      | Estats Units - UGM-27 Polaris A1 | Estats Units - UGM-27 Polaris A1                    | Estats Units - USS George Washington, ETR   | Estats Units - USS George Washington, ETR   | Estats Units - Marina dels Estats Units d'Amèrica      | Estats Units - Marina dels Estats Units d'Amèrica      |
| 30 de juliol 20:20      | | Marina dels Estats Units d'Amèrica                  | Suborbital                                  | Prova de míssils                            | 30 de juliol                                           | Reeixit                                                |
| 30 de juliol 20:20      | Apogeu: 500 km |                                                     |                                             |                                             |                                                        |                                                        |
| 31 de juliol            | Unió Soviètica Alemanya Oriental - R-2A | Unió Soviètica Alemanya Oriental - R-2A             | Unió Soviètica - Kapustin Iar SP-2          | Unió Soviètica - Kapustin Iar SP-2          | Unió Soviètica - NII-88                                | Unió Soviètica - NII-88                                |
| 31 de juliol            | | NII-88                                              | Suborbital                                  | Objectiu                                    | 31 de juliol                                           | Reeixit                                                |
| 31 de juliol            | Apogeu: 100 km |                                                     |                                             |                                             |                                                        |                                                        |
| Juliol                  | Unió Soviètica - R-12 Dvina | Unió Soviètica - R-12 Dvina                         | Unió Soviètica - Kapustin Iar               | Unió Soviètica - Kapustin Iar               | Unió Soviètica - RVSN                                  | Unió Soviètica - RVSN                                  |
| Juliol                  | | RVSN                                                | Suborbital                                  | Prova de míssils                            | Juliol                                                 | Reeixit                                                |
| Juliol                  | Apogeu: 402 km |                                                     |                                             |                                             |                                                        |                                                        |
| Juliol                  | Unió Soviètica - R-12 Dvina | Unió Soviètica - R-12 Dvina                         | Unió Soviètica - Kapustin Iar               | Unió Soviètica - Kapustin Iar               | Unió Soviètica - RVSN                                  | Unió Soviètica - RVSN                                  |
| Juliol                  | | RVSN                                                | Suborbital                                  | Prova de míssils                            | Juliol                                                 | Reeixit                                                |
| Juliol                  | Apogeu: 402 km |                                                     |                                             |                                             |                                                        |                                                        |
| Juliol                  | Unió Soviètica - R-12 Dvina | Unió Soviètica - R-12 Dvina                         | Unió Soviètica - Kapustin Iar               | Unió Soviètica - Kapustin Iar               | Unió Soviètica - RVSN                                  | Unió Soviètica - RVSN                                  |
| Juliol                  | | RVSN                                                | Suborbital                                  | Prova de míssils                            | Juliol                                                 | Reeixit                                                |
| Juliol                  | Apogeu: 402 km |                                                     |                                             |                                             |                                                        |                                                        |
| Juliol                  | Unió Soviètica - R-12 Dvina | Unió Soviètica - R-12 Dvina                         | Unió Soviètica - Kapustin Iar               | Unió Soviètica - Kapustin Iar               | Unió Soviètica - RVSN                                  | Unió Soviètica - RVSN                                  |
| Juliol                  | | RVSN                                                | Suborbital                                  | Prova de míssils                            | Juliol                                                 | Reeixit                                                |
| Juliol                  | Apogeu: 402 km |                                                     |                                             |                                             |                                                        |                                                        |
| Juliol                  | Unió Soviètica - R-5A Pobeda | Unió Soviètica - R-5A Pobeda                        | Unió Soviètica - Chelkar                    | Unió Soviètica - Chelkar                    | Unió Soviètica - RVSN                                  | Unió Soviètica - RVSN                                  |
| Juliol                  | | RVSN                                                | Suborbital                                  | Objectiu                                    | Juliol                                                 | Reeixit                                                |
| Juliol                  | Apogeu: 500 km |                                                     |                                             |                                             |                                                        |                                                        |
| Juliol                  | Estats Units - Kiva-Hopi | Estats Units - Kiva-Hopi                            | Estats Units - Point Mugu                   | Estats Units - Point Mugu                   | Estats Units - Força Aèria dels Estats Units d'Amèrica | Estats Units - Força Aèria dels Estats Units d'Amèrica |
| Juliol                  | Estats Units - Phoenix 5 | Força Aèria dels Estats Units d'Amèrica             | Suborbital                                  | Vol de proves                               | Juliol                                                 | Reeixit                                                |
| Juliol                  | Apogeu: 325 km |                                                     |                                             |                                             |                                                        |                                                        |
| Agost                   | |                                                     |                                             |                                             |                                                        |                                                        |
| 1 d'agost 08:30         | Estats Units - Nike-Cajun | Estats Units - Nike-Cajun                           | Estats Units - Eglin                        | Estats Units - Eglin                        | Estats Units - Força Aèria dels Estats Units d'Amèrica | Estats Units - Força Aèria dels Estats Units d'Amèrica |
| 1 d'agost 08:30         | Estats Units - Firefly Ruthy | Força Aèria dels Estats Units d'Amèrica             | Suborbital                                  | Aeronomia                                   | 1 d'agost                                              | Reeixit                                                |
| 1 d'agost 08:30         | Apogeu: 113 km |                                                     |                                             |                                             |                                                        |                                                        |
| 1 d'agost 10:23         | Estats Units - Nike-Cajun | Estats Units - Nike-Cajun                           | Estats Units - Eglin                        | Estats Units - Eglin                        | Estats Units - Força Aèria dels Estats Units d'Amèrica | Estats Units - Força Aèria dels Estats Units d'Amèrica |
| 1 d'agost 10:23         | Estats Units - Firefly Hilda | Força Aèria dels Estats Units d'Amèrica             | Suborbital                                  | Aeronomia                                   | 1 d'agost                                              | Reeixit                                                |
| 1 d'agost 10:23         | Apogeu: 126 km |                                                     |                                             |                                             |                                                        |                                                        |
| 1 d'agost 17:10         | Estats Units - UGM-27 Polaris A1 | Estats Units - UGM-27 Polaris A1                    | Estats Units - USS George Washington, ETR   | Estats Units - USS George Washington, ETR   | Estats Units - Marina dels Estats Units d'Amèrica      | Estats Units - Marina dels Estats Units d'Amèrica      |
| 1 d'agost 17:10         | | Marina dels Estats Units d'Amèrica                  | Suborbital                                  | Prova de míssils                            | 1 d'agost                                              | Error de llançament                                    |
| 1 d'agost 17:10         | Apogeu: 1 km |                                                     |                                             |                                             |                                                        |                                                        |
| 2 d'agost 03:14         | Estats Units - Strongarm | Estats Units - Strongarm                            | Estats Units - Wallops Island               | Estats Units - Wallops Island               | Estats Units - BRL                                     | Estats Units - BRL                                     |
| 2 d'agost 03:14         | | BRL                                                 | Suborbital                                  | Ionosfèric                                  | 2 d'agost                                              | Error de llançament                                    |
| 2 d'agost 03:14         | Apogeu: 550 km |                                                     |                                             |                                             |                                                        |                                                        |
| 2 d'agost 13:30         | Estats Units - Aerobee-150 (Hi) | Estats Units - Aerobee-150 (Hi)                     | Estats Units - White Sands LC-35            | Estats Units - White Sands LC-35            | Estats Units - NRL                                     | Estats Units - NRL                                     |
| 2 d'agost 13:30         | | NRL                                                 | Suborbital                                  | Ionosfèric                                  | 2 d'agost                                              | Reeixit                                                |
| 2 d'agost 13:30         | Apogeu: 148 km |                                                     |                                             |                                             |                                                        |                                                        |
| 2 d'agost               | Unió Soviètica - R-12 Dvina | Unió Soviètica - R-12 Dvina                         | Unió Soviètica - Kapustin Iar               | Unió Soviètica - Kapustin Iar               | Unió Soviètica - RVSN                                  | Unió Soviètica - RVSN                                  |
| 2 d'agost               | | RVSN                                                | Suborbital                                  | Prova de míssils                            | 2 d'agost                                              | Error de llançament                                    |
| 3 d'agost 15:26         | Estats Units - Aerobee-300A | Estats Units - Aerobee-300A                         | Estats Units - Wallops Island               | Estats Units - Wallops Island               | Estats Units - NASA                                    | Estats Units - NASA                                    |
| 3 d'agost 15:26         | | UMI                                                 | Suborbital                                  | Ionosfèric                                  | 3 d'agost                                              | Reeixit                                                |
| 3 d'agost 15:26         | Apogeu: 415 km |                                                     |                                             |                                             |                                                        |                                                        |
| 4 d'agost               | Estats Units - UGM-27 Polaris A1 | Estats Units - UGM-27 Polaris A1                    | Estats Units - Cape Canaveral LC-25A        | Estats Units - Cape Canaveral LC-25A        | Estats Units - Marina dels Estats Units d'Amèrica      | Estats Units - Marina dels Estats Units d'Amèrica      |
| 4 d'agost               | | Marina dels Estats Units d'Amèrica                  | Suborbital                                  | Prova de míssils                            | 4 d'agost                                              | Reeixit                                                |
| 4 d'agost               | Apogeu: 500 km |                                                     |                                             |                                             |                                                        |                                                        |
| 4 d'agost               | Unió Soviètica - R-12 Dvina | Unió Soviètica - R-12 Dvina                         | Unió Soviètica - Kapustin Iar               | Unió Soviètica - Kapustin Iar               | Unió Soviètica - RVSN                                  | Unió Soviètica - RVSN                                  |
| 4 d'agost               | | RVSN                                                | Suborbital                                  | Prova de míssils                            | 4 d'agost                                              | Reeixit                                                |
| 4 d'agost               | Apogeu: 402 km |                                                     |                                             |                                             |                                                        |                                                        |
| 4 d'agost               | Unió Soviètica - R-12 Dvina | Unió Soviètica - R-12 Dvina                         | Unió Soviètica - Kapustin Iar               | Unió Soviètica - Kapustin Iar               | Unió Soviètica - RVSN                                  | Unió Soviètica - RVSN                                  |
| 4 d'agost               | | RVSN                                                | Suborbital                                  | Prova de míssils                            | 4 d'agost                                              | Reeixit                                                |
| 4 d'agost               | Apogeu: 402 km |                                                     |                                             |                                             |                                                        |                                                        |
| 6 d'agost 09:00         | Estats Units - Nike-Cajun | Estats Units - Nike-Cajun                           | Estats Units - Eglin                        | Estats Units - Eglin                        | Estats Units - Força Aèria dels Estats Units d'Amèrica | Estats Units - Força Aèria dels Estats Units d'Amèrica |
| 6 d'agost 09:00         | Estats Units - Firefly Gerta | Força Aèria dels Estats Units d'Amèrica             | Suborbital                                  | Aeronomia                                   | 6 d'agost                                              | Reeixit                                                |
| 6 d'agost 09:00         | Apogeu: 138 km |                                                     |                                             |                                             |                                                        |                                                        |
| 8 d'agost 10:15         | Estats Units - Nike-Cajun | Estats Units - Nike-Cajun                           | Estats Units - Eglin                        | Estats Units - Eglin                        | Estats Units - Força Aèria dels Estats Units d'Amèrica | Estats Units - Força Aèria dels Estats Units d'Amèrica |
| 8 d'agost 10:15         | Estats Units - Firefly Betsey | Força Aèria dels Estats Units d'Amèrica             | Suborbital                                  | Aeronomia                                   | 8 d'agost                                              | Reeixit                                                |
| 8 d'agost 10:15         | Apogeu: 109 km |                                                     |                                             |                                             |                                                        |                                                        |
| 8 d'agost               | Unió Soviètica - R-12 Dvina | Unió Soviètica - R-12 Dvina                         | Unió Soviètica - Kapustin Iar               | Unió Soviètica - Kapustin Iar               | Unió Soviètica - RVSN                                  | Unió Soviètica - RVSN                                  |
| 8 d'agost               | | RVSN                                                | Suborbital                                  | Prova de míssils                            | 8 d'agost                                              | Reeixit                                                |
| 8 d'agost               | Apogeu: 402 km |                                                     |                                             |                                             |                                                        |                                                        |
| 9 d'agost 18:09         | Estats Units - SM-65D Atlas | Estats Units - SM-65D Atlas                         | Estats Units - Cape Canaveral LC-12         | Estats Units - Cape Canaveral LC-12         | Estats Units - Força Aèria dels Estats Units d'Amèrica | Estats Units - Força Aèria dels Estats Units d'Amèrica |
| 9 d'agost 18:09         | | Força Aèria dels Estats Units d'Amèrica             | Suborbital                                  | Prova de míssils                            | 9 d'agost                                              | Reeixit                                                |
| 9 d'agost 18:09         | Apogeu: 1800 km |                                                     |                                             |                                             |                                                        |                                                        |
| 10 d'agost 10:35        | Estats Units - Nike-Cajun | Estats Units - Nike-Cajun                           | Estats Units - Eglin                        | Estats Units - Eglin                        | Estats Units - Força Aèria dels Estats Units d'Amèrica | Estats Units - Força Aèria dels Estats Units d'Amèrica |
| 10 d'agost 10:35        | Estats Units - Firefly Jeannie | Força Aèria dels Estats Units d'Amèrica             | Suborbital                                  | Aeronomia                                   | 10 d'agost                                             | Reeixit                                                |
| 10 d'agost 10:35        | Apogeu: 104 km |                                                     |                                             |                                             |                                                        |                                                        |
| 10 d'agost 10:35        | Regne Unit - Skylark-2 | Regne Unit - Skylark-2                              | Austràlia - Woomera LA-2                    | Austràlia - Woomera LA-2                    | Regne Unit - RAE                                       | Regne Unit - RAE                                       |
| 10 d'agost 10:35        | | UCL                                                 | Suborbital                                  | Vol de proves                               | 10 d'agost                                             | Reeixit                                                |
| 10 d'agost 10:35        | Apogeu: 171 km |                                                     |                                             |                                             |                                                        |                                                        |
| 10 d'agost 20:37:54     | Estats Units - Thor DM-18 Agena-A | Estats Units - Thor DM-18 Agena-A                   | Estats Units - Vandenberg LC-75-3-5         | Estats Units - Vandenberg LC-75-3-5         | Estats Units - Força Aèria dels Estats Units d'Amèrica | Estats Units - Força Aèria dels Estats Units d'Amèrica |
| 10 d'agost 20:37:54     | Estats Units - Discoverer 13 (KH-1 prototype) | CIA DST                                             | Terrestre Baixa (Polar)                     | Tecnologia                                  | 14 de novembre                                         | Reeixit                                                |
| 10 d'agost 20:37:54     | Estats Units - Discoverer 13 SRV | CIA DST                                             | Terrestre Baixa (Polar)                     | Tecnologia                                  | 11 d'agost                                             | Reeixit                                                |
| 10 d'agost 20:37:54     | El SRV va ser recuperat al mar, primera recuperació amb èxit d'una nau espacial arribada des de l'òrbita |                                                     |                                             |                                             |                                                        |                                                        |
| 10 d'agost 22:46        | Estats Units - HGM-30A Titan I | Estats Units - HGM-30A Titan I                      | Estats Units - Cape Canaveral LC-19         | Estats Units - Cape Canaveral LC-19         | Estats Units - Força Aèria dels Estats Units d'Amèrica | Estats Units - Força Aèria dels Estats Units d'Amèrica |
| 10 d'agost 22:46        | | Força Aèria dels Estats Units d'Amèrica             | Suborbital                                  | Prova de RV                                 | 10 d'agost                                             | Reeixit                                                |
| 10 d'agost 22:46        | Apogeu: 1000 km |                                                     |                                             |                                             |                                                        |                                                        |
| 10 d'agost              | Unió Soviètica - R-12 Dvina | Unió Soviètica - R-12 Dvina                         | Unió Soviètica - Kapustin Iar               | Unió Soviètica - Kapustin Iar               | Unió Soviètica - RVSN                                  | Unió Soviètica - RVSN                                  |
| 10 d'agost              | | RVSN                                                | Suborbital                                  | Prova de míssils                            | 10 d'agost                                             | Reeixit                                                |
| 10 d'agost              | Apogeu: 402 km |                                                     |                                             |                                             |                                                        |                                                        |
| 10 d'agost              | Estats Units - Aerobee-300 | Estats Units - Aerobee-300                          | Estats Units - Eglin                        | Estats Units - Eglin                        | Estats Units - Força Aèria dels Estats Units d'Amèrica | Estats Units - Força Aèria dels Estats Units d'Amèrica |
| 10 d'agost              | Estats Units - Tattletale PCC-5 | NSA                                                 | Suborbital                                  | SIGNIT Tecnologia                           | 10 d'agost                                             | Reeixit                                                |
| 10 d'agost              | Apogeu: 383 km |                                                     |                                             |                                             |                                                        |                                                        |
| 10 d'agost              | Estats Units - Nike-Zeus | Estats Units - Nike-Zeus                            | Estats Units - White Sands LC-38            | Estats Units - White Sands LC-38            | Estats Units - Exèrcit dels Estats Units d'Amèrica     | Estats Units - Exèrcit dels Estats Units d'Amèrica     |
| 10 d'agost              | | Exèrcit dels Estats Units d'Amèrica                 | Suborbital                                  | Vol de proves                               | 10 d'agost                                             | Reeixit                                                |
| 10 d'agost              | Apogeu: 150 km |                                                     |                                             |                                             |                                                        |                                                        |
| 11 d'agost              | Unió Soviètica - R-12 Dvina | Unió Soviètica - R-12 Dvina                         | Unió Soviètica - Kapustin Iar               | Unió Soviètica - Kapustin Iar               | Unió Soviètica - RVSN                                  | Unió Soviètica - RVSN                                  |
| 11 d'agost              | | RVSN                                                | Suborbital                                  | Prova de míssils                            | 11 d'agost                                             | Reeixit                                                |
| 11 d'agost              | Apogeu: 402 km |                                                     |                                             |                                             |                                                        |                                                        |
| 12 d'agost 09:39:43     | Estats Units - Thor DM-19 Delta | Estats Units - Thor DM-19 Delta                     | Estats Units - Cape Canaveral LC-17A        | Estats Units - Cape Canaveral LC-17A        | Estats Units - Força Aèria dels Estats Units d'Amèrica | Estats Units - Força Aèria dels Estats Units d'Amèrica |
| 12 d'agost 09:39:43     | Estats Units - Echo 1A | NASA                                                | Terrestre Mitjana                           | Comunicacions Tecnologia                    | 24 de maig 1968                                        | Reeixit                                                |
| 12 d'agost 13:00        | Estats Units - SM-65D Atlas | Estats Units - SM-65D Atlas                         | Estats Units - Cape Canaveral LC-11         | Estats Units - Cape Canaveral LC-11         | Estats Units - Força Aèria dels Estats Units d'Amèrica | Estats Units - Força Aèria dels Estats Units d'Amèrica |
| 12 d'agost 13:00        | | Força Aèria dels Estats Units d'Amèrica             | Suborbital                                  | Prova de míssils                            | 12 d'agost                                             | Reeixit                                                |
| 12 d'agost 13:00        | Apogeu: 1800 km |                                                     |                                             |                                             |                                                        |                                                        |
| 12 d'agost 18:28        | Estats Units - UGM-27 Polaris A1 | Estats Units - UGM-27 Polaris A1                    | Estats Units - Cape Canaveral LC-25A        | Estats Units - Cape Canaveral LC-25A        | Estats Units - Marina dels Estats Units d'Amèrica      | Estats Units - Marina dels Estats Units d'Amèrica      |
| 12 d'agost 18:28        | | Marina dels Estats Units d'Amèrica                  | Suborbital                                  | Prova de míssils                            | 12 d'agost                                             | Reeixit                                                |
| 12 d'agost 18:28        | Apogeu: 500 km |                                                     |                                             |                                             |                                                        |                                                        |
| 12 d'agost              | Unió Soviètica - R-12 Dvina | Unió Soviètica - R-12 Dvina                         | Unió Soviètica - Kapustin Iar               | Unió Soviètica - Kapustin Iar               | Unió Soviètica - RVSN                                  | Unió Soviètica - RVSN                                  |
| 12 d'agost              | | RVSN                                                | Suborbital                                  | Prova de míssils                            | 12 d'agost                                             | Reeixit                                                |
| 12 d'agost              | Apogeu: 402 km |                                                     |                                             |                                             |                                                        |                                                        |
| 12 d'agost              | Estats Units - Kiva-Hopi | Estats Units - Kiva-Hopi                            | Estats Units - Point Arguello LC-B          | Estats Units - Point Arguello LC-B          | Estats Units - Força Aèria dels Estats Units d'Amèrica | Estats Units - Força Aèria dels Estats Units d'Amèrica |
| 12 d'agost              | | Força Aèria dels Estats Units d'Amèrica             | Suborbital                                  | Aeronomia                                   | 12 d'agost                                             |                                                        |
| 12 d'agost              | Apogeu: 300 km |                                                     |                                             |                                             |                                                        |                                                        |
| 13 d'agost 07:19        | Estats Units - Viper-Falcon | Estats Units - Viper-Falcon                         | Estats Units - Eglin                        | Estats Units - Eglin                        | Estats Units - Força Aèria dels Estats Units d'Amèrica | Estats Units - Força Aèria dels Estats Units d'Amèrica |
| 13 d'agost 07:19        | Estats Units - TP-Annie | Força Aèria dels Estats Units d'Amèrica             | Suborbital                                  | Aeronomia                                   | 13 d'agost                                             | Reeixit                                                |
| 13 d'agost 07:19        | Apogeu: 120 km |                                                     |                                             |                                             |                                                        |                                                        |
| 15 d'agost 10:35        | Estats Units - Honest John-Nike | Estats Units - Honest John-Nike                     | Estats Units - Eglin                        | Estats Units - Eglin                        | Estats Units - Força Aèria dels Estats Units d'Amèrica | Estats Units - Força Aèria dels Estats Units d'Amèrica |
| 15 d'agost 10:35        | Estats Units - Firefly Lola | Força Aèria dels Estats Units d'Amèrica             | Suborbital                                  | Aeronomia                                   | 15 d'agost                                             | Reeixit                                                |
| 15 d'agost 10:35        | Apogeu: 84 km |                                                     |                                             |                                             |                                                        |                                                        |
| 16 d'agost 01:42        | Estats Units - Nike-Asp | Estats Units - Nike-Asp                             | Estats Units - Eglin                        | Estats Units - Eglin                        | Estats Units - Força Aèria dels Estats Units d'Amèrica | Estats Units - Força Aèria dels Estats Units d'Amèrica |
| 16 d'agost 01:42        | Estats Units - Firefly Arlene | Força Aèria dels Estats Units d'Amèrica             | Suborbital                                  | Aeronomia                                   | 16 d'agost                                             | Reeixit                                                |
| 16 d'agost 01:42        | Apogeu: 104 km |                                                     |                                             |                                             |                                                        |                                                        |
| 16 d'agost 10:41        | Estats Units - Nike-Cajun | Estats Units - Nike-Cajun                           | Estats Units - Eglin                        | Estats Units - Eglin                        | Estats Units - Força Aèria dels Estats Units d'Amèrica | Estats Units - Força Aèria dels Estats Units d'Amèrica |
| 16 d'agost 10:41        | Estats Units - Firefly Peggy | Força Aèria dels Estats Units d'Amèrica             | Suborbital                                  | Aeronomia                                   | 16 d'agost                                             | Reeixit                                                |
| 16 d'agost 10:41        | Apogeu: 103 km |                                                     |                                             |                                             |                                                        |                                                        |
| 17 d'agost 10:42        | Estats Units - Nike-Cajun | Estats Units - Nike-Cajun                           | Estats Units - Eglin                        | Estats Units - Eglin                        | Estats Units - Força Aèria dels Estats Units d'Amèrica | Estats Units - Força Aèria dels Estats Units d'Amèrica |
| 17 d'agost 10:42        | Estats Units - Firefly Susan | Força Aèria dels Estats Units d'Amèrica             | Suborbital                                  | Aeronomia                                   | 17 d'agost                                             | Reeixit                                                |
| 17 d'agost 10:42        | Apogeu: 114 km |                                                     |                                             |                                             |                                                        |                                                        |
| 18 d'agost 01:35        | Estats Units - Nike-Asp | Estats Units - Nike-Asp                             | Estats Units - Eglin                        | Estats Units - Eglin                        | Estats Units - Força Aèria dels Estats Units d'Amèrica | Estats Units - Força Aèria dels Estats Units d'Amèrica |
| 18 d'agost 01:35        | | Força Aèria dels Estats Units d'Amèrica             | Suborbital                                  | Aeronomia                                   | 18 d'agost                                             | Reeixit                                                |
| 18 d'agost 01:35        | Apogeu: 150 km |                                                     |                                             |                                             |                                                        |                                                        |
| 18 d'agost 02:42        | Estats Units - Nike-Cajun | Estats Units - Nike-Cajun                           | Estats Units - Eglin                        | Estats Units - Eglin                        | Estats Units - Força Aèria dels Estats Units d'Amèrica | Estats Units - Força Aèria dels Estats Units d'Amèrica |
| 18 d'agost 02:42        | Estats Units - Firefly Linda | Força Aèria dels Estats Units d'Amèrica             | Suborbital                                  | Aeronomia                                   | 18 d'agost                                             | Reeixit                                                |
| 18 d'agost 02:42        | Apogeu: 133 km |                                                     |                                             |                                             |                                                        |                                                        |
| 18 d'agost 10:15        | Estats Units - Nike-Asp | Estats Units - Nike-Asp                             | Estats Units - Eglin                        | Estats Units - Eglin                        | Estats Units - Força Aèria dels Estats Units d'Amèrica | Estats Units - Força Aèria dels Estats Units d'Amèrica |
| 18 d'agost 10:15        | | Força Aèria dels Estats Units d'Amèrica             | Suborbital                                  | Aeronomia                                   | 18 d'agost                                             | Reeixit                                                |
| 18 d'agost 10:15        | Apogeu: 150 km |                                                     |                                             |                                             |                                                        |                                                        |
| 18 d'agost 19:57:08     | Estats Units - Thor DM-18 Agena-A | Estats Units - Thor DM-18 Agena-A                   | Estats Units - Vandenberg LC-75-3-4         | Estats Units - Vandenberg LC-75-3-4         | Estats Units - Força Aèria dels Estats Units d'Amèrica | Estats Units - Força Aèria dels Estats Units d'Amèrica |
| 18 d'agost 19:57:08     | Estats Units - Discoverer 14 (KH-1 9009) | CIA DST                                             | Terrestre Baixa (Polar)                     | Imatgeria òptica                            | 16 de setembre                                         | Reeixit                                                |
| 18 d'agost 19:57:08     | Estats Units - Discoverer 14 SRV | CIA DST                                             | Terrestre Baixa (Polar)                     | Retorn de gravació                          | 20 d'agost                                             | Reeixit                                                |
| 18 d'agost 19:57:08     | El SRV va ser recuperat a l'aire per un C-119 Flying Boxcar, primera recuperació a l'aire d'una nau espacial |                                                     |                                             |                                             |                                                        |                                                        |
| 18 d'agost 19:58        | Estats Units - Thor DM-21 Ablestar | Estats Units - Thor DM-21 Ablestar                  | Estats Units - Cape Canaveral LC-17B        | Estats Units - Cape Canaveral LC-17B        | Estats Units - Força Aèria dels Estats Units d'Amèrica | Estats Units - Força Aèria dels Estats Units d'Amèrica |
| 18 d'agost 19:58        | Estats Units - Courier 1A | Exèrcit dels Estats Units d'Amèrica                 | Destinat: Terrestre Baixa                   | Comunicacions                               | +150 segons                                            | Error de llançament                                    |
| 18 d'agost 19:58        | El voet va explotar durant l'ascens Interval més curt entre els intents de llançaments orbital (menys d'un minut) |                                                     |                                             |                                             |                                                        |                                                        |
| 19 d'agost 03:20        | Estats Units - UGM-27 Polaris A1 | Estats Units - UGM-27 Polaris A1                    | Estats Units - Cape Canaveral LC-25A        | Estats Units - Cape Canaveral LC-25A        | Estats Units - Marina dels Estats Units d'Amèrica      | Estats Units - Marina dels Estats Units d'Amèrica      |
| 19 d'agost 03:20        | | Marina dels Estats Units d'Amèrica                  | Suborbital                                  | Prova de míssils                            | 19 d'agost                                             | Reeixit                                                |
| 19 d'agost 03:20        | Apogeu: 500 km |                                                     |                                             |                                             |                                                        |                                                        |
| 19 d'agost 08:44:06     | Unió Soviètica - Vostok-L 8K72 | Unió Soviètica - Vostok-L 8K72                      | Unió Soviètica - Baikonur Site 1/5          | Unió Soviètica - Baikonur Site 1/5          | Unió Soviètica - RVSN                                  | Unió Soviètica - RVSN                                  |
| 19 d'agost 08:44:06     | Unió Soviètica - Korabl'-Spútnik 2 (Vostok-1K-2) | RVSN                                                | Terrestre Baixa                             | Vol de proves                               | 20 d'agost                                             | Reeixit                                                |
| 19 d'agost 08:44:06     | Primers animals recuperats des de l'òrbita |                                                     |                                             |                                             |                                                        |                                                        |
| 19 d'agost 10:40        | Estats Units - Nike-Cajun | Estats Units - Nike-Cajun                           | Estats Units - Eglin                        | Estats Units - Eglin                        | Estats Units - Força Aèria dels Estats Units d'Amèrica | Estats Units - Força Aèria dels Estats Units d'Amèrica |
| 19 d'agost 10:40        | Estats Units - Firefly Olive | Força Aèria dels Estats Units d'Amèrica             | Suborbital                                  | Aeronomia                                   | 19 d'agost                                             | Reeixit                                                |
| 19 d'agost 10:40        | Apogeu: 106 km |                                                     |                                             |                                             |                                                        |                                                        |
| 19 d'agost 19:56        | Estats Units - Nike-Cajun | Estats Units - Nike-Cajun                           | Estats Units - Eglin                        | Estats Units - Eglin                        | Estats Units - Força Aèria dels Estats Units d'Amèrica | Estats Units - Força Aèria dels Estats Units d'Amèrica |
| 19 d'agost 19:56        | Estats Units - Firefly Rena | Força Aèria dels Estats Units d'Amèrica             | Suborbital                                  | Aeronomia                                   | 19 d'agost                                             | Reeixit                                                |
| 19 d'agost 19:56        | Apogeu: 105 km |                                                     |                                             |                                             |                                                        |                                                        |
| 20 d'agost              | Unió Soviètica - R-12 Dvina | Unió Soviètica - R-12 Dvina                         | Unió Soviètica - Kapustin Iar               | Unió Soviètica - Kapustin Iar               | Unió Soviètica - RVSN                                  | Unió Soviètica - RVSN                                  |
| 20 d'agost              | | RVSN                                                | Suborbital                                  | Prova de míssils                            | 20 d'agost                                             | Reeixit                                                |
| 20 d'agost              | Apogeu: 402 km |                                                     |                                             |                                             |                                                        |                                                        |
| 22 d'agost 17:40:57     | Estats Units - Nike-Asp | Estats Units - Nike-Asp                             | Estats Units - Wallops Island               | Estats Units - Wallops Island               | Estats Units - NASA                                    | Estats Units - NASA                                    |
| 22 d'agost 17:40:57     | | GCA                                                 | Suborbital                                  | Ionosfèric                                  | 22 d'agost                                             | Error de llançament                                    |
| 22 d'agost 17:40:57     | Apogeu: 23 km |                                                     |                                             |                                             |                                                        |                                                        |
| 23 d'agost 17:01        | Estats Units - Aerobee-150A | Estats Units - Aerobee-150A                         | Estats Units - Wallops Island               | Estats Units - Wallops Island               | Estats Units - NASA                                    | Estats Units - NASA                                    |
| 23 d'agost 17:01        | | NYU                                                 | Suborbital                                  | Investigació de raigs còsmics               | 23 d'agost                                             | Reeixit                                                |
| 23 d'agost 17:01        | Apogeu: 190 km |                                                     |                                             |                                             |                                                        |                                                        |
| 23 d'agost 17:10        | Estats Units - Aerobee-150 (Hi) | Estats Units - Aerobee-150 (Hi)                     | Estats Units - White Sands LC-35            | Estats Units - White Sands LC-35            | Estats Units - Força Aèria dels Estats Units d'Amèrica | Estats Units - Força Aèria dels Estats Units d'Amèrica |
| 23 d'agost 17:10        | | Força Aèria dels Estats Units d'Amèrica             | Suborbital                                  | Solar                                       | 23 d'agost                                             | Reeixit                                                |
| 23 d'agost 17:10        | Apogeu: 237 km |                                                     |                                             |                                             |                                                        |                                                        |
| 25 d'agost 01:04        | Estats Units - Nike-Asp | Estats Units - Nike-Asp                             | Estats Units - Eglin                        | Estats Units - Eglin                        | Estats Units - Força Aèria dels Estats Units d'Amèrica | Estats Units - Força Aèria dels Estats Units d'Amèrica |
| 25 d'agost 01:04        | | Força Aèria dels Estats Units d'Amèrica             | Suborbital                                  | Aeronomia                                   | 25 d'agost                                             | Reeixit                                                |
| 25 d'agost 01:04        | Apogeu: 200 km |                                                     |                                             |                                             |                                                        |                                                        |
| 25 d'agost 14:28        | Estats Units - Honest John-Nike | Estats Units - Honest John-Nike                     | Estats Units - Eglin                        | Estats Units - Eglin                        | Estats Units - Força Aèria dels Estats Units d'Amèrica | Estats Units - Força Aèria dels Estats Units d'Amèrica |
| 25 d'agost 14:28        | Estats Units - Firefly Zelda | Força Aèria dels Estats Units d'Amèrica             | Suborbital                                  | Aeronomia                                   | 25 d'agost                                             | Reeixit                                                |
| 25 d'agost 14:28        | Apogeu: 102 km |                                                     |                                             |                                             |                                                        |                                                        |
| 26 d'agost 01:03        | Estats Units - Nike-Asp | Estats Units - Nike-Asp                             | Estats Units - Eglin                        | Estats Units - Eglin                        | Estats Units - Força Aèria dels Estats Units d'Amèrica | Estats Units - Força Aèria dels Estats Units d'Amèrica |
| 26 d'agost 01:03        | | Força Aèria dels Estats Units d'Amèrica             | Suborbital                                  | Aeronomia                                   | 26 d'agost                                             | Reeixit                                                |
| 26 d'agost 01:03        | Apogeu: 150 km |                                                     |                                             |                                             |                                                        |                                                        |
| 26 d'agost 11:00        | Regne Unit - Skylark-2 | Regne Unit - Skylark-2                              | Austràlia - Woomera LA-2                    | Austràlia - Woomera LA-2                    | Regne Unit - RAE                                       | Regne Unit - RAE                                       |
| 26 d'agost 11:00        | | QUB                                                 | Suborbital                                  | Aeronomia                                   | 26 d'agost                                             | Reeixit                                                |
| 26 d'agost 11:00        | Apogeu: 109 km |                                                     |                                             |                                             |                                                        |                                                        |
| 29 d'agost 03:38        | Estats Units - Trailblazer 1 | Estats Units - Trailblazer 1                        | Estats Units - Wallops Island               | Estats Units - Wallops Island               | Estats Units - NASA                                    | Estats Units - NASA                                    |
| 29 d'agost 03:38        | | NASA                                                | Suborbital                                  | Prova de RV                                 | 29 d'agost                                             | Reeixit                                                |
| 29 d'agost 03:38        | Apogeu: 260 km |                                                     |                                             |                                             |                                                        |                                                        |
| 29 d'agost 06:13        | Estats Units - Trailblazer 1 | Estats Units - Trailblazer 1                        | Estats Units - Wallops Island               | Estats Units - Wallops Island               | Estats Units - NASA                                    | Estats Units - NASA                                    |
| 29 d'agost 06:13        | | NASA                                                | Suborbital                                  | Prova de RV                                 | 29 d'agost                                             | Reeixit                                                |
| 29 d'agost 06:13        | Apogeu: 260 km |                                                     |                                             |                                             |                                                        |                                                        |
| 30 d'agost              | Estats Units - Nike-Asp | Estats Units - Nike-Asp                             | Estats Units - Eglin                        | Estats Units - Eglin                        | Estats Units - Força Aèria dels Estats Units d'Amèrica | Estats Units - Força Aèria dels Estats Units d'Amèrica |
| 30 d'agost              | | Força Aèria dels Estats Units d'Amèrica             | Suborbital                                  | Ionosfèric                                  | 30 d'agost                                             | Error de llançament                                    |
| 30 d'agost              | Apogeu: 150 km |                                                     |                                             |                                             |                                                        |                                                        |
| 30 d'agost              | Estats Units - HGM-30A Titan I | Estats Units - HGM-30A Titan I                      | Estats Units - Cape Canaveral LC-20         | Estats Units - Cape Canaveral LC-20         | Estats Units - Força Aèria dels Estats Units d'Amèrica | Estats Units - Força Aèria dels Estats Units d'Amèrica |
| 30 d'agost              | | Força Aèria dels Estats Units d'Amèrica             | Suborbital                                  | Prova de RV                                 | 30 d'agost                                             | Reeixit                                                |
| 30 d'agost              | Apogeu: 1000 km |                                                     |                                             |                                             |                                                        |                                                        |
| 31 d'agost              | Estats Units - Aerobee-300 | Estats Units - Aerobee-300                          | Estats Units - Eglin                        | Estats Units - Eglin                        | Estats Units - Força Aèria dels Estats Units d'Amèrica | Estats Units - Força Aèria dels Estats Units d'Amèrica |
| 31 d'agost              | Estats Units - Tattletale PCC-6 | NSA                                                 | Suborbital                                  | SIGNIT Tecnologia                           | 31 d'agost                                             | Reeixit                                                |
| 31 d'agost              | Apogeu: 100 km |                                                     |                                             |                                             |                                                        |                                                        |
| Agost                   | Unió Soviètica - R-12 Dvina | Unió Soviètica - R-12 Dvina                         | Unió Soviètica - Kapustin Iar               | Unió Soviètica - Kapustin Iar               | Unió Soviètica - RVSN                                  | Unió Soviètica - RVSN                                  |
| Agost                   | | RVSN                                                | Suborbital                                  | Prova de míssils                            | Agost                                                  | Reeixit                                                |
| Agost                   | Apogeu: 402 km |                                                     |                                             |                                             |                                                        |                                                        |
| Agost                   | Unió Soviètica - R-12 Dvina | Unió Soviètica - R-12 Dvina                         | Unió Soviètica - Kapustin Iar               | Unió Soviètica - Kapustin Iar               | Unió Soviètica - RVSN                                  | Unió Soviètica - RVSN                                  |
| Agost                   | | RVSN                                                | Suborbital                                  | Prova de míssils                            | Agost                                                  | Reeixit                                                |
| Agost                   | Apogeu: 402 km |                                                     |                                             |                                             |                                                        |                                                        |
| Agost                   | Estats Units - R-14 Usovaya | Estats Units - R-14 Usovaya                         | Unió Soviètica - Kapustin Iar               | Unió Soviètica - Kapustin Iar               | Unió Soviètica - RVSN                                  | Unió Soviètica - RVSN                                  |
| Agost                   | | RVSN                                                | Suborbital                                  | Prova de míssils                            | Agost                                                  | Reeixit                                                |
| Agost                   | Apogeu: 675 km |                                                     |                                             |                                             |                                                        |                                                        |
| Agost                   | Estats Units - R-14 Usovaya | Estats Units - R-14 Usovaya                         | Unió Soviètica - Kapustin Iar               | Unió Soviètica - Kapustin Iar               | Unió Soviètica - RVSN                                  | Unió Soviètica - RVSN                                  |
| Agost                   | | RVSN                                                | Suborbital                                  | Prova de míssils                            | Agost                                                  | Reeixit                                                |
| Agost                   | Apogeu: 675 km |                                                     |                                             |                                             |                                                        |                                                        |
| Agost                   | Estats Units - R-14 Usovaya | Estats Units - R-14 Usovaya                         | Unió Soviètica - Kapustin Iar               | Unió Soviètica - Kapustin Iar               | Unió Soviètica - RVSN                                  | Unió Soviètica - RVSN                                  |
| Agost                   | | RVSN                                                | Suborbital                                  | Prova de míssils                            | Agost                                                  | Reeixit                                                |
| Agost                   | Apogeu: 675 km |                                                     |                                             |                                             |                                                        |                                                        |
| Agost                   | Unió Soviètica - R-13 | Unió Soviètica - R-13                               | Unió Soviètica - Project 611 Submarine      | Unió Soviètica - Project 611 Submarine      | Unió Soviètica - RVSN                                  | Unió Soviètica - RVSN                                  |
| Agost                   | | RVSN                                                | Suborbital                                  | Prova de míssils                            | Agost                                                  | Reeixit                                                |
| Agost                   | Apogeu: 150 km |                                                     |                                             |                                             |                                                        |                                                        |
| Setembre                | |                                                     |                                             |                                             |                                                        |                                                        |
| 2 de setembre           | Estats Units - UGM-27 Polaris A1 | Estats Units - UGM-27 Polaris A1                    | Estats Units - Cape Canaveral LC-25A        | Estats Units - Cape Canaveral LC-25A        | Estats Units - Marina dels Estats Units d'Amèrica      | Estats Units - Marina dels Estats Units d'Amèrica      |
| 2 de setembre           | | Marina dels Estats Units d'Amèrica                  | Suborbital                                  | Prova de míssils                            | 2 de setembre                                          | Reeixit                                                |
| 2 de setembre           | Apogeu: 500 km |                                                     |                                             |                                             |                                                        |                                                        |
| 3 de setembre 14:08     | Estats Units - Nike-Cajun | Estats Units - Nike-Cajun                           | Canadà - Fort Churchill                     | Canadà - Fort Churchill                     | Estats Units - NASA                                    | Estats Units - NASA                                    |
| 3 de setembre 14:08     | | NASA                                                | Suborbital                                  | Magnetosfèric                               | 3 de setembre                                          | Reeixit                                                |
| 3 de setembre 14:08     | Apogeu: 122 km |                                                     |                                             |                                             |                                                        |                                                        |
| 3 de setembre 17:29     | Estats Units - Nike-Cajun | Estats Units - Nike-Cajun                           | Canadà - Fort Churchill                     | Canadà - Fort Churchill                     | Estats Units - NASA                                    | Estats Units - NASA                                    |
| 3 de setembre 17:29     | | NASA                                                | Suborbital                                  | Magnetosfèric                               | 3 de setembre                                          | Reeixit                                                |
| 3 de setembre 17:29     | Apogeu: 122 km |                                                     |                                             |                                             |                                                        |                                                        |
| 5 de setembre           | Unió Soviètica - R-12 Dvina | Unió Soviètica - R-12 Dvina                         | Unió Soviètica - Kapustin Iar               | Unió Soviètica - Kapustin Iar               | Unió Soviètica - RVSN                                  | Unió Soviètica - RVSN                                  |
| 5 de setembre           | | RVSN                                                | Suborbital                                  | Prova de míssils                            | 5 de setembre                                          | Reeixit                                                |
| 5 de setembre           | Apogeu: 402 km |                                                     |                                             |                                             |                                                        |                                                        |
| 10 de setembre          | Unió Soviètica - R-11FM Zemlya | Unió Soviètica - R-11FM Zemlya                      | Unió Soviètica - B-67, Beloye More          | Unió Soviètica - B-67, Beloye More          | Unió Soviètica - VMF                                   | Unió Soviètica - VMF                                   |
| 10 de setembre          | | VMF                                                 | Suborbital                                  | Prova de míssils                            | 10 de setembre                                         | Reeixit                                                |
| 10 de setembre          | Apogeu: 200 km |                                                     |                                             |                                             |                                                        |                                                        |
| 12 de setembre 20:38:38 | Estats Units - SM-65D Atlas | Estats Units - SM-65D Atlas                         | Estats Units - Vandenberg LC-576B-3         | Estats Units - Vandenberg LC-576B-3         | Estats Units - Força Aèria dels Estats Units d'Amèrica | Estats Units - Força Aèria dels Estats Units d'Amèrica |
| 12 de setembre 20:38:38 | | Força Aèria dels Estats Units d'Amèrica             | Suborbital                                  | Prova de míssils                            | 12 de setembre                                         | Error de llançament                                    |
| 12 de setembre 20:38:38 | Apogeu: 1000 km |                                                     |                                             |                                             |                                                        |                                                        |
| 13 de setembre 17:55    | Estats Units - UGM-27 Polaris A1 | Estats Units - UGM-27 Polaris A1                    | Estats Units - USS Patrick Henry, ETR       | Estats Units - USS Patrick Henry, ETR       | Estats Units - Marina dels Estats Units d'Amèrica      | Estats Units - Marina dels Estats Units d'Amèrica      |
| 13 de setembre 17:55    | | Marina dels Estats Units d'Amèrica                  | Suborbital                                  | Prova de míssils                            | 13 de setembre                                         | Error de llançament                                    |
| 13 de setembre 22:14    | Estats Units - Thor DM-18 Agena-A | Estats Units - Thor DM-18 Agena-A                   | Estats Units - Vandenberg LC-75-3-5         | Estats Units - Vandenberg LC-75-3-5         | Estats Units - Força Aèria dels Estats Units d'Amèrica | Estats Units - Força Aèria dels Estats Units d'Amèrica |
| 13 de setembre 22:14    | Estats Units - Discoverer 15 (KH-1 9010) | CIA DST                                             | Terrestre Baixa (Polar)                     | Imatgeria òptica                            | 18 Octubre                                             | Reeixit                                                |
| 13 de setembre 22:14    | Estats Units - Discoverer 15 SRV | CIA DST                                             | Destinat: Terrestre Baixa (Polar)           | Retorn de gravació                          | 16 Setembre                                            | Error del vehicle                                      |
| 13 de setembre 22:14    | La recuperació a l'aire no va tenir èxit, la càpsula es va enfonsar abans de la recuperació al mar |                                                     |                                             |                                             |                                                        |                                                        |
| 15 de setembre 14:01    | Estats Units - Aerobee-100 | Estats Units - Aerobee-100                          | Estats Units - White Sands LC-35            | Estats Units - White Sands LC-35            | Estats Units - Força Aèria dels Estats Units d'Amèrica | Estats Units - Força Aèria dels Estats Units d'Amèrica |
| 15 de setembre 14:01    | | Força Aèria dels Estats Units d'Amèrica             | Suborbital                                  | Solar                                       | 15 de setembre                                         | Reeixit                                                |
| 15 de setembre 14:01    | Apogeu: 102 km |                                                     |                                             |                                             |                                                        |                                                        |
| 15 de setembre 21:28    | Estats Units - UGM-27 Polaris A1 | Estats Units - UGM-27 Polaris A1                    | Estats Units - USS Patrick Henry, ETR       | Estats Units - USS Patrick Henry, ETR       | Estats Units - Marina dels Estats Units d'Amèrica      | Estats Units - Marina dels Estats Units d'Amèrica      |
| 15 de setembre 21:28    | | Marina dels Estats Units d'Amèrica                  | Suborbital                                  | Prova de míssils                            | 15 de setembre                                         | Reeixit                                                |
| 15 de setembre 21:28    | Apogeu: 500 km |                                                     |                                             |                                             |                                                        |                                                        |
| 15 de setembre          | Unió Soviètica - R-12 Dvina | Unió Soviètica - R-12 Dvina                         | Unió Soviètica - Kapustin Iar               | Unió Soviètica - Kapustin Iar               | Unió Soviètica - RVSN                                  | Unió Soviètica - RVSN                                  |
| 15 de setembre          | | RVSN                                                | Suborbital                                  | Prova de míssils                            | 15 de setembre                                         | Reeixit                                                |
| 15 de setembre          | Apogeu: 402 km |                                                     |                                             |                                             |                                                        |                                                        |
| 16 de setembre          | Unió Soviètica Alemanya Oriental - R-2A | Unió Soviètica Alemanya Oriental - R-2A             | Unió Soviètica - Kapustin Iar               | Unió Soviètica - Kapustin Iar               | Unió Soviètica - AN                                    | Unió Soviètica - AN                                    |
| 16 de setembre          | | AN                                                  | Suborbital                                  | Ionosfèric                                  | 16 de setembre                                         | Reeixit                                                |
| 16 de setembre          | Apogeu: 210 km |                                                     |                                             |                                             |                                                        |                                                        |
| 17 de setembre 00:50    | Estats Units - SM-65D Atlas | Estats Units - SM-65D Atlas                         | Estats Units - Cape Canaveral LC-11         | Estats Units - Cape Canaveral LC-11         | Estats Units - Força Aèria dels Estats Units d'Amèrica | Estats Units - Força Aèria dels Estats Units d'Amèrica |
| 17 de setembre 00:50    | | Força Aèria dels Estats Units d'Amèrica             | Suborbital                                  | Prova de míssils                            | 17 de setembre                                         | Reeixit                                                |
| 17 de setembre 00:50    | Apogeu: 1800 km |                                                     |                                             |                                             |                                                        |                                                        |
| 17 de setembre          | Unió Soviètica - R-12 Dvina | Unió Soviètica - R-12 Dvina                         | Unió Soviètica - Kapustin Iar               | Unió Soviètica - Kapustin Iar               | Unió Soviètica - RVSN                                  | Unió Soviètica - RVSN                                  |
| 17 de setembre          | | RVSN                                                | Suborbital                                  | Prova de míssils                            | 17 de setembre                                         | Reeixit                                                |
| 17 de setembre          | Apogeu: 402 km |                                                     |                                             |                                             |                                                        |                                                        |
| 19 de setembre 16:35    | Estats Units - Journeyman | Estats Units - Journeyman                           | Estats Units - Point Arguello LC-A          | Estats Units - Point Arguello LC-A          | Estats Units - NASA                                    | Estats Units - NASA                                    |
| 19 de setembre 16:35    | Estats Units - NERV-I | NASA                                                | Suborbital                                  | Investigació de raigs còsmics               | 19 de setembre                                         | Reeixit                                                |
| 19 de setembre 16:35    | Apogeu: 1884 km |                                                     |                                             |                                             |                                                        |                                                        |
| 19 de setembre 18:31    | Estats Units - SM-65D Atlas | Estats Units - SM-65D Atlas                         | Estats Units - Cape Canaveral LC-14         | Estats Units - Cape Canaveral LC-14         | Estats Units - Força Aèria dels Estats Units d'Amèrica | Estats Units - Força Aèria dels Estats Units d'Amèrica |
| 19 de setembre 18:31    | | Força Aèria dels Estats Units d'Amèrica             | Suborbital                                  | Prova de míssils                            | 19 de setembre                                         | Reeixit                                                |
| 19 de setembre 18:31    | Apogeu: 1800 km |                                                     |                                             |                                             |                                                        |                                                        |
| 20 de setembre 00:16    | Estats Units - Nike-Cajun | Estats Units - Nike-Cajun                           | Canadà - Fort Churchill                     | Canadà - Fort Churchill                     | Estats Units - Força Aèria dels Estats Units d'Amèrica | Estats Units - Força Aèria dels Estats Units d'Amèrica |
| 20 de setembre 00:16    | | Força Aèria dels Estats Units d'Amèrica             | Suborbital                                  | Aeronomia                                   | 20 de setembre                                         | Error de llançament                                    |
| 20 de setembre 12:55    | Estats Units - Aerobee-150 (Hi) | Estats Units - Aerobee-150 (Hi)                     | Estats Units - White Sands LC-35            | Estats Units - White Sands LC-35            | Estats Units - Força Aèria dels Estats Units d'Amèrica | Estats Units - Força Aèria dels Estats Units d'Amèrica |
| 20 de setembre 12:55    | | Força Aèria dels Estats Units d'Amèrica             | Suborbital                                  | Aeronomia                                   | 20 de setembre                                         | Reeixit                                                |
| 20 de setembre 12:55    | Apogeu: 195 km |                                                     |                                             |                                             |                                                        |                                                        |
| 21 de setembre 13:01:53 | Estats Units - XRM-91 Blue Scout Junior | Estats Units - XRM-91 Blue Scout Junior             | Estats Units - Cape Canaveral LC-18A        | Estats Units - Cape Canaveral LC-18A        | Estats Units - Força Aèria dels Estats Units d'Amèrica | Estats Units - Força Aèria dels Estats Units d'Amèrica |
| 21 de setembre 13:01:53 | Estats Units - HETS | Força Aèria dels Estats Units d'Amèrica             | Suborbital                                  | Magnetosfèric                               | 21 de setembre                                         | Error del vehicle                                      |
| 21 de setembre 13:01:53 | Vol inaugural del Blue Scout Junior, un malfuncionament de la ràdio va impedir l'adquisició de dades, Apogeu: 26700 km |                                                     |                                             |                                             |                                                        |                                                        |
| 21 de setembre 23:20    | Estats Units - Nike-Cajun | Estats Units - Nike-Cajun                           | Canadà - Fort Churchill                     | Canadà - Fort Churchill                     | Estats Units - Força Aèria dels Estats Units d'Amèrica | Estats Units - Força Aèria dels Estats Units d'Amèrica |
| 21 de setembre 23:20    | | BRL                                                 | Suborbital                                  | Aeronomia                                   | 21 de setembre                                         | Error de llançament                                    |
| 21 de setembre 23:20    | Apogeu: 1 km |                                                     |                                             |                                             |                                                        |                                                        |
| 21 de setembre          | Unió Soviètica - R-11A Zemlya | Unió Soviètica - R-11A Zemlya                       | Unió Soviètica - Kapustin Iar               | Unió Soviètica - Kapustin Iar               | Unió Soviètica - AN                                    | Unió Soviètica - AN                                    |
| 21 de setembre          | | AN                                                  | Suborbital                                  | Aeronomia                                   | 21 de setembre                                         | Reeixit                                                |
| 21 de setembre          | Apogeu: 210 km |                                                     |                                             |                                             |                                                        |                                                        |
| 22 de setembre 06:32    | Japó - Kappa-8 | Japó - Kappa-8                                      | Japó - Akita                                | Japó - Akita                                | Japó - ISAS                                            | Japó - ISAS                                            |
| 22 de setembre 06:32    | | ISAS                                                | Suborbital                                  | Ionosfèric                                  | 22 de setembre                                         | Reeixit                                                |
| 22 de setembre 06:32    | Apogeu: 200 km |                                                     |                                             |                                             |                                                        |                                                        |
| 22 de setembre 20:56    | Unió Soviètica Alemanya Oriental - R-2A | Unió Soviètica Alemanya Oriental - R-2A             | Unió Soviètica - Kapustin Iar               | Unió Soviètica - Kapustin Iar               | Unió Soviètica - RVSN                                  | Unió Soviètica - RVSN                                  |
| 22 de setembre 20:56    | | RVSN                                                | Suborbital                                  | Ionosfèric                                  | 22 de setembre                                         | Reeixit                                                |
| 22 de setembre 20:56    | Apogeu: 210 km |                                                     |                                             |                                             |                                                        |                                                        |
| 22 de setembre 22:05    | Estats Units - UGM-27 Polaris A1 | Estats Units - UGM-27 Polaris A1                    | Estats Units - USS Patrick Henry, ETR       | Estats Units - USS Patrick Henry, ETR       | Estats Units - Marina dels Estats Units d'Amèrica      | Estats Units - Marina dels Estats Units d'Amèrica      |
| 22 de setembre 22:05    | | Marina dels Estats Units d'Amèrica                  | Suborbital                                  | Prova de míssils                            | 22 de setembre                                         | Error de llançament                                    |
| 22 de setembre          | Unió Soviètica - R-12 Dvina | Unió Soviètica - R-12 Dvina                         | Unió Soviètica - Kapustin Iar               | Unió Soviètica - Kapustin Iar               | Unió Soviètica - RVSN                                  | Unió Soviètica - RVSN                                  |
| 22 de setembre          | | RVSN                                                | Suborbital                                  | Prova de míssils                            | 22 de setembre                                         | Reeixit                                                |
| 22 de setembre          | Apogeu: 402 km |                                                     |                                             |                                             |                                                        |                                                        |
| 23 de setembre 01:05    | Estats Units - UGM-27 Polaris A1 | Estats Units - UGM-27 Polaris A1                    | Estats Units - USS Patrick Henry, ETR       | Estats Units - USS Patrick Henry, ETR       | Estats Units - Marina dels Estats Units d'Amèrica      | Estats Units - Marina dels Estats Units d'Amèrica      |
| 23 de setembre 01:05    | | Marina dels Estats Units d'Amèrica                  | Suborbital                                  | Prova de míssils                            | 23 de setembre                                         | Error de llançament                                    |
| 23 de setembre 06:40    | Canadà - Black Brant I | Canadà - Black Brant I                              | Canadà - Fort Churchill                     | Canadà - Fort Churchill                     | Canadà - CARDE                                         | Canadà - CARDE                                         |
| 23 de setembre 06:40    | | CARDE                                               | Suborbital                                  | Aeronomia                                   | 23 de setembre                                         | Reeixit                                                |
| 23 de setembre 06:40    | Apogeu: 100 km |                                                     |                                             |                                             |                                                        |                                                        |
| 23 de setembre          | Estats Units - UGM-27 Polaris A1 | Estats Units - UGM-27 Polaris A1                    | Estats Units - Cape Canaveral LC-25A        | Estats Units - Cape Canaveral LC-25A        | Estats Units - Marina dels Estats Units d'Amèrica      | Estats Units - Marina dels Estats Units d'Amèrica      |
| 23 de setembre          | | Marina dels Estats Units d'Amèrica                  | Suborbital                                  | Prova de míssils                            | 23 de setembre                                         | Reeixit                                                |
| 23 de setembre          | Apogeu: 500 km |                                                     |                                             |                                             |                                                        |                                                        |
| 23 de setembre          | Unió Soviètica - R-11A Zemlya | Unió Soviètica - R-11A Zemlya                       | Unió Soviètica - Kapustin Iar               | Unió Soviètica - Kapustin Iar               | Unió Soviètica - AN                                    | Unió Soviètica - AN                                    |
| 23 de setembre          | | AN                                                  | Suborbital                                  | Ionosfèric                                  | 23 de setembre                                         | Reeixit                                                |
| 23 de setembre          | Apogeu: 200 km |                                                     |                                             |                                             |                                                        |                                                        |
| 24 de setembre          | Unió Soviètica - R-12 Dvina | Unió Soviètica - R-12 Dvina                         | Unió Soviètica - Kapustin Iar               | Unió Soviètica - Kapustin Iar               | Unió Soviètica - RVSN                                  | Unió Soviètica - RVSN                                  |
| 24 de setembre          | | RVSN                                                | Suborbital                                  | Prova de míssils                            | 24 de setembre                                         | Reeixit                                                |
| 24 de setembre          | Apogeu: 402 km |                                                     |                                             |                                             |                                                        |                                                        |
| 25 de setembre 15:13    | Estats Units - Atlas-Able | Estats Units - Atlas-Able                           | Estats Units - Cape Canaveral LC-12         | Estats Units - Cape Canaveral LC-12         | Estats Units - Força Aèria dels Estats Units d'Amèrica | Estats Units - Força Aèria dels Estats Units d'Amèrica |
| 25 de setembre 15:13    | Estats Units - Pioneer P-30 (Able VA) | Força Aèria dels Estats Units d'Amèrica             | Destinat: Selenocentric                     | Sonda lunar                                 | 25 de setembre                                         | Error de llançament                                    |
| 25 de setembre 15:13    | La 2a etapa va explotar durant l'ascens |                                                     |                                             |                                             |                                                        |                                                        |
| 26 de setembre 11:25    | Japó - Kappa-8 | Japó - Kappa-8                                      | Japó - Akita                                | Japó - Akita                                | Japó - ISAS                                            | Japó - ISAS                                            |
| 26 de setembre 11:25    | | ISAS                                                | Suborbital                                  | Ionosfèric                                  | 26 de setembre                                         | Reeixit                                                |
| 26 de setembre 11:25    | Apogeu: 185 km |                                                     |                                             |                                             |                                                        |                                                        |
| 26 de setembre          | França - OPd-56-39-22D (Antares) | França - OPd-56-39-22D (Antares)                    | França - CERES                              | França - CERES                              | França - ONERA                                         | França - ONERA                                         |
| 26 de setembre          | | ONERA                                               | Suborbital                                  | Prova de RV                                 | 26 de setembre                                         | Reeixit                                                |
| 26 de setembre          | Apogeu: 150 km |                                                     |                                             |                                             |                                                        |                                                        |
| 27 de setembre 14:44    | Estats Units - Nike-Cajun | Estats Units - Nike-Cajun                           | Canadà - Fort Churchill                     | Canadà - Fort Churchill                     | Estats Units - NASA                                    | Estats Units - NASA                                    |
| 27 de setembre 14:44    | | NASA                                                | Suborbital                                  | Magnetosfèric                               | 27 de setembre                                         | Reeixit                                                |
| 27 de setembre 14:44    | Apogeu: 129 km |                                                     |                                             |                                             |                                                        |                                                        |
| 27 de setembre 22:10    | Estats Units - Aerobee-150 (Hi) | Estats Units - Aerobee-150 (Hi)                     | Estats Units - White Sands LC-35            | Estats Units - White Sands LC-35            | Estats Units - Força Aèria dels Estats Units d'Amèrica | Estats Units - Força Aèria dels Estats Units d'Amèrica |
| 27 de setembre 22:10    | | Força Aèria dels Estats Units d'Amèrica             | Suborbital                                  | Aeronomia                                   | 27 de setembre                                         | Reeixit                                                |
| 27 de setembre 22:10    | Apogeu: 100 km |                                                     |                                             |                                             |                                                        |                                                        |
| 27 de setembre 22:10    | Estats Units - Nike-Asp | Estats Units - Nike-Asp                             | Estats Units - Eglin                        | Estats Units - Eglin                        | Estats Units - Força Aèria dels Estats Units d'Amèrica | Estats Units - Força Aèria dels Estats Units d'Amèrica |
| 27 de setembre 22:10    | |                                                     | Suborbital                                  | Astronomia de raigs X                       | 27 de setembre                                         | Reeixit                                                |
| 27 de setembre 22:10    | Apogeu: 233 km |                                                     |                                             |                                             |                                                        |                                                        |
| 28 de setembre 19:38    | Estats Units - MGM-31 Pershing I | Estats Units - MGM-31 Pershing I                    | Estats Units - Cape Canaveral LC-30A        | Estats Units - Cape Canaveral LC-30A        | Estats Units - Exèrcit dels Estats Units d'Amèrica     | Estats Units - Exèrcit dels Estats Units d'Amèrica     |
| 28 de setembre 19:38    | | Exèrcit dels Estats Units d'Amèrica                 | Suborbital                                  | Prova de míssils                            | 28 de setembre                                         | Reeixit                                                |
| 28 de setembre 19:38    | Apogeu: 250 km |                                                     |                                             |                                             |                                                        |                                                        |
| 28 de setembre 22:45    | Estats Units - Nike-Cajun | Estats Units - Nike-Cajun                           | Canadà - Fort Churchill                     | Canadà - Fort Churchill                     | Estats Units - Força Aèria dels Estats Units d'Amèrica | Estats Units - Força Aèria dels Estats Units d'Amèrica |
| 28 de setembre 22:45    | | BRL                                                 | Suborbital                                  | Aeronomia                                   | 28 de setembre                                         | Reeixit                                                |
| 28 de setembre 22:45    | Apogeu: 105 km |                                                     |                                             |                                             |                                                        |                                                        |
| 28 de setembre          | Unió Soviètica - R-12 Dvina | Unió Soviètica - R-12 Dvina                         | Unió Soviètica - Kapustin Iar               | Unió Soviètica - Kapustin Iar               | Unió Soviètica - RVSN                                  | Unió Soviètica - RVSN                                  |
| 28 de setembre          | | RVSN                                                | Suborbital                                  | Prova de míssils                            | 28 de setembre                                         | Reeixit                                                |
| 28 de setembre          | Apogeu: 402 km |                                                     |                                             |                                             |                                                        |                                                        |
| 28 de setembre          | Estats Units - HGM-30A Titan I | Estats Units - HGM-30A Titan I                      | Estats Units - Cape Canaveral LC-19         | Estats Units - Cape Canaveral LC-19         | Estats Units - Força Aèria dels Estats Units d'Amèrica | Estats Units - Força Aèria dels Estats Units d'Amèrica |
| 28 de setembre          | | Força Aèria dels Estats Units d'Amèrica             | Suborbital                                  | Prova de RV                                 | 28 de setembre                                         | Reeixit                                                |
| 28 de setembre          | Apogeu: 1000 km |                                                     |                                             |                                             |                                                        |                                                        |
| 29 de setembre 14:20    | Estats Units - HGM-30A Titan I | Estats Units - HGM-30A Titan I                      | Estats Units - Cape Canaveral LC-15         | Estats Units - Cape Canaveral LC-15         | Estats Units - Força Aèria dels Estats Units d'Amèrica | Estats Units - Força Aèria dels Estats Units d'Amèrica |
| 29 de setembre 14:20    | | Força Aèria dels Estats Units d'Amèrica             | Suborbital                                  | Prova de RV                                 | 29 de setembre                                         | Reeixit                                                |
| 29 de setembre 14:20    | Apogeu: 1000 km |                                                     |                                             |                                             |                                                        |                                                        |
| 29 de setembre 20:31:11 | Estats Units - SM-65D Atlas | Estats Units - SM-65D Atlas                         | Estats Units - Vandenberg LC-576B-2         | Estats Units - Vandenberg LC-576B-2         | Estats Units - Força Aèria dels Estats Units d'Amèrica | Estats Units - Força Aèria dels Estats Units d'Amèrica |
| 29 de setembre 20:31:11 | | Força Aèria dels Estats Units d'Amèrica             | Suborbital                                  | Prova de míssils                            | 29 de setembre                                         | Error de llançament                                    |
| 29 de setembre 20:31:11 | Apogeu: 500 km |                                                     |                                             |                                             |                                                        |                                                        |
| 29 de setembre          | Unió Soviètica - R-12 Dvina | Unió Soviètica - R-12 Dvina                         | Unió Soviètica - Kapustin Iar               | Unió Soviètica - Kapustin Iar               | Unió Soviètica - RVSN                                  | Unió Soviètica - RVSN                                  |
| 29 de setembre          | | RVSN                                                | Suborbital                                  | Prova de míssils                            | 29 de setembre                                         | Reeixit                                                |
| 29 de setembre          | Apogeu: 402 km |                                                     |                                             |                                             |                                                        |                                                        |
| 30 de setembre 06:17    | Canadà - Black Brant I | Canadà - Black Brant I                              | Canadà - Fort Churchill                     | Canadà - Fort Churchill                     | Canadà - CARDE                                         | Canadà - CARDE                                         |
| 30 de setembre 06:17    | | CARDE                                               | Suborbital                                  | Aeronomia                                   | 30 de setembre                                         | Reeixit                                                |
| 30 de setembre 06:17    | Apogeu: 100 km |                                                     |                                             |                                             |                                                        |                                                        |
| 30 de setembre          | Unió Soviètica - R-12 Dvina | Unió Soviètica - R-12 Dvina                         | Unió Soviètica - Kapustin Iar               | Unió Soviètica - Kapustin Iar               | Unió Soviètica - RVSN                                  | Unió Soviètica - RVSN                                  |
| 30 de setembre          | | RVSN                                                | Suborbital                                  | Prova de míssils                            | 30 de setembre                                         | Reeixit                                                |
| 30 de setembre          | Apogeu: 402 km |                                                     |                                             |                                             |                                                        |                                                        |
| 30 de setembre          | Unió Soviètica - R-12 Dvina | Unió Soviètica - R-12 Dvina                         | Unió Soviètica - Kapustin Iar               | Unió Soviètica - Kapustin Iar               | Unió Soviètica - RVSN                                  | Unió Soviètica - RVSN                                  |
| 30 de setembre          | | RVSN                                                | Suborbital                                  | Prova de míssils                            | 30 de setembre                                         | Reeixit                                                |
| 30 de setembre          | Apogeu: 402 km |                                                     |                                             |                                             |                                                        |                                                        |
| 30 de setembre          | França - OPd-56-39-22D (Antares) | França - OPd-56-39-22D (Antares)                    | França - CERES                              | França - CERES                              | França - ONERA                                         | França - ONERA                                         |
| 30 de setembre          | | ONERA                                               | Suborbital                                  | Prova de RV                                 | 30 de setembre                                         | Reeixit                                                |
| 30 de setembre          | Apogeu: 150 km |                                                     |                                             |                                             |                                                        |                                                        |
| Setembre                | Estats Units - R-14 Usovaya | Estats Units - R-14 Usovaya                         | Unió Soviètica - Kapustin Iar               | Unió Soviètica - Kapustin Iar               | Unió Soviètica - RVSN                                  | Unió Soviètica - RVSN                                  |
| Setembre                | | RVSN                                                | Suborbital                                  | Prova de míssils                            | Setembre                                               | Reeixit                                                |
| Setembre                | Apogeu: 675 km |                                                     |                                             |                                             |                                                        |                                                        |
| Setembre                | Estats Units - R-14 Usovaya | Estats Units - R-14 Usovaya                         | Unió Soviètica - Kapustin Iar               | Unió Soviètica - Kapustin Iar               | Unió Soviètica - RVSN                                  | Unió Soviètica - RVSN                                  |
| Setembre                | | RVSN                                                | Suborbital                                  | Prova de míssils                            | Setembre                                               | Reeixit                                                |
| Setembre                | Apogeu: 675 km |                                                     |                                             |                                             |                                                        |                                                        |
| Setembre                | Unió Soviètica Alemanya Oriental - R-2 | Unió Soviètica Alemanya Oriental - R-2              | Xina - Jiuquan LA-3                         | Xina - Jiuquan LA-3                         | Xina - PLA                                             | Xina - PLA                                             |
| Setembre                | | PLA                                                 | Suborbital                                  | Prova de míssils                            | Setembre                                               | Reeixit                                                |
| Setembre                | Primer vol espacial xinès, Apogeu: 100 km |                                                     |                                             |                                             |                                                        |                                                        |
| Octubre                 | |                                                     |                                             |                                             |                                                        |                                                        |
| 1 d'octubre             | Unió Soviètica - R-12 Dvina | Unió Soviètica - R-12 Dvina                         | Unió Soviètica - Kapustin Iar               | Unió Soviètica - Kapustin Iar               | Unió Soviètica - RVSN                                  | Unió Soviètica - RVSN                                  |
| 1 d'octubre             | | RVSN                                                | Suborbital                                  | Prova de míssils                            | 1 d'octubre                                            | Error de llançament                                    |
| 4 d'octubre 15:23       | Estats Units - Scout X-1 | Estats Units - Scout X-1                            | Estats Units - Wallops Island LA-3          | Estats Units - Wallops Island LA-3          | Estats Units - NASA                                    | Estats Units - NASA                                    |
| 4 d'octubre 15:23       | | Força Aèria dels Estats Units d'Amèrica             | Suborbital                                  | Plasma research                             | 4 d'octubre                                            | Reeixit                                                |
| 4 d'octubre 15:23       | Apogeu: 5600 km |                                                     |                                             |                                             |                                                        |                                                        |
| 4 d'octubre 17:50       | Estats Units - Thor DM-21 Ablestar | Estats Units - Thor DM-21 Ablestar                  | Estats Units - Cape Canaveral LC-17B        | Estats Units - Cape Canaveral LC-17B        | Estats Units - Força Aèria dels Estats Units d'Amèrica | Estats Units - Força Aèria dels Estats Units d'Amèrica |
| 4 d'octubre 17:50       | Estats Units - Courier 1B | Exèrcit dels Estats Units d'Amèrica                 | Terrestre Baixa                             | Comunicacions                               | En òrbita                                              | Reeixit                                                |
| 4 d'octubre 17:50       | Primer satèl·lit de comunicacions actiu |                                                     |                                             |                                             |                                                        |                                                        |
| 5 d'octubre 19:52       | Estats Units - Aerobee-150 (Hi) | Estats Units - Aerobee-150 (Hi)                     | Canadà - Fort Churchill                     | Canadà - Fort Churchill                     | Estats Units - NASA                                    | Estats Units - NASA                                    |
| 5 d'octubre 19:52       | | NASA                                                | Suborbital                                  | Remote sensing                              | 5 d'octubre                                            | Reeixit                                                |
| 5 d'octubre 19:52       | Apogeu: 225 km |                                                     |                                             |                                             |                                                        |                                                        |
| 5 d'octubre 16:04       | Estats Units - UGM-27 Polaris A1 | Estats Units - UGM-27 Polaris A1                    | Estats Units - Cape Canaveral LC-25A        | Estats Units - Cape Canaveral LC-25A        | Estats Units - Marina dels Estats Units d'Amèrica      | Estats Units - Marina dels Estats Units d'Amèrica      |
| 5 d'octubre 16:04       | | Marina dels Estats Units d'Amèrica                  | Suborbital                                  | Prova de míssils                            | 5 d'octubre                                            | Reeixit                                                |
| 5 d'octubre 16:04       | Apogeu: 500 km |                                                     |                                             |                                             |                                                        |                                                        |
| 7 d'octubre 15:50       | Estats Units - HGM-30A Titan I | Estats Units - HGM-30A Titan I                      | Estats Units - Cape Canaveral LC-20         | Estats Units - Cape Canaveral LC-20         | Estats Units - Força Aèria dels Estats Units d'Amèrica | Estats Units - Força Aèria dels Estats Units d'Amèrica |
| 7 d'octubre 15:50       | | Força Aèria dels Estats Units d'Amèrica             | Suborbital                                  | Prova de RV                                 | 7 d'octubre                                            | Reeixit                                                |
| 7 d'octubre 15:50       | Apogeu: 1000 km |                                                     |                                             |                                             |                                                        |                                                        |
| 7 d'octubre             | Unió Soviètica - R-12 Dvina | Unió Soviètica - R-12 Dvina                         | Unió Soviètica - Kapustin Iar               | Unió Soviètica - Kapustin Iar               | Unió Soviètica - RVSN                                  | Unió Soviètica - RVSN                                  |
| 7 d'octubre             | | RVSN                                                | Suborbital                                  | Prova de míssils                            | 7 d'octubre                                            | Reeixit                                                |
| 7 d'octubre             | Apogeu: 402 km |                                                     |                                             |                                             |                                                        |                                                        |
| 8 d'octubre 14:45       | Canadà - Black Brant I | Canadà - Black Brant I                              | Canadà - Fort Churchill                     | Canadà - Fort Churchill                     | Canadà - CARDE                                         | Canadà - CARDE                                         |
| 8 d'octubre 14:45       | | DRTE                                                | Suborbital                                  | Auroral                                     | 8 d'octubre                                            | Reeixit                                                |
| 8 d'octubre 14:45       | Apogeu: 116 km |                                                     |                                             |                                             |                                                        |                                                        |
| 10 d'octubre 14:27:49   | Unió Soviètica - Molniya 8K78 | Unió Soviètica - Molniya 8K78                       | Unió Soviètica - Baikonur Site 1/5          | Unió Soviètica - Baikonur Site 1/5          | Unió Soviètica - RVSN                                  | Unió Soviètica - RVSN                                  |
| 10 d'octubre 14:27:49   | Unió Soviètica - Mars 1M No.1 | RVSN                                                | Destinat: Heliocèntrica                     | Mars probe                                  | 10 d'octubre                                           | Error de llançament                                    |
| 10 d'octubre 14:27:49   | Vol inaugural del Molniya, primer llançament d'una nau espacial que s'havia planejat de viatjar passat Mart. Pèrdua de control 301 segons després del seu llançament a causa del problema de la ressonància                                            |                                                     |                                             |                                             |                                                        |                                                        |
| 10 d'octubre            | Estats Units - UGM-27 Polaris A1 | Estats Units - UGM-27 Polaris A1                    | Estats Units - Cape Canaveral LC-25A        | Estats Units - Cape Canaveral LC-25A        | Estats Units - Marina dels Estats Units d'Amèrica      | Estats Units - Marina dels Estats Units d'Amèrica      |
| 10 d'octubre            | | Marina dels Estats Units d'Amèrica                  | Suborbital                                  | Prova de míssils                            | 10 d'octubre                                           | Reeixit                                                |
| 10 d'octubre            | Apogeu: 500 km |                                                     |                                             |                                             |                                                        |                                                        |
| 11 d'octubre 19:15      | Estats Units - SM-65E Atlas | Estats Units - SM-65E Atlas                         | Estats Units - Cape Canaveral LC-13         | Estats Units - Cape Canaveral LC-13         | Estats Units - Força Aèria dels Estats Units d'Amèrica | Estats Units - Força Aèria dels Estats Units d'Amèrica |
| 11 d'octubre 19:15      | | Força Aèria dels Estats Units d'Amèrica             | Suborbital                                  | Prova de míssils                            | 11 d'octubre                                           | Error de llançament                                    |
| 11 d'octubre 19:15      | Vol inaugural del Atlas E, Apogeu: 1000 km |                                                     |                                             |                                             |                                                        |                                                        |
| 11 d'octubre 20:33      | Estats Units - Atlas LV-3A Agena-A | Estats Units - Atlas LV-3A Agena-A                  | Estats Units - Point Arguello LC-1-1        | Estats Units - Point Arguello LC-1-1        | Estats Units - Força Aèria dels Estats Units d'Amèrica | Estats Units - Força Aèria dels Estats Units d'Amèrica |
| 11 d'octubre 20:33      | Estats Units - Samos-1 | Força Aèria dels Estats Units d'Amèrica             | Destinat: Sun-synchronous                   | Optical reconnaissance                      | 11 d'octubre                                           | Error de llançament                                    |
| 11 d'octubre 20:33      | Malfuncionament en l'etapa superior |                                                     |                                             |                                             |                                                        |                                                        |
| 11 d'octubre 21:53      | Estats Units - PGM-17 Thor DM-18A | Estats Units - PGM-17 Thor DM-18A                   | Estats Units - Vandenberg LC-75-2-8         | Estats Units - Vandenberg LC-75-2-8         | Regne Unit - Royal Air Force                           | Regne Unit - Royal Air Force                           |
| 11 d'octubre 21:53      | | Royal Air Force                                     | Suborbital                                  | Prova de míssils                            | 11 d'octubre                                           | Reeixit                                                |
| 11 d'octubre 21:53      | Apogeu: 520 km |                                                     |                                             |                                             |                                                        |                                                        |
| 12 d'octubre 16:37      | Canadà - Black Brant II | Canadà - Black Brant II                             | Canadà - Fort Churchill                     | Canadà - Fort Churchill                     | Canadà - CARDE                                         | Canadà - CARDE                                         |
| 12 d'octubre 16:37      | | CARDE                                               | Suborbital                                  | Vol de proves                               | 12 d'octubre                                           | Reeixit                                                |
| 12 d'octubre 16:37      | Apogeu: 196 km |                                                     |                                             |                                             |                                                        |                                                        |
| 12 d'octubre 21:27      | Canadà - Black Brant II | Canadà - Black Brant II                             | Canadà - Fort Churchill                     | Canadà - Fort Churchill                     | Canadà - CARDE                                         | Canadà - CARDE                                         |
| 12 d'octubre 21:27      | | CARDE                                               | Suborbital                                  | Vol de proves                               | 12 d'octubre                                           | Reeixit                                                |
| 12 d'octubre 21:27      | Apogeu: 216 km |                                                     |                                             |                                             |                                                        |                                                        |
| 12 d'octubre            | Estats Units - Kiva-Hopi | Estats Units - Kiva-Hopi                            | Estats Units - Point Arguello LC-B          | Estats Units - Point Arguello LC-B          | Estats Units - Força Aèria dels Estats Units d'Amèrica | Estats Units - Força Aèria dels Estats Units d'Amèrica |
| 12 d'octubre            | | Força Aèria dels Estats Units d'Amèrica             | Suborbital                                  | Aeronomia                                   | 12 d'octubre                                           |                                                        |
| 12 d'octubre            | Apogeu: 300 km |                                                     |                                             |                                             |                                                        |                                                        |
| 13 d'octubre 04:53:49   | Estats Units - SM-65D Atlas | Estats Units - SM-65D Atlas                         | Estats Units - Vandenberg LC-576B-3         | Estats Units - Vandenberg LC-576B-3         | Estats Units - Força Aèria dels Estats Units d'Amèrica | Estats Units - Força Aèria dels Estats Units d'Amèrica |
| 13 d'octubre 04:53:49   | | Força Aèria dels Estats Units d'Amèrica             | Suborbital                                  | Prova de míssils                            | 13 d'octubre                                           | Error de llançament                                    |
| 13 d'octubre 04:53:49   | Apogeu: 20 km |                                                     |                                             |                                             |                                                        |                                                        |
| 13 d'octubre 09:34      | Estats Units - SM-65D Atlas | Estats Units - SM-65D Atlas                         | Estats Units - Cape Canaveral LC-11         | Estats Units - Cape Canaveral LC-11         | Estats Units - Força Aèria dels Estats Units d'Amèrica | Estats Units - Força Aèria dels Estats Units d'Amèrica |
| 13 d'octubre 09:34      | | Força Aèria dels Estats Units d'Amèrica             | Suborbital                                  | Prova de míssils                            | 13 d'octubre                                           | Reeixit                                                |
| 13 d'octubre 09:34      | Apogeu: 1800 km, va transportar tres ratolins negres |                                                     |                                             |                                             |                                                        |                                                        |
| 14 d'octubre 13:51:03   | Unió Soviètica - Molniya 8K78 | Unió Soviètica - Molniya 8K78                       | Unió Soviètica - Baikonur Site 1/5          | Unió Soviètica - Baikonur Site 1/5          | Unió Soviètica - RVSN                                  | Unió Soviètica - RVSN                                  |
| 14 d'octubre 13:51:03   | Unió Soviètica - Mars 1M No.2 | RVSN                                                | Destinat: Heliocèntrica                     | Mars probe                                  | 14 d'octubre                                           | Error de llançament                                    |
| 14 d'octubre 13:51:03   | La 2a etapa va fallar en encendre's |                                                     |                                             |                                             |                                                        |                                                        |
| 15 d'octubre            | Estats Units - UGM-27 Polaris A1 | Estats Units - UGM-27 Polaris A1                    | Estats Units - USS Patrick Henry, ETR       | Estats Units - USS Patrick Henry, ETR       | Estats Units - Marina dels Estats Units d'Amèrica      | Estats Units - Marina dels Estats Units d'Amèrica      |
| 15 d'octubre            | | Marina dels Estats Units d'Amèrica                  | Suborbital                                  | Prova de míssils                            | 15 d'octubre                                           | Reeixit                                                |
| 15 d'octubre            | Apogeu: 500 km |                                                     |                                             |                                             |                                                        |                                                        |
| 15 d'octubre            | Estats Units - UGM-27 Polaris A1 | Estats Units - UGM-27 Polaris A1                    | Estats Units - USS Patrick Henry, ETR       | Estats Units - USS Patrick Henry, ETR       | Estats Units - Marina dels Estats Units d'Amèrica      | Estats Units - Marina dels Estats Units d'Amèrica      |
| 15 d'octubre            | | Marina dels Estats Units d'Amèrica                  | Suborbital                                  | Prova de míssils                            | 15 d'octubre                                           | Reeixit                                                |
| 15 d'octubre            | Apogeu: 500 km |                                                     |                                             |                                             |                                                        |                                                        |
| 16 d'octubre            | Estats Units - UGM-27 Polaris A1 | Estats Units - UGM-27 Polaris A1                    | Estats Units - USS Patrick Henry, ETR       | Estats Units - USS Patrick Henry, ETR       | Estats Units - Marina dels Estats Units d'Amèrica      | Estats Units - Marina dels Estats Units d'Amèrica      |
| 16 d'octubre            | | Marina dels Estats Units d'Amèrica                  | Suborbital                                  | Prova de míssils                            | 16 d'octubre                                           | Reeixit                                                |
| 16 d'octubre            | Apogeu: 500 km |                                                     |                                             |                                             |                                                        |                                                        |
| 17 d'octubre 21:04      | Estats Units - Nike-Cajun | Estats Units - Nike-Cajun                           | Canadà - Fort Churchill                     | Canadà - Fort Churchill                     | Estats Units - Força Aèria dels Estats Units d'Amèrica | Estats Units - Força Aèria dels Estats Units d'Amèrica |
| 17 d'octubre 21:04      | | UMI                                                 | Suborbital                                  | Aeronomia                                   | 17 d'octubre                                           | Reeixit                                                |
| 17 d'octubre 21:04      | Apogeu: 132 km |                                                     |                                             |                                             |                                                        |                                                        |
| 17 d'octubre            | Unió Soviètica - R-12 Dvina | Unió Soviètica - R-12 Dvina                         | Unió Soviètica - Kapustin Iar               | Unió Soviètica - Kapustin Iar               | Unió Soviètica - RVSN                                  | Unió Soviètica - RVSN                                  |
| 17 d'octubre            | | RVSN                                                | Suborbital                                  | Prova de míssils                            | 17 d'octubre                                           | Reeixit                                                |
| 17 d'octubre            | Apogeu: 402 km |                                                     |                                             |                                             |                                                        |                                                        |
| 18 d'octubre 14:17      | Estats Units - Iris | Estats Units - Iris                                 | Estats Units - Wallops Island LA-1          | Estats Units - Wallops Island LA-1          | Estats Units - NASA                                    | Estats Units - NASA                                    |
| 18 d'octubre 14:17      | | NASA                                                | Suborbital                                  | Aeronomia                                   | 18 d'octubre                                           | Reeixit                                                |
| 18 d'octubre 14:17      | Apogeu: 225 km |                                                     |                                             |                                             |                                                        |                                                        |
| 18 d'octubre            | Estats Units - UGM-27 Polaris A1 | Estats Units - UGM-27 Polaris A1                    | Estats Units - USS Patrick Henry, ETR       | Estats Units - USS Patrick Henry, ETR       | Estats Units - Marina dels Estats Units d'Amèrica      | Estats Units - Marina dels Estats Units d'Amèrica      |
| 18 d'octubre            | | Marina dels Estats Units d'Amèrica                  | Suborbital                                  | Prova de míssils                            | 18 d'octubre                                           | Reeixit                                                |
| 18 d'octubre            | Apogeu: 500 km |                                                     |                                             |                                             |                                                        |                                                        |
| 18 d'octubre            | Unió Soviètica - R-12 Dvina | Unió Soviètica - R-12 Dvina                         | Unió Soviètica - Kapustin Iar               | Unió Soviètica - Kapustin Iar               | Unió Soviètica - RVSN                                  | Unió Soviètica - RVSN                                  |
| 18 d'octubre            | | RVSN                                                | Suborbital                                  | Prova de míssils                            | 18 d'octubre                                           | Reeixit                                                |
| 18 d'octubre            | Apogeu: 402 km |                                                     |                                             |                                             |                                                        |                                                        |
| 18 d'octubre            | Unió Soviètica - R-12 Dvina | Unió Soviètica - R-12 Dvina                         | Unió Soviètica - Kapustin Iar               | Unió Soviètica - Kapustin Iar               | Unió Soviètica - RVSN                                  | Unió Soviètica - RVSN                                  |
| 18 d'octubre            | | RVSN                                                | Suborbital                                  | Prova de míssils                            | 18 d'octubre                                           | Reeixit                                                |
| 18 d'octubre            | Apogeu: 402 km |                                                     |                                             |                                             |                                                        |                                                        |
| 19 d'octubre            | Unió Soviètica - R-12 Dvina | Unió Soviètica - R-12 Dvina                         | Unió Soviètica - Kapustin Iar               | Unió Soviètica - Kapustin Iar               | Unió Soviètica - RVSN                                  | Unió Soviètica - RVSN                                  |
| 19 d'octubre            | | RVSN                                                | Suborbital                                  | Prova de míssils                            | 19 d'octubre                                           | Reeixit                                                |
| 19 d'octubre            | Apogeu: 402 km |                                                     |                                             |                                             |                                                        |                                                        |
| 20 d'octubre 16:02      | Estats Units - PGM-19 Jupiter | Estats Units - PGM-19 Jupiter                       | Estats Units - Cape Canaveral LC-26A        | Estats Units - Cape Canaveral LC-26A        | Estats Units - ABMA                                    | Estats Units - ABMA                                    |
| 20 d'octubre 16:02      | | Força Aèria dels Estats Units d'Amèrica             | Suborbital                                  | Prova de míssils                            | 20 d'octubre                                           | Reeixit                                                |
| 20 d'octubre 16:02      | Apogeu: 500 km |                                                     |                                             |                                             |                                                        |                                                        |
| 20 d'octubre 19:50      | Canadà - Black Brant I | Canadà - Black Brant I                              | Canadà - Fort Churchill                     | Canadà - Fort Churchill                     | Canadà - DRTE                                          | Canadà - DRTE                                          |
| 20 d'octubre 19:50      | | DRTE                                                | Suborbital                                  | Ionosfèric                                  | 20 d'octubre                                           | Reeixit                                                |
| 20 d'octubre 19:50      | Apogeu: 137 km |                                                     |                                             |                                             |                                                        |                                                        |
| 20 d'octubre            | Unió Soviètica - R-12 Dvina | Unió Soviètica - R-12 Dvina                         | Unió Soviètica - Kapustin Iar               | Unió Soviètica - Kapustin Iar               | Unió Soviètica - RVSN                                  | Unió Soviètica - RVSN                                  |
| 20 d'octubre            | | RVSN                                                | Suborbital                                  | Prova de míssils                            | 20 d'octubre                                           | Reeixit                                                |
| 20 d'octubre            | Apogeu: 402 km |                                                     |                                             |                                             |                                                        |                                                        |
| 21 d'octubre            | Unió Soviètica - R-12 Dvina | Unió Soviètica - R-12 Dvina                         | Unió Soviètica - Kapustin Iar               | Unió Soviètica - Kapustin Iar               | Unió Soviètica - RVSN                                  | Unió Soviètica - RVSN                                  |
| 21 d'octubre            | | RVSN                                                | Suborbital                                  | Prova de míssils                            | 21 d'octubre                                           | Reeixit                                                |
| 21 d'octubre            | Apogeu: 402 km |                                                     |                                             |                                             |                                                        |                                                        |
| 22 d'octubre 03:09      | Estats Units - Trailblazer 1 | Estats Units - Trailblazer 1                        | Estats Units - Wallops Island               | Estats Units - Wallops Island               | Estats Units - NASA                                    | Estats Units - NASA                                    |
| 22 d'octubre 03:09      | | NASA                                                | Suborbital                                  | Prova de RV                                 | 22 d'octubre                                           | Reeixit                                                |
| 22 d'octubre 03:09      | Apogeu: 260 km |                                                     |                                             |                                             |                                                        |                                                        |
| 22 d'octubre 05:13      | Estats Units - SM-65D Atlas | Estats Units - SM-65D Atlas                         | Estats Units - Cape Canaveral LC-14         | Estats Units - Cape Canaveral LC-14         | Estats Units - Força Aèria dels Estats Units d'Amèrica | Estats Units - Força Aèria dels Estats Units d'Amèrica |
| 22 d'octubre 05:13      | | Força Aèria dels Estats Units d'Amèrica             | Suborbital                                  | Prova de míssils                            | 22 d'octubre                                           | Reeixit                                                |
| 22 d'octubre 05:13      | Apogeu: 1800 km |                                                     |                                             |                                             |                                                        |                                                        |
| 24 d'octubre 23:16      | Estats Units - HGM-30A Titan I | Estats Units - HGM-30A Titan I                      | Estats Units - Cape Canaveral LC-19         | Estats Units - Cape Canaveral LC-19         | Estats Units - Força Aèria dels Estats Units d'Amèrica | Estats Units - Força Aèria dels Estats Units d'Amèrica |
| 24 d'octubre 23:16      | | Força Aèria dels Estats Units d'Amèrica             | Suborbital                                  | Prova de RV                                 | 24 d'octubre                                           | Reeixit                                                |
| 24 d'octubre 23:16      | Apogeu: 1000 km |                                                     |                                             |                                             |                                                        |                                                        |
| 24 d'octubre            | Estats Units - NOTS-EV-2 Caleb | Estats Units - NOTS-EV-2 Caleb                      | Estats Units - F4D, Point Arguello          | Estats Units - F4D, Point Arguello          | Estats Units - Marina dels Estats Units d'Amèrica      | Estats Units - Marina dels Estats Units d'Amèrica      |
| 24 d'octubre            | | Marina dels Estats Units d'Amèrica                  | Suborbital                                  | Vol de proves                               | 24 d'octubre                                           | Error de llançament                                    |
| 24 d'octubre            | Apogeu: 20 km, La 2a etapa va fallar en encendre's. |                                                     |                                             |                                             |                                                        |                                                        |
| 26 d'octubre 20:26      | Estats Units - Thor DM-21 Agena-B | Estats Units - Thor DM-21 Agena-B                   | Estats Units - Vandenberg LC-75-3-4         | Estats Units - Vandenberg LC-75-3-4         | Estats Units - Força Aèria dels Estats Units d'Amèrica | Estats Units - Força Aèria dels Estats Units d'Amèrica |
| 26 d'octubre 20:26      | Estats Units - Discoverer 16 (KH-1 9011) | CIA DST                                             | Terrestre Baixa (Polar)                     | Imatgeria òptica                            | 26 d'octubre                                           | Error de llançament                                    |
| 26 d'octubre 20:26      | Estats Units - Discoverer 16 SRV | CIA DST                                             | Destinat: Terrestre Baixa (Polar)           | Retorn de gravació                          | 26 d'octubre                                           | Error de llançament                                    |
| 26 d'octubre 20:26      | Vol inaugural del Thor-Agena B, La 2a etapa va fallar en separar-se. |                                                     |                                             |                                             |                                                        |                                                        |
| 27 d'octubre            | Unió Soviètica - R-12 Dvina | Unió Soviètica - R-12 Dvina                         | Unió Soviètica - Kapustin Iar               | Unió Soviètica - Kapustin Iar               | Unió Soviètica - RVSN                                  | Unió Soviètica - RVSN                                  |
| 27 d'octubre            | | RVSN                                                | Suborbital                                  | Prova de míssils                            | 27 d'octubre                                           | Reeixit                                                |
| 27 d'octubre            | Apogeu: 402 km |                                                     |                                             |                                             |                                                        |                                                        |
| 27 d'octubre            | Estats Units - Kiva-Hopi | Estats Units - Kiva-Hopi                            | Estats Units - Point Arguello LC-B          | Estats Units - Point Arguello LC-B          | Estats Units - Força Aèria dels Estats Units d'Amèrica | Estats Units - Força Aèria dels Estats Units d'Amèrica |
| 27 d'octubre            | | Força Aèria dels Estats Units d'Amèrica             | Suborbital                                  | Aeronomia                                   | 27 d'octubre                                           |                                                        |
| 27 d'octubre            | Apogeu: 300 km |                                                     |                                             |                                             |                                                        |                                                        |
| 28 d'octubre 12:21      | Canadà - Black Brant I | Canadà - Black Brant I                              | Canadà - Fort Churchill                     | Canadà - Fort Churchill                     | Canadà - DRTE                                          | Canadà - DRTE                                          |
| 28 d'octubre 12:21      | | DRTE                                                | Suborbital                                  | Ionosfèric                                  | 28 d'octubre                                           | Reeixit                                                |
| 28 d'octubre 12:21      | Apogeu: 150 km |                                                     |                                             |                                             |                                                        |                                                        |
| Octubre                 | Estats Units - Nike-Zeus | Estats Units - Nike-Zeus                            | Estats Units - White Sands LC-38            | Estats Units - White Sands LC-38            | Estats Units - Exèrcit dels Estats Units d'Amèrica     | Estats Units - Exèrcit dels Estats Units d'Amèrica     |
| Octubre                 | | Exèrcit dels Estats Units d'Amèrica                 | Suborbital                                  | Vol de proves                               | Octubre                                                | Reeixit                                                |
| Octubre                 | Apogeu: 150 km |                                                     |                                             |                                             |                                                        |                                                        |
| Octubre                 | Unió Soviètica - R-12 Dvina | Unió Soviètica - R-12 Dvina                         | Unió Soviètica - Kapustin Iar               | Unió Soviètica - Kapustin Iar               | Unió Soviètica - RVSN                                  | Unió Soviètica - RVSN                                  |
| Octubre                 | | RVSN                                                | Suborbital                                  | Prova de míssils                            | Octubre                                                | Reeixit                                                |
| Octubre                 | Apogeu: 402 km |                                                     |                                             |                                             |                                                        |                                                        |
| Octubre                 | Unió Soviètica - R-12 Dvina | Unió Soviètica - R-12 Dvina                         | Unió Soviètica - Kapustin Iar               | Unió Soviètica - Kapustin Iar               | Unió Soviètica - RVSN                                  | Unió Soviètica - RVSN                                  |
| Octubre                 | | RVSN                                                | Suborbital                                  | Prova de míssils                            | Octubre                                                | Reeixit                                                |
| Octubre                 | Apogeu: 402 km |                                                     |                                             |                                             |                                                        |                                                        |
| Octubre                 | Estats Units - R-14 Usovaya | Estats Units - R-14 Usovaya                         | Unió Soviètica - Kapustin Iar               | Unió Soviètica - Kapustin Iar               | Unió Soviètica - RVSN                                  | Unió Soviètica - RVSN                                  |
| Octubre                 | | RVSN                                                | Suborbital                                  | Prova de míssils                            | Octubre                                                | Reeixit                                                |
| Octubre                 | Apogeu: 675 km |                                                     |                                             |                                             |                                                        |                                                        |
| Octubre                 | Estats Units - R-14 Usovaya | Estats Units - R-14 Usovaya                         | Unió Soviètica - Kapustin Iar               | Unió Soviètica - Kapustin Iar               | Unió Soviètica - RVSN                                  | Unió Soviètica - RVSN                                  |
| Octubre                 | | RVSN                                                | Suborbital                                  | Prova de míssils                            | Octubre                                                | Reeixit                                                |
| Octubre                 | Apogeu: 675 km |                                                     |                                             |                                             |                                                        |                                                        |
| Novembre                | |                                                     |                                             |                                             |                                                        |                                                        |
| 1 de novembre           | Unió Soviètica - R-12 Dvina | Unió Soviètica - R-12 Dvina                         | Unió Soviètica - Kapustin Iar               | Unió Soviètica - Kapustin Iar               | Unió Soviètica - RVSN                                  | Unió Soviètica - RVSN                                  |
| 1 de novembre           | | RVSN                                                | Suborbital                                  | Prova de míssils                            | 1 de novembre                                          | Reeixit                                                |
| 1 de novembre           | Apogeu: 402 km |                                                     |                                             |                                             |                                                        |                                                        |
| 2 de novembre 22:25     | Estats Units - Nike-Cajun | Estats Units - Nike-Cajun                           | Estats Units - Wallops Island               | Estats Units - Wallops Island               | Estats Units - NASA                                    | Estats Units - NASA                                    |
| 2 de novembre 22:25     | | UMI                                                 | Suborbital                                  | Aeronomia                                   | 2 de novembre                                          | Reeixit                                                |
| 2 de novembre 22:25     | Apogeu: 109 km |                                                     |                                             |                                             |                                                        |                                                        |
| 3 de novembre 05:23:10  | Estats Units - Juno II | Estats Units - Juno II                              | Estats Units - Cape Canaveral LC-26B        | Estats Units - Cape Canaveral LC-26B        | Estats Units - ABMA                                    | Estats Units - ABMA                                    |
| 3 de novembre 05:23:10  | Estats Units - Explorer 8 (S-30) | NASA                                                | Terrestre Mitjana                           | Ionosfèric                                  | 28 de març 2012                                        | Reeixit                                                |
| 3 de novembre 05:23:10  | Les bateries es van esgotar el 27 de desembre |                                                     |                                             |                                             |                                                        |                                                        |
| 3 de novembre 21:19     | Estats Units - Nike-Asp | Estats Units - Nike-Asp                             | Estats Units - Wallops Island               | Estats Units - Wallops Island               | Estats Units - NASA                                    | Estats Units - NASA                                    |
| 3 de novembre 21:19     | | NASA                                                | Suborbital                                  | Vol de proves                               | 3 de novembre                                          | Reeixit                                                |
| 3 de novembre 21:19     | Apogeu: 193 km |                                                     |                                             |                                             |                                                        |                                                        |
| 4 de novembre 20:52     | Estats Units - Nike-Cajun | Estats Units - Nike-Cajun                           | Estats Units - Eglin                        | Estats Units - Eglin                        | Estats Units - Força Aèria dels Estats Units d'Amèrica | Estats Units - Força Aèria dels Estats Units d'Amèrica |
| 4 de novembre 20:52     | | Força Aèria dels Estats Units d'Amèrica             | Suborbital                                  | Vol de proves                               | 4 de novembre                                          | Reeixit                                                |
| 4 de novembre 20:52     | Apogeu: 100 km |                                                     |                                             |                                             |                                                        |                                                        |
| 4 de novembre           | Unió Soviètica - R-12 Dvina | Unió Soviètica - R-12 Dvina                         | Unió Soviètica - Kapustin Iar               | Unió Soviètica - Kapustin Iar               | Unió Soviètica - RVSN                                  | Unió Soviètica - RVSN                                  |
| 4 de novembre           | | RVSN                                                | Suborbital                                  | Prova de míssils                            | 4 de novembre                                          | Reeixit                                                |
| 4 de novembre           | Apogeu: 402 km |                                                     |                                             |                                             |                                                        |                                                        |
| 4 de novembre           | Unió Soviètica - R-12 Dvina | Unió Soviètica - R-12 Dvina                         | Unió Soviètica - Kapustin Iar               | Unió Soviètica - Kapustin Iar               | Unió Soviètica - RVSN                                  | Unió Soviètica - RVSN                                  |
| 4 de novembre           | | RVSN                                                | Suborbital                                  | Prova de míssils                            | 4 de novembre                                          | Reeixit                                                |
| 4 de novembre           | Apogeu: 402 km |                                                     |                                             |                                             |                                                        |                                                        |
| 4 de novembre           | Unió Soviètica - R-12 Dvina | Unió Soviètica - R-12 Dvina                         | Unió Soviètica - Kapustin Iar               | Unió Soviètica - Kapustin Iar               | Unió Soviètica - RVSN                                  | Unió Soviètica - RVSN                                  |
| 4 de novembre           | | RVSN                                                | Suborbital                                  | Prova de míssils                            | 4 de novembre                                          | Reeixit                                                |
| 4 de novembre           | Apogeu: 402 km |                                                     |                                             |                                             |                                                        |                                                        |
| 5 de novembre 01:00     | Xina Unió Soviètica Alemanya Oriental - Dong Feng 1 | Xina Unió Soviètica Alemanya Oriental - Dong Feng 1 | Xina - Jiuquan LA-3                         | Xina - Jiuquan LA-3                         | Xina - PLA                                             | Xina - PLA                                             |
| 5 de novembre 01:00     | | PLA                                                 | Suborbital                                  | Prova de míssils                            | 5 de novembre                                          | Reeixit                                                |
| 5 de novembre 01:00     | Apogeu: 100 km |                                                     |                                             |                                             |                                                        |                                                        |
| 5 de novembre           | Unió Soviètica - R-5 Pobeda | Unió Soviètica - R-5 Pobeda                         | Unió Soviètica - Chelkar                    | Unió Soviètica - Chelkar                    | Unió Soviètica - OKB-30                                | Unió Soviètica - OKB-30                                |
| 5 de novembre           | | OKB-30                                              | Suborbital                                  | Objectiu                                    | 5 de novembre                                          | Error de llançament                                    |
| 5 de novembre           | Apogeu: 300 km |                                                     |                                             |                                             |                                                        |                                                        |
| 7 de novembre 19:00     | Estats Units - UGM-27 Polaris A1 | Estats Units - UGM-27 Polaris A1                    | Estats Units - Cape Canaveral LC-25A        | Estats Units - Cape Canaveral LC-25A        | Estats Units - Marina dels Estats Units d'Amèrica      | Estats Units - Marina dels Estats Units d'Amèrica      |
| 7 de novembre 19:00     | | Marina dels Estats Units d'Amèrica                  | Suborbital                                  | Prova de míssils                            | 7 de novembre                                          | Reeixit                                                |
| 7 de novembre 19:00     | Apogeu: 500 km |                                                     |                                             |                                             |                                                        |                                                        |
| 8 de novembre 13:18     | Estats Units - XRM-91 Blue Scout Junior | Estats Units - XRM-91 Blue Scout Junior             | Estats Units - Cape Canaveral LC-18A        | Estats Units - Cape Canaveral LC-18A        | Estats Units - Força Aèria dels Estats Units d'Amèrica | Estats Units - Força Aèria dels Estats Units d'Amèrica |
| 8 de novembre 13:18     | Estats Units - HETS | Força Aèria dels Estats Units d'Amèrica             | Suborbital                                  | Magnetosfèric                               | 8 de novembre                                          | Error de llançament                                    |
| 8 de novembre 13:18     | Apogeu: 200 km |                                                     |                                             |                                             |                                                        |                                                        |
| 10 de novembre 01:44    | Estats Units - Javelin | Estats Units - Javelin                              | Estats Units - Wallops Island               | Estats Units - Wallops Island               | Estats Units - NASA                                    | Estats Units - NASA                                    |
| 10 de novembre 01:44    | | NASA                                                | Suborbital                                  | Aeronomia                                   | 10 de novembre                                         | Reeixit                                                |
| 10 de novembre 01:44    | Apogeu: 975 km |                                                     |                                             |                                             |                                                        |                                                        |
| 10 de novembre 02:35    | Estats Units - Aerobee-150 (Hi) | Estats Units - Aerobee-150 (Hi)                     | Estats Units - White Sands LC-35            | Estats Units - White Sands LC-35            | Estats Units - NRL                                     | Estats Units - NRL                                     |
| 10 de novembre 02:35    | |                                                     | Suborbital                                  | Aeronomia                                   | 10 de novembre                                         | Reeixit                                                |
| 10 de novembre 02:35    | Apogeu: 211 km |                                                     |                                             |                                             |                                                        |                                                        |
| 10 de novembre 16:22    | Estats Units - UGM-27 Polaris A2 | Estats Units - UGM-27 Polaris A2                    | Estats Units - Cape Canaveral LC-25A        | Estats Units - Cape Canaveral LC-25A        | Estats Units - Marina dels Estats Units d'Amèrica      | Estats Units - Marina dels Estats Units d'Amèrica      |
| 10 de novembre 16:22    | | Marina dels Estats Units d'Amèrica                  | Suborbital                                  | Prova de míssils                            | 10 de novembre                                         | Reeixit                                                |
| 10 de novembre 16:22    | Vol inaugural del Polaris A2, Apogeu: 1000 km |                                                     |                                             |                                             |                                                        |                                                        |
| 11 de novembre 11:22    | Estats Units - Nike-Cajun | Estats Units - Nike-Cajun                           | Canadà - Fort Churchill                     | Canadà - Fort Churchill                     | Estats Units - NASA                                    | Estats Units - NASA                                    |
| 11 de novembre 11:22    | | NASA                                                | Suborbital                                  | Magnetosfèric                               | 11 de novembre                                         | Reeixit                                                |
| 11 de novembre 11:22    | Apogeu: 129 km |                                                     |                                             |                                             |                                                        |                                                        |
| 11 de novembre 12:11    | Estats Units - Nike-Cajun | Estats Units - Nike-Cajun                           | Canadà - Fort Churchill                     | Canadà - Fort Churchill                     | Estats Units - NASA                                    | Estats Units - NASA                                    |
| 11 de novembre 12:11    | | NASA                                                | Suborbital                                  | Magnetosfèric                               | 11 de novembre                                         | Reeixit                                                |
| 11 de novembre 12:11    | Apogeu: 129 km |                                                     |                                             |                                             |                                                        |                                                        |
| 12 de novembre 18:40    | Estats Units - Nike-Cajun | Estats Units - Nike-Cajun                           | Canadà - Fort Churchill                     | Canadà - Fort Churchill                     | Estats Units - NASA                                    | Estats Units - NASA                                    |
| 12 de novembre 18:40    | | NASA                                                | Suborbital                                  | Magnetosfèric                               | 12 de novembre                                         | Reeixit                                                |
| 12 de novembre 18:40    | Apogeu: 129 km |                                                     |                                             |                                             |                                                        |                                                        |
| 12 de novembre 20:43    | Estats Units - Thor DM-21 Agena-B | Estats Units - Thor DM-21 Agena-B                   | Estats Units - Vandenberg LC-75-3-5         | Estats Units - Vandenberg LC-75-3-5         | Estats Units - Força Aèria dels Estats Units d'Amèrica | Estats Units - Força Aèria dels Estats Units d'Amèrica |
| 12 de novembre 20:43    | Estats Units - Discoverer 17 (KH-1 9012) | CIA DST                                             | Terrestre Baixa (Polar)                     | Imatgeria òptica                            | 29 de desembre                                         | Error del vehicle                                      |
| 12 de novembre 20:43    | Estats Units - Discoverer 17 SRV | CIA DST                                             | Terrestre Baixa (Polar)                     | Retorn de gravació                          | 14 de novembre                                         | Reeixit                                                |
| 12 de novembre 20:43    | Es va expulsar la gravació abans que la càmera prengués les imatges |                                                     |                                             |                                             |                                                        |                                                        |
| 12 de novembre 23:32    | Estats Units - Nike-Cajun | Estats Units - Nike-Cajun                           | Canadà - Fort Churchill                     | Canadà - Fort Churchill                     | Estats Units - NASA                                    | Estats Units - NASA                                    |
| 12 de novembre 23:32    | | NASA                                                | Suborbital                                  | Magnetosfèric                               | 12 de novembre                                         | Reeixit                                                |
| 12 de novembre 23:32    | Apogeu: 129 km |                                                     |                                             |                                             |                                                        |                                                        |
| 12 de novembre          | Unió Soviètica - R-12 Dvina | Unió Soviètica - R-12 Dvina                         | Unió Soviètica - Kapustin Iar               | Unió Soviètica - Kapustin Iar               | Unió Soviètica - RVSN                                  | Unió Soviètica - RVSN                                  |
| 12 de novembre          | | RVSN                                                | Suborbital                                  | Prova de míssils                            | 12 de novembre                                         | Reeixit                                                |
| 12 de novembre          | Apogeu: 402 km |                                                     |                                             |                                             |                                                        |                                                        |
| 13 de novembre 16:03    | Estats Units - Nike-Cajun | Estats Units - Nike-Cajun                           | Canadà - Fort Churchill                     | Canadà - Fort Churchill                     | Estats Units - NASA                                    | Estats Units - NASA                                    |
| 13 de novembre 16:03    | | NASA                                                | Suborbital                                  | Magnetosfèric                               | 13 de novembre                                         | Reeixit                                                |
| 13 de novembre 16:03    | Apogeu: 129 km |                                                     |                                             |                                             |                                                        |                                                        |
| 15 de novembre 05:54    | Estats Units - SM-65D Atlas | Estats Units - SM-65D Atlas                         | Estats Units - Cape Canaveral LC-12         | Estats Units - Cape Canaveral LC-12         | Estats Units - Força Aèria dels Estats Units d'Amèrica | Estats Units - Força Aèria dels Estats Units d'Amèrica |
| 15 de novembre 05:54    | | Força Aèria dels Estats Units d'Amèrica             | Suborbital                                  | Prova de míssils                            | 15 de novembre                                         | Reeixit                                                |
| 15 de novembre 05:54    | Apogeu: 1800 km |                                                     |                                             |                                             |                                                        |                                                        |
| 15 de novembre 16:41    | Estats Units - Aerobee-150A | Estats Units - Aerobee-150A                         | Estats Units - Wallops Island               | Estats Units - Wallops Island               | Estats Units - NASA                                    | Estats Units - NASA                                    |
| 15 de novembre 16:41    | | NASA                                                | Suborbital                                  | Aeronomia                                   | 15 de novembre                                         | Reeixit                                                |
| 15 de novembre 16:41    | Apogeu: 227 km |                                                     |                                             |                                             |                                                        |                                                        |
| 16 de novembre 11:02    | Regne Unit - Skylark-2 | Regne Unit - Skylark-2                              | Austràlia - Woomera LA-2                    | Austràlia - Woomera LA-2                    | Regne Unit - RAE                                       | Regne Unit - RAE                                       |
| 16 de novembre 11:02    | | WRE/RAE                                             | Suborbital                                  | Vol de proves                               | 16 de novembre                                         | Reeixit                                                |
| 16 de novembre 11:02    | Apogeu: 105 km |                                                     |                                             |                                             |                                                        |                                                        |
| 16 de novembre 17:37    | Estats Units - Nike-Cajun | Estats Units - Nike-Cajun                           | Estats Units - Wallops Island               | Estats Units - Wallops Island               | Estats Units - NASA                                    | Estats Units - NASA                                    |
| 16 de novembre 17:37    | | UMI                                                 | Suborbital                                  | Aeronomia                                   | 16 de novembre                                         | Reeixit                                                |
| 16 de novembre 17:37    | Apogeu: 152 km |                                                     |                                             |                                             |                                                        |                                                        |
| 16 de novembre 18:25    | Estats Units - MGM-31 Pershing I | Estats Units - MGM-31 Pershing I                    | Estats Units - Cape Canaveral LC-30A        | Estats Units - Cape Canaveral LC-30A        | Estats Units - Exèrcit dels Estats Units d'Amèrica     | Estats Units - Exèrcit dels Estats Units d'Amèrica     |
| 16 de novembre 18:25    | | Exèrcit dels Estats Units d'Amèrica                 | Suborbital                                  | Prova de míssils                            | 16 de novembre                                         | Reeixit                                                |
| 16 de novembre 18:25    | Apogeu: 250 km |                                                     |                                             |                                             |                                                        |                                                        |
| 16 de novembre 19:51    | Estats Units - Nike-Cajun | Estats Units - Nike-Cajun                           | Canadà - Fort Churchill                     | Canadà - Fort Churchill                     | Estats Units - NASA                                    | Estats Units - NASA                                    |
| 16 de novembre 19:51    | | NASA                                                | Suborbital                                  | Magnetosfèric                               | 16 de novembre                                         | Reeixit                                                |
| 16 de novembre 19:51    | Apogeu: 129 km |                                                     |                                             |                                             |                                                        |                                                        |
| 17 de novembre 06:00    | Estats Units - Nike-Cajun | Estats Units - Nike-Cajun                           | Canadà - Fort Churchill                     | Canadà - Fort Churchill                     | Estats Units - NASA                                    | Estats Units - NASA                                    |
| 17 de novembre 06:00    | | NASA                                                | Suborbital                                  | Magnetosfèric                               | 17 de novembre                                         | Reeixit                                                |
| 17 de novembre 06:00    | Apogeu: 129 km |                                                     |                                             |                                             |                                                        |                                                        |
| 17 de novembre 10:06    | Estats Units - Nike-Cajun | Estats Units - Nike-Cajun                           | Estats Units - White Sands                  | Estats Units - White Sands                  | Estats Units                                           | Estats Units                                           |
| 17 de novembre 10:06    | |                                                     | Suborbital                                  | Aeronomia                                   | 17 de novembre                                         | Reeixit                                                |
| 17 de novembre 10:06    | Apogeu: 152 km |                                                     |                                             |                                             |                                                        |                                                        |
| 17 de novembre 10:40    | Regne Unit - Skylark-2C | Regne Unit - Skylark-2C                             | Austràlia - Woomera LA-2                    | Austràlia - Woomera LA-2                    | Regne Unit - RAE                                       | Regne Unit - RAE                                       |
| 17 de novembre 10:40    | | UCL/QUB                                             | Suborbital                                  | Aeronomia                                   | 17 de novembre                                         | Reeixit                                                |
| 17 de novembre 10:40    | Apogeu: 247 km |                                                     |                                             |                                             |                                                        |                                                        |
| 17 de novembre 13:40    | Estats Units - Aerobee-150 (Hi) | Estats Units - Aerobee-150 (Hi)                     | Estats Units - White Sands LC-35            | Estats Units - White Sands LC-35            | Estats Units - Força Aèria dels Estats Units d'Amèrica | Estats Units - Força Aèria dels Estats Units d'Amèrica |
| 17 de novembre 13:40    | | Força Aèria dels Estats Units d'Amèrica             | Suborbital                                  | Aeronomia                                   | 17 de novembre                                         | Reeixit                                                |
| 17 de novembre 13:40    | Apogeu: 217 km |                                                     |                                             |                                             |                                                        |                                                        |
| 17 de novembre 19:00    | Estats Units - UGM-27 Polaris A1 | Estats Units - UGM-27 Polaris A1                    | Estats Units - Cape Canaveral LC-25A        | Estats Units - Cape Canaveral LC-25A        | Estats Units - Marina dels Estats Units d'Amèrica      | Estats Units - Marina dels Estats Units d'Amèrica      |
| 17 de novembre 19:00    | | Marina dels Estats Units d'Amèrica                  | Suborbital                                  | Prova de míssils                            | 17 de novembre                                         | Error de llançament                                    |
| 17 de novembre 19:00    | Apogeu: 10 km |                                                     |                                             |                                             |                                                        |                                                        |
| 17 de novembre          | Unió Soviètica - R-5A Pobeda | Unió Soviètica - R-5A Pobeda                        | Unió Soviètica - Chelkar                    | Unió Soviètica - Chelkar                    | Unió Soviètica - RVSN                                  | Unió Soviètica - RVSN                                  |
| 17 de novembre          | | RVSN                                                | Suborbital                                  | Objectiu                                    | 17 de novembre                                         | Reeixit                                                |
| 17 de novembre          | Apogeu: 500 km |                                                     |                                             |                                             |                                                        |                                                        |
| 18 de novembre 03:39    | Estats Units - Nike-Cajun | Estats Units - Nike-Cajun                           | Canadà - Fort Churchill                     | Canadà - Fort Churchill                     | Estats Units - NASA                                    | Estats Units - NASA                                    |
| 18 de novembre 03:39    | | NASA                                                | Suborbital                                  | Magnetosfèric                               | 18 de novembre                                         | Reeixit                                                |
| 18 de novembre 03:39    | Apogeu: 128 km |                                                     |                                             |                                             |                                                        |                                                        |
| 18 de novembre 23:39    | Estats Units - Nike-Cajun | Estats Units - Nike-Cajun                           | Canadà - Fort Churchill                     | Canadà - Fort Churchill                     | Estats Units - NASA                                    | Estats Units - NASA                                    |
| 18 de novembre 23:39    | | NASA                                                | Suborbital                                  | Magnetosfèric                               | 18 de novembre                                         | Reeixit                                                |
| 18 de novembre 23:39    | Apogeu: 129 km |                                                     |                                             |                                             |                                                        |                                                        |
| 21 de novembre 14:00    | Estats Units - Redstone MRLV | Estats Units - Redstone MRLV                        | Estats Units - Cape Canaveral LC-5          | Estats Units - Cape Canaveral LC-5          | Estats Units - Força Aèria dels Estats Units d'Amèrica | Estats Units - Força Aèria dels Estats Units d'Amèrica |
| 21 de novembre 14:00    | Estats Units - Mercury-Redstone 1 | NASA                                                | Destinat: Suborbital                        | Vol de proves                               | +2 segons                                              | Error de llançament                                    |
| 21 de novembre 14:00    | Error del motor un segon després del llançament, es va coet es va quedar en plataforma de llançament sense explotar, la nau espacial, va ser més endavant reanomenada i enlairada com a Mercury-Redstone 1A utilitzant un coet diferent. Apogeu: 10 cm |                                                     |                                             |                                             |                                                        |                                                        |
| 21 de novembre          | Estats Units - Nike-Cajun | Estats Units - Nike-Cajun                           | Estats Units - Point Arguello LC-B          | Estats Units - Point Arguello LC-B          | Estats Units - AEC                                     | Estats Units - AEC                                     |
| 21 de novembre          | | AEC                                                 | Suborbital                                  | Aeronomia                                   | 21 de novembre                                         |                                                        |
| 21 de novembre          | Apogeu: 100 km |                                                     |                                             |                                             |                                                        |                                                        |
| 22 de novembre 08:42    | Estats Units - Aerobee-150A | Estats Units - Aerobee-150A                         | Estats Units - Wallops Island               | Estats Units - Wallops Island               | Estats Units - NASA                                    | Estats Units - NASA                                    |
| 22 de novembre 08:42    | | NASA                                                | Suborbital                                  | Astronomia d'UV                             | 22 de novembre                                         | Reeixit                                                |
| 22 de novembre 08:42    | Apogeu: 183 km |                                                     |                                             |                                             |                                                        |                                                        |
| 22 de novembre          | Estats Units - Nike-Cajun | Estats Units - Nike-Cajun                           | Estats Units - Point Arguello LC-B          | Estats Units - Point Arguello LC-B          | Estats Units - AEC                                     | Estats Units - AEC                                     |
| 22 de novembre          | | AEC                                                 | Suborbital                                  | Aeronomia                                   | 22 de novembre                                         |                                                        |
| 22 de novembre          | Apogeu: 100 km |                                                     |                                             |                                             |                                                        |                                                        |
| 23 de novembre 11:13:03 | Estats Units - Thor DM-19 Delta | Estats Units - Thor DM-19 Delta                     | Estats Units - Cape Canaveral LC-17A        | Estats Units - Cape Canaveral LC-17A        | Estats Units - Força Aèria dels Estats Units d'Amèrica | Estats Units - Força Aèria dels Estats Units d'Amèrica |
| 23 de novembre 11:13:03 | Estats Units - Tiros-2 (Tiros-B) | NASA/NOAA                                           | Terrestre Baixa                             | Meteorologia                                | En òrbita                                              | Reeixit                                                |
| 23 de novembre 23:55    | Regne Unit - Skylark-2 | Regne Unit - Skylark-2                              | Austràlia - Woomera LA-2                    | Austràlia - Woomera LA-2                    | Regne Unit - RAE                                       | Regne Unit - RAE                                       |
| 23 de novembre 23:55    | | RAE                                                 | Suborbital                                  | Ionosfèric                                  | 23 de novembre                                         | Reeixit                                                |
| 23 de novembre 23:55    | Apogeu: 160 km |                                                     |                                             |                                             |                                                        |                                                        |
| 24 de novembre          | Unió Soviètica - R-5A Pobeda | Unió Soviètica - R-5A Pobeda                        | Unió Soviètica - Chelkar                    | Unió Soviètica - Chelkar                    | Unió Soviètica - RVSN                                  | Unió Soviètica - RVSN                                  |
| 24 de novembre          | | RVSN                                                | Suborbital                                  | Objectiu                                    | 24 de novembre                                         | Error de llançament                                    |
| 25 de novembre          | França - Antares (OPd-56-39-22D) | França - Antares (OPd-56-39-22D)                    | França - CERES                              | França - CERES                              | França - ONERA                                         | França - ONERA                                         |
| 25 de novembre          | | ONERA                                               | Suborbital                                  | Prova de RV                                 | 25 de novembre                                         | Reeixit                                                |
| 25 de novembre          | Apogeu: 150 km |                                                     |                                             |                                             |                                                        |                                                        |
| 29 de novembre 11:16    | Estats Units - Aerobee-150 (Hi) | Estats Units - Aerobee-150 (Hi)                     | Estats Units - White Sands LC-35            | Estats Units - White Sands LC-35            | Estats Units - NRL                                     | Estats Units - NRL                                     |
| 29 de novembre 11:16    | |                                                     | Suborbital                                  | Astronomia d'UV                             | 29 de novembre                                         | Reeixit                                                |
| 29 de novembre 11:16    | Apogeu: 197 km |                                                     |                                             |                                             |                                                        |                                                        |
| 30 de novembre 01:12    | Estats Units - SM-65E Atlas | Estats Units - SM-65E Atlas                         | Estats Units - Cape Canaveral LC-13         | Estats Units - Cape Canaveral LC-13         | Estats Units - Força Aèria dels Estats Units d'Amèrica | Estats Units - Força Aèria dels Estats Units d'Amèrica |
| 30 de novembre 01:12    | | Força Aèria dels Estats Units d'Amèrica             | Suborbital                                  | Prova de míssils                            | 30 de novembre                                         | Error de llançament                                    |
| 30 de novembre 01:12    | Apogeu: 1000 km |                                                     |                                             |                                             |                                                        |                                                        |
| 30 de novembre 05:01    | Estats Units - Aerobee-150 (Hi) | Estats Units - Aerobee-150 (Hi)                     | Canadà - Fort Churchill                     | Canadà - Fort Churchill                     | Estats Units - Força Aèria dels Estats Units d'Amèrica | Estats Units - Força Aèria dels Estats Units d'Amèrica |
| 30 de novembre 05:01    | | Força Aèria dels Estats Units d'Amèrica             | Suborbital                                  | Ionosfèric                                  | 30 de novembre                                         | Reeixit                                                |
| 30 de novembre 05:01    | Apogeu: 241 km |                                                     |                                             |                                             |                                                        |                                                        |
| 30 de novembre 19:50    | Estats Units - Thor DM-21 Ablestar | Estats Units - Thor DM-21 Ablestar                  | Estats Units - Cape Canaveral LC-17B        | Estats Units - Cape Canaveral LC-17B        | Estats Units - Força Aèria dels Estats Units d'Amèrica | Estats Units - Força Aèria dels Estats Units d'Amèrica |
| 30 de novembre 19:50    | Estats Units - Transit 3A | Marina dels Estats Units d'Amèrica                  | Destinat: Terrestre Baixa                   | Navegació Tecnologia                        | 30 de novembre                                         | Error de llançament                                    |
| 30 de novembre 19:50    | Estats Units - Solrad 2 (GRAB-2) | Marina dels Estats Units d'Amèrica/NRL              | Destinat: Terrestre Baixa                   | Investigació de radiació ELINT              | 30 de novembre                                         | Error de llançament                                    |
| 30 de novembre 19:50    | Va ser destruït per seguretat del vol seguit d'una separació prematura de la 1a etapa. |                                                     |                                             |                                             |                                                        |                                                        |
| 30 de novembre          | Unió Soviètica - R-12 Dvina | Unió Soviètica - R-12 Dvina                         | Unió Soviètica - Kapustin Iar               | Unió Soviètica - Kapustin Iar               | Unió Soviètica - RVSN                                  | Unió Soviètica - RVSN                                  |
| 30 de novembre          | | RVSN                                                | Suborbital                                  | Prova de míssils                            | 30 de novembre                                         | Reeixit                                                |
| 30 de novembre          | Apogeu: 402 km |                                                     |                                             |                                             |                                                        |                                                        |
| 30 de novembre          | França - Antares (OPd-56-39-22D) | França - Antares (OPd-56-39-22D)                    | França - CERES                              | França - CERES                              | França - ONERA                                         | França - ONERA                                         |
| 30 de novembre          | | ONERA                                               | Suborbital                                  | Prova de RV                                 | 30 de novembre                                         | Reeixit                                                |
| 30 de novembre          | Apogeu: 150 km |                                                     |                                             |                                             |                                                        |                                                        |
| Novembre                | Estats Units - R-14 Usovaya | Estats Units - R-14 Usovaya                         | Unió Soviètica - Kapustin Iar               | Unió Soviètica - Kapustin Iar               | Unió Soviètica - RVSN                                  | Unió Soviètica - RVSN                                  |
| Novembre                | | RVSN                                                | Suborbital                                  | Prova de míssils                            | Novembre                                               | Reeixit                                                |
| Novembre                | Apogeu: 675 km |                                                     |                                             |                                             |                                                        |                                                        |
| Novembre                | Estats Units - R-14 Usovaya | Estats Units - R-14 Usovaya                         | Unió Soviètica - Kapustin Iar               | Unió Soviètica - Kapustin Iar               | Unió Soviètica - RVSN                                  | Unió Soviètica - RVSN                                  |
| Novembre                | | RVSN                                                | Suborbital                                  | Prova de míssils                            | Novembre                                               | Reeixit                                                |
| Novembre                | Apogeu: 675 km |                                                     |                                             |                                             |                                                        |                                                        |
| Desembre                | |                                                     |                                             |                                             |                                                        |                                                        |
| 1 de desembre 07:30:04  | Unió Soviètica - Vostok-L 8K72 | Unió Soviètica - Vostok-L 8K72                      | Unió Soviètica - Baikonur Site 1/5          | Unió Soviètica - Baikonur Site 1/5          | Unió Soviètica - RVSN                                  | Unió Soviètica - RVSN                                  |
| 1 de desembre 07:30:04  | Unió Soviètica - Korabl'-Spútnik 3 (Vostok-1K-3) | RVSN                                                | Terrestre Baixa                             | Vol de proves                               | 2 de desembre 07:15                                    | Error parcial del vehicle                              |
| 1 de desembre 07:30:04  | El motor va fallar en separar-se després de la ignició permetent un descens més important que el previst, es va incinerar durant l'entrada a la atmosfera                                                                                              |                                                     |                                             |                                             |                                                        |                                                        |
| 1 de desembre           | Estats Units - Nike-Zeus | Estats Units - Nike-Zeus                            | Estats Units - White Sands LC-38            | Estats Units - White Sands LC-38            | Estats Units - Exèrcit dels Estats Units d'Amèrica     | Estats Units - Exèrcit dels Estats Units d'Amèrica     |
| 1 de desembre           | | Exèrcit dels Estats Units d'Amèrica                 | Suborbital                                  | Vol de proves                               | 1 de desembre                                          | Reeixit                                                |
| 1 de desembre           | Apogeu: 150 km |                                                     |                                             |                                             |                                                        |                                                        |
| 4 de desembre 21:14     | Estats Units - Scout X-1 | Estats Units - Scout X-1                            | Estats Units - Wallops Island LA-3          | Estats Units - Wallops Island LA-3          | Estats Units - NASA                                    | Estats Units - NASA                                    |
| 4 de desembre 21:14     | Estats Units - S-56 | Força Aèria dels Estats Units d'Amèrica             | Destinat: Terrestre Mitjana                 | Aeronomia                                   | 4 de desembre                                          | Error de llançament                                    |
| 4 de desembre 21:14     | Primer intent de llançament orbital en utilitzar un coet Scout, la 2a etapa va fallar, i no es va assolir l'òrbita |                                                     |                                             |                                             |                                                        |                                                        |
| 5 de desembre           | Estats Units - UGM-27 Polaris A2 | Estats Units - UGM-27 Polaris A2                    | Estats Units - Cape Canaveral LC-25A        | Estats Units - Cape Canaveral LC-25A        | Estats Units - Marina dels Estats Units d'Amèrica      | Estats Units - Marina dels Estats Units d'Amèrica      |
| 5 de desembre           | | Marina dels Estats Units d'Amèrica                  | Suborbital                                  | Prova de míssils                            | 5 de desembre                                          | Reeixit                                                |
| 5 de desembre           | Apogeu: 1000 km |                                                     |                                             |                                             |                                                        |                                                        |
| 6 de desembre 18:44     | Estats Units - Kiva-Hopi | Estats Units - Kiva-Hopi                            | Estats Units - Point Arguello LC-B          | Estats Units - Point Arguello LC-B          | Estats Units - Força Aèria dels Estats Units d'Amèrica | Estats Units - Força Aèria dels Estats Units d'Amèrica |
| 6 de desembre 18:44     | Estats Units - Phoenix | Força Aèria dels Estats Units d'Amèrica             | Suborbital                                  | Ionosfèric                                  | 6 de desembre                                          | Reeixit                                                |
| 6 de desembre 18:44     | Apogeu: 367 km |                                                     |                                             |                                             |                                                        |                                                        |
| 7 de desembre 00:20     | Regne Unit - Skylark-2 | Regne Unit - Skylark-2                              | Austràlia - Woomera LA-2                    | Austràlia - Woomera LA-2                    | Regne Unit - RAE                                       | Regne Unit - RAE                                       |
| 7 de desembre 00:20     | | RAE                                                 | Suborbital                                  | Ionosfèric                                  | 7 de desembre                                          | Error de llançament                                    |
| 7 de desembre 00:20     | Apogeu: 35 km |                                                     |                                             |                                             |                                                        |                                                        |
| 7 de desembre 20:20:58  | Estats Units - Thor DM-21 Agena-B | Estats Units - Thor DM-21 Agena-B                   | Estats Units - Vandenberg LC-75-3-4         | Estats Units - Vandenberg LC-75-3-4         | Estats Units - Força Aèria dels Estats Units d'Amèrica | Estats Units - Força Aèria dels Estats Units d'Amèrica |
| 7 de desembre 20:20:58  | Estats Units - Discoverer 18 (KH-2 9013) | CIA DST                                             | Terrestre Baixa (Polar)                     | Imatgeria òptica                            | 2 d'abril 1961                                         | Reeixit                                                |
| 7 de desembre 20:20:58  | Estats Units - Discoverer 18 SRV | CIA DST                                             | Terrestre Baixa (Polar)                     | Retorn de gravació                          | 10 de desembre                                         | Reeixit                                                |
| 8 de desembre 16:52:09  | Estats Units - Nike-Cajun | Estats Units - Nike-Cajun                           | Estats Units - Wallops Island               | Estats Units - Wallops Island               | Estats Units - NASA                                    | Estats Units - NASA                                    |
| 8 de desembre 16:52:09  | | GCA                                                 | Suborbital                                  | Ionosfèric                                  | 8 de desembre                                          | Reeixit                                                |
| 8 de desembre 16:52:09  | Apogeu: 152 km |                                                     |                                             |                                             |                                                        |                                                        |
| 8 de desembre           | Unió Soviètica - R-5 Pobeda | Unió Soviètica - R-5 Pobeda                         | Unió Soviètica - Chelkar                    | Unió Soviètica - Chelkar                    | Unió Soviètica - OKB-30                                | Unió Soviètica - OKB-30                                |
| 8 de desembre           | | OKB-30                                              | Suborbital                                  | Objectiu                                    | 8 de desembre                                          | Error de llançament                                    |
| 8 de desembre           | Apogeu: 300 km |                                                     |                                             |                                             |                                                        |                                                        |
| 9 de desembre 11:20     | Estats Units - Nike-Cajun | Estats Units - Nike-Cajun                           | Estats Units - Wallops Island               | Estats Units - Wallops Island               | Estats Units - NASA                                    | Estats Units - NASA                                    |
| 9 de desembre 11:20     | | GCA                                                 | Suborbital                                  | Aeronomia                                   | 9 de desembre                                          | Reeixit                                                |
| 9 de desembre 11:20     | Apogeu: 146 km |                                                     |                                             |                                             |                                                        |                                                        |
| 9 de desembre 22:15     | Estats Units - Nike-Cajun | Estats Units - Nike-Cajun                           | Estats Units - Wallops Island               | Estats Units - Wallops Island               | Estats Units - NASA                                    | Estats Units - NASA                                    |
| 9 de desembre 22:15     | | GCA                                                 | Suborbital                                  | Aeronomia                                   | 9 de desembre                                          | Error de llançament                                    |
| 9 de desembre 22:15     | Apogeu: 24 km |                                                     |                                             |                                             |                                                        |                                                        |
| 10 de desembre 22:30    | Estats Units - Javelin | Estats Units - Javelin                              | Estats Units - Wallops Island               | Estats Units - Wallops Island               | Estats Units - NASA                                    | Estats Units - NASA                                    |
| 10 de desembre 22:30    | | GCA                                                 | Suborbital                                  | Aeronomia                                   | 10 de desembre                                         | Reeixit                                                |
| 10 de desembre 22:30    | Apogeu: 716 km |                                                     |                                             |                                             |                                                        |                                                        |
| 10 de desembre          | Unió Soviètica - R-5 Pobeda | Unió Soviètica - R-5 Pobeda                         | Unió Soviètica - Chelkar                    | Unió Soviètica - Chelkar                    | Unió Soviètica - OKB-30                                | Unió Soviètica - OKB-30                                |
| 10 de desembre          | | OKB-30                                              | Suborbital                                  | Objectiu                                    | 10 de desembre                                         | Reeixit                                                |
| 10 de desembre          | Apogeu: 300 km |                                                     |                                             |                                             |                                                        |                                                        |
| 11 de desembre          | Unió Soviètica - R-12 Dvina | Unió Soviètica - R-12 Dvina                         | Unió Soviètica - Kapustin Iar               | Unió Soviètica - Kapustin Iar               | Unió Soviètica - RVSN                                  | Unió Soviètica - RVSN                                  |
| 11 de desembre          | | RVSN                                                | Suborbital                                  | Prova de míssils                            | 11 de desembre                                         | Reeixit                                                |
| 11 de desembre          | Apogeu: 402 km |                                                     |                                             |                                             |                                                        |                                                        |
| 12 de desembre 18:42    | Estats Units - MGM-31 Pershing I | Estats Units - MGM-31 Pershing I                    | Estats Units - Cape Canaveral LC-30A        | Estats Units - Cape Canaveral LC-30A        | Estats Units - Exèrcit dels Estats Units d'Amèrica     | Estats Units - Exèrcit dels Estats Units d'Amèrica     |
| 12 de desembre 18:42    | | Exèrcit dels Estats Units d'Amèrica                 | Suborbital                                  | Prova de míssils                            | 12 de desembre                                         | Reeixit                                                |
| 12 de desembre 18:42    | Apogeu: 250 km |                                                     |                                             |                                             |                                                        |                                                        |
| 12 de desembre 22:36    | Estats Units - Javelin | Estats Units - Javelin                              | Estats Units - Wallops Island               | Estats Units - Wallops Island               | Estats Units - NASA                                    | Estats Units - NASA                                    |
| 12 de desembre 22:36    | | NASA                                                | Suborbital                                  | Magnetosfèric                               | 12 de desembre                                         | Reeixit                                                |
| 12 de desembre 22:36    | Apogeu: 1140 km |                                                     |                                             |                                             |                                                        |                                                        |
| 12 de desembre          | Unió Soviètica - R-12 Dvina | Unió Soviètica - R-12 Dvina                         | Unió Soviètica - Kapustin Iar               | Unió Soviètica - Kapustin Iar               | Unió Soviètica - RVSN                                  | Unió Soviètica - RVSN                                  |
| 12 de desembre          | | RVSN                                                | Suborbital                                  | Prova de míssils                            | 12 de desembre                                         | Reeixit                                                |
| 12 de desembre          | Apogeu: 402 km |                                                     |                                             |                                             |                                                        |                                                        |
| 13 de desembre 20:08    | Estats Units - PGM-17 Thor DM-18A | Estats Units - PGM-17 Thor DM-18A                   | Estats Units - Vandenberg LC-75-2-8         | Estats Units - Vandenberg LC-75-2-8         | Regne Unit - Royal Air Force                           | Regne Unit - Royal Air Force                           |
| 13 de desembre 20:08    | | Royal Air Force                                     | Suborbital                                  | Prova de míssils                            | 13 de desembre                                         | Reeixit                                                |
| 13 de desembre 20:08    | Apogeu: 520 km |                                                     |                                             |                                             |                                                        |                                                        |
| 14 de desembre 16:52    | Estats Units - Nike-Cajun | Estats Units - Nike-Cajun                           | Estats Units - Wallops Island               | Estats Units - Wallops Island               | Estats Units - NASA                                    | Estats Units - NASA                                    |
| 14 de desembre 16:52    | | NASA                                                | Suborbital                                  | Aeronomia                                   | 14 de desembre                                         | Reeixit                                                |
| 14 de desembre 16:52    | Apogeu: 110 km |                                                     |                                             |                                             |                                                        |                                                        |
| 14 de desembre          | Estats Units - Kiva-Hopi | Estats Units - Kiva-Hopi                            | Estats Units - Point Arguello LC-B          | Estats Units - Point Arguello LC-B          | Estats Units - Força Aèria dels Estats Units d'Amèrica | Estats Units - Força Aèria dels Estats Units d'Amèrica |
| 14 de desembre          | | Força Aèria dels Estats Units d'Amèrica             | Suborbital                                  | Aeronomia                                   | 14 de desembre                                         |                                                        |
| 14 de desembre          | Apogeu: 300 km |                                                     |                                             |                                             |                                                        |                                                        |
| 14 de desembre          | Estats Units - Kiva-Hopi | Estats Units - Kiva-Hopi                            | Estats Units - Point Arguello LC-B          | Estats Units - Point Arguello LC-B          | Estats Units - Força Aèria dels Estats Units d'Amèrica | Estats Units - Força Aèria dels Estats Units d'Amèrica |
| 14 de desembre          | | Força Aèria dels Estats Units d'Amèrica             | Suborbital                                  | Aeronomia                                   | 14 de desembre                                         |                                                        |
| 14 de desembre          | Apogeu: 300 km |                                                     |                                             |                                             |                                                        |                                                        |
| 15 de desembre 09:10    | Estats Units - Atlas-Able | Estats Units - Atlas-Able                           | Estats Units - Cape Canaveral LC-12         | Estats Units - Cape Canaveral LC-12         | Estats Units - Força Aèria dels Estats Units d'Amèrica | Estats Units - Força Aèria dels Estats Units d'Amèrica |
| 15 de desembre 09:10    | Estats Units - Pioneer P-31 (Able VB) | Força Aèria dels Estats Units d'Amèrica             | Destinat: Selenocentric                     | Sonda lunar                                 | 15 de desembre                                         | Error de llançament                                    |
| 15 de desembre 09:10    | Vol final del Atlas-Able, la primera etapa va explotar durant l'ascens |                                                     |                                             |                                             |                                                        |                                                        |
| 15 de desembre          | Unió Soviètica - R-12 Dvina | Unió Soviètica - R-12 Dvina                         | Unió Soviètica - Kapustin Iar               | Unió Soviètica - Kapustin Iar               | Unió Soviètica - RVSN                                  | Unió Soviètica - RVSN                                  |
| 15 de desembre          | | RVSN                                                | Suborbital                                  | Prova de míssils                            | 15 de desembre                                         | Reeixit                                                |
| 15 de desembre          | Apogeu: 402 km |                                                     |                                             |                                             |                                                        |                                                        |
| 15 de desembre          | Unió Soviètica - R-12 Dvina | Unió Soviètica - R-12 Dvina                         | Unió Soviètica - Kapustin Iar               | Unió Soviètica - Kapustin Iar               | Unió Soviètica - RVSN                                  | Unió Soviètica - RVSN                                  |
| 15 de desembre          | | RVSN                                                | Suborbital                                  | Prova de míssils                            | 15 de desembre                                         | Reeixit                                                |
| 15 de desembre          | Apogeu: 402 km |                                                     |                                             |                                             |                                                        |                                                        |
| 15 de desembre          | Unió Soviètica - R-12 Dvina | Unió Soviètica - R-12 Dvina                         | Unió Soviètica - Kapustin Iar               | Unió Soviètica - Kapustin Iar               | Unió Soviètica - RVSN                                  | Unió Soviètica - RVSN                                  |
| 15 de desembre          | | RVSN                                                | Suborbital                                  | Prova de míssils                            | 15 de desembre                                         | Reeixit                                                |
| 15 de desembre          | Apogeu: 402 km |                                                     |                                             |                                             |                                                        |                                                        |
| 15 de desembre          | Unió Soviètica - R-12 Dvina | Unió Soviètica - R-12 Dvina                         | Unió Soviètica - Kapustin Iar               | Unió Soviètica - Kapustin Iar               | Unió Soviètica - RVSN                                  | Unió Soviètica - RVSN                                  |
| 15 de desembre          | | RVSN                                                | Suborbital                                  | Prova de míssils                            | 15 de desembre                                         | Reeixit                                                |
| 15 de desembre          | Apogeu: 402 km |                                                     |                                             |                                             |                                                        |                                                        |
| 16 de desembre 20:35:33 | Estats Units - SM-65D Atlas | Estats Units - SM-65D Atlas                         | Estats Units - Vandenberg LC-576B-3         | Estats Units - Vandenberg LC-576B-3         | Estats Units - Força Aèria dels Estats Units d'Amèrica | Estats Units - Força Aèria dels Estats Units d'Amèrica |
| 16 de desembre 20:35:33 | | Força Aèria dels Estats Units d'Amèrica             | Suborbital                                  | Prova de míssils                            | 16 de desembre                                         | Reeixit                                                |
| 16 de desembre 20:35:33 | Apogeu: 1800 km |                                                     |                                             |                                             |                                                        |                                                        |
| 16 de desembre          | Estats Units - Kiva-Hopi | Estats Units - Kiva-Hopi                            | Estats Units - Point Arguello LC-B          | Estats Units - Point Arguello LC-B          | Estats Units - Força Aèria dels Estats Units d'Amèrica | Estats Units - Força Aèria dels Estats Units d'Amèrica |
| 16 de desembre          | | Força Aèria dels Estats Units d'Amèrica             | Suborbital                                  | Aeronomia                                   | 16 de desembre                                         |                                                        |
| 16 de desembre          | Apogeu: 300 km |                                                     |                                             |                                             |                                                        |                                                        |
| 17 de desembre          | Unió Soviètica - R-5 Pobeda | Unió Soviètica - R-5 Pobeda                         | Unió Soviètica - Chelkar                    | Unió Soviètica - Chelkar                    | Unió Soviètica - OKB-30                                | Unió Soviètica - OKB-30                                |
| 17 de desembre          | | OKB-30                                              | Suborbital                                  | Objectiu                                    | 17 de desembre                                         | Reeixit                                                |
| 17 de desembre          | Apogeu: 300 km |                                                     |                                             |                                             |                                                        |                                                        |
| 19 de desembre 16:15    | Estats Units - Redstone MRLV | Estats Units - Redstone MRLV                        | Estats Units - Cape Canaveral LC-5          | Estats Units - Cape Canaveral LC-5          | Estats Units - Força Aèria dels Estats Units d'Amèrica | Estats Units - Força Aèria dels Estats Units d'Amèrica |
| 19 de desembre 16:15    | Estats Units - Mercury-Redstone 1A | NASA                                                | Suborbital                                  | Vol de proves                               | 17:00                                                  | Reeixit                                                |
| 19 de desembre 16:15    | Segon vol del Mercury-Redstone 1, Apogeu: 210 km |                                                     |                                             |                                             |                                                        |                                                        |
| 20 de desembre 20:32    | Estats Units - Thor DM-21 Agena-B | Estats Units - Thor DM-21 Agena-B                   | Estats Units - Vandenberg LC-75-3-5         | Estats Units - Vandenberg LC-75-3-5         | Estats Units - Força Aèria dels Estats Units d'Amèrica | Estats Units - Força Aèria dels Estats Units d'Amèrica |
| 20 de desembre 20:32    | Estats Units - Discoverer 19 (prototip del MIDAS) | ARPA                                                | Terrestre Baixa (Polar)                     | Tecnologia                                  | 23 de gener 1961                                       | Reeixit                                                |
| 20 de desembre          | Unió Soviètica - R-12 Dvina | Unió Soviètica - R-12 Dvina                         | Unió Soviètica - Kapustin Iar               | Unió Soviètica - Kapustin Iar               | Unió Soviètica - RVSN                                  | Unió Soviètica - RVSN                                  |
| 20 de desembre          | | RVSN                                                | Suborbital                                  | Prova de míssils                            | 20 de desembre                                         | Reeixit                                                |
| 20 de desembre          | Apogeu: 402 km |                                                     |                                             |                                             |                                                        |                                                        |
| 20 de desembre          | Estats Units - HGM-30A Titan I | Estats Units - HGM-30A Titan I                      | Estats Units - Cape Canaveral LC-20         | Estats Units - Cape Canaveral LC-20         | Estats Units - Força Aèria dels Estats Units d'Amèrica | Estats Units - Força Aèria dels Estats Units d'Amèrica |
| 20 de desembre          | | Força Aèria dels Estats Units d'Amèrica             | Suborbital                                  | Prova de RV                                 | 20 de desembre                                         | Error de llançament                                    |
| 22 de desembre 07:45:19 | Unió Soviètica - Vostok-K 8K72K | Unió Soviètica - Vostok-K 8K72K                     | Unió Soviètica - Baikonur Site 1/5          | Unió Soviètica - Baikonur Site 1/5          | Unió Soviètica - RVSN                                  | Unió Soviètica - RVSN                                  |
| 22 de desembre 07:45:19 | Unió Soviètica - Vostok-1K-4 | RVSN                                                | Terrestre Baixa                             | Vol de proves                               | 22 de desembre                                         | Error de llançament                                    |
| 22 de desembre 07:45:19 | Vol inaugural del Vostok-K, error en el motor de la 2a etapa, la nau espacial es va separar i va ser recuperada. Dos gossos a bord, ambdós van sobreviure.                                                                                             |                                                     |                                             |                                             |                                                        |                                                        |
| 22 de desembre 18:34    | Estats Units - UGM-27 Polaris A1 | Estats Units - UGM-27 Polaris A1                    | Estats Units - USS Robert E. Lee, ETR       | Estats Units - USS Robert E. Lee, ETR       | Estats Units - Marina dels Estats Units d'Amèrica      | Estats Units - Marina dels Estats Units d'Amèrica      |
| 22 de desembre 18:34    | | Marina dels Estats Units d'Amèrica                  | Suborbital                                  | Prova de míssils                            | 22 de desembre                                         | Reeixit                                                |
| 22 de desembre 18:34    | Apogeu: 500 km |                                                     |                                             |                                             |                                                        |                                                        |
| 22 de desembre          | Unió Soviètica - R-5 Pobeda | Unió Soviètica - R-5 Pobeda                         | Unió Soviètica - Chelkar                    | Unió Soviètica - Chelkar                    | Unió Soviètica - OKB-30                                | Unió Soviètica - OKB-30                                |
| 22 de desembre          | | OKB-30                                              | Suborbital                                  | Objectiu                                    | 22 de desembre                                         | Reeixit                                                |
| 22 de desembre          | Apogeu: 300 km |                                                     |                                             |                                             |                                                        |                                                        |
| 22 de desembre          | Unió Soviètica - R-12 Dvina | Unió Soviètica - R-12 Dvina                         | Unió Soviètica - Kapustin Iar               | Unió Soviètica - Kapustin Iar               | Unió Soviètica - RVSN                                  | Unió Soviètica - RVSN                                  |
| 22 de desembre          | | RVSN                                                | Suborbital                                  | Prova de míssils                            | 22 de desembre                                         | Reeixit                                                |
| 22 de desembre          | Apogeu: 402 km |                                                     |                                             |                                             |                                                        |                                                        |
| 22 de desembre          | Unió Soviètica - R-12 Dvina | Unió Soviètica - R-12 Dvina                         | Unió Soviètica - Kapustin Iar               | Unió Soviètica - Kapustin Iar               | Unió Soviètica - RVSN                                  | Unió Soviètica - RVSN                                  |
| 22 de desembre          | | RVSN                                                | Suborbital                                  | Prova de míssils                            | 22 de desembre                                         | Reeixit                                                |
| 22 de desembre          | Apogeu: 402 km |                                                     |                                             |                                             |                                                        |                                                        |
| 23 de desembre          | Unió Soviètica - R-5 Pobeda | Unió Soviètica - R-5 Pobeda                         | Unió Soviètica - Chelkar                    | Unió Soviètica - Chelkar                    | Unió Soviètica - OKB-30                                | Unió Soviètica - OKB-30                                |
| 23 de desembre          | | OKB-30                                              | Suborbital                                  | Objectiu                                    | 23 de desembre                                         | Reeixit                                                |
| 23 de desembre          | Apogeu: 300 km |                                                     |                                             |                                             |                                                        |                                                        |
| 23 de desembre          | Unió Soviètica - R-12 Dvina | Unió Soviètica - R-12 Dvina                         | Unió Soviètica - Kapustin Iar               | Unió Soviètica - Kapustin Iar               | Unió Soviètica - RVSN                                  | Unió Soviètica - RVSN                                  |
| 23 de desembre          | | RVSN                                                | Suborbital                                  | Prova de míssils                            | 23 de desembre                                         | Reeixit                                                |
| 23 de desembre          | Apogeu: 402 km |                                                     |                                             |                                             |                                                        |                                                        |
| 24 de desembre          | Unió Soviètica - R-5 Pobeda | Unió Soviètica - R-5 Pobeda                         | Unió Soviètica - Chelkar                    | Unió Soviètica - Chelkar                    | Unió Soviètica - OKB-30                                | Unió Soviètica - OKB-30                                |
| 24 de desembre          | | OKB-30                                              | Suborbital                                  | Objectiu                                    | 24 de desembre                                         | Reeixit                                                |
| 24 de desembre          | Apogeu: 300 km |                                                     |                                             |                                             |                                                        |                                                        |
| 24 de desembre          | Unió Soviètica - R-12 Dvina | Unió Soviètica - R-12 Dvina                         | Unió Soviètica - Kapustin Iar               | Unió Soviètica - Kapustin Iar               | Unió Soviètica - RVSN                                  | Unió Soviètica - RVSN                                  |
| 24 de desembre          | | RVSN                                                | Suborbital                                  | Prova de míssils                            | 24 de desembre                                         | Reeixit                                                |
| 24 de desembre          | Apogeu: 402 km |                                                     |                                             |                                             |                                                        |                                                        |
| 24 de desembre          | Estats Units - R-14 Usovaya | Estats Units - R-14 Usovaya                         | Unió Soviètica - Kapustin Iar               | Unió Soviètica - Kapustin Iar               | Unió Soviètica - RVSN                                  | Unió Soviètica - RVSN                                  |
| 24 de desembre          | | RVSN                                                | Suborbital                                  | Prova de míssils                            | 24 de desembre                                         | Reeixit                                                |
| 24 de desembre          | Apogeu: 675 km |                                                     |                                             |                                             |                                                        |                                                        |
| 26 de desembre          | Unió Soviètica - R-12 Dvina | Unió Soviètica - R-12 Dvina                         | Unió Soviètica - Kapustin Iar               | Unió Soviètica - Kapustin Iar               | Unió Soviètica - RVSN                                  | Unió Soviètica - RVSN                                  |
| 26 de desembre          | | RVSN                                                | Suborbital                                  | Prova de míssils                            | 26 de desembre                                         | Reeixit                                                |
| 26 de desembre          | Apogeu: 402 km |                                                     |                                             |                                             |                                                        |                                                        |
| 29 de desembre          | Unió Soviètica - R-12 Dvina | Unió Soviètica - R-12 Dvina                         | Unió Soviètica - Kapustin Iar               | Unió Soviètica - Kapustin Iar               | Unió Soviètica - RVSN                                  | Unió Soviètica - RVSN                                  |
| 29 de desembre          | | RVSN                                                | Suborbital                                  | Prova de míssils                            | 29 de desembre                                         | Reeixit                                                |
| 29 de desembre          | Apogeu: 402 km |                                                     |                                             |                                             |                                                        |                                                        |
| 31 de desembre          | Estats Units - R-14 Usovaya | Estats Units - R-14 Usovaya                         | Unió Soviètica - Kapustin Iar               | Unió Soviètica - Kapustin Iar               | Unió Soviètica - RVSN                                  | Unió Soviètica - RVSN                                  |
| 31 de desembre          | | RVSN                                                | Suborbital                                  | Prova de míssils                            | 31 de desembre                                         | Reeixit                                                |
| 31 de desembre          | Apogeu: 675 km |                                                     |                                             |                                             |                                                        |                                                        |
| 31 de desembre          | Unió Soviètica - R-5 Pobeda | Unió Soviètica - R-5 Pobeda                         | Unió Soviètica - Chelkar                    | Unió Soviètica - Chelkar                    | Unió Soviètica - OKB-30                                | Unió Soviètica - OKB-30                                |
| 31 de desembre          | | OKB-30                                              | Suborbital                                  | Objectiu                                    | 31 de desembre                                         | Reeixit                                                |
| 31 de desembre          | Apogeu: 300 km |                                                     |                                             |                                             |                                                        |                                                        |
| Desembre                | Xina Unió Soviètica Alemanya Oriental - Dong Feng 1 | Xina Unió Soviètica Alemanya Oriental - Dong Feng 1 | Xina - Jiuquan LA-3                         | Xina - Jiuquan LA-3                         | Xina - PLA                                             | Xina - PLA                                             |
| Desembre                | | PLA                                                 | Suborbital                                  | Prova de míssils                            | Desembre                                               | Reeixit                                                |
| Desembre                | Apogeu: 100 km |                                                     |                                             |                                             |                                                        |                                                        |
| Desembre                | Xina Unió Soviètica Alemanya Oriental - Dong Feng 1 | Xina Unió Soviètica Alemanya Oriental - Dong Feng 1 | Xina - Jiuquan LA-3                         | Xina - Jiuquan LA-3                         | Xina - PLA                                             | Xina - PLA                                             |
| Desembre                | | PLA                                                 | Suborbital                                  | Prova de míssils                            | Desembre                                               | Reeixit                                                |
| Desembre                | Apogeu: 100 km |                                                     |                                             |                                             |                                                        |                                                        |
| Desembre                | Estats Units - Nike-Zeus | Estats Units - Nike-Zeus                            | Estats Units - White Sands LC-38            | Estats Units - White Sands LC-38            | Estats Units - Exèrcit dels Estats Units d'Amèrica     | Estats Units - Exèrcit dels Estats Units d'Amèrica     |
| Desembre                | | Exèrcit dels Estats Units d'Amèrica                 | Suborbital                                  | Vol de proves                               | Desembre                                               | Reeixit                                                |
| Desembre                | Apogeu: 150 km |                                                     |                                             |                                             |                                                        |                                                        |
| Desembre                | Estats Units - Nike-Nike-Recruit | Estats Units - Nike-Nike-Recruit                    | Estats Units - Wallops Island               | Estats Units - Wallops Island               | Estats Units - NASA                                    | Estats Units - NASA                                    |
| Desembre                | | NASA                                                | Suborbital                                  | Prova de RV                                 | Desembre                                               | Reeixit                                                |
| Desembre                | Apogeu: 120 km |                                                     |                                             |                                             |                                                        |                                                        |
| Desconegut              | Estats Units - Nike-Nike-Recruit | Estats Units - Nike-Nike-Recruit                    | Estats Units - Wallops Island               | Estats Units - Wallops Island               | Estats Units - NASA                                    | Estats Units - NASA                                    |
| Desconegut              | | NASA                                                | Suborbital                                  | Prova de RV                                 | Desconegut                                             | Reeixit                                                |
| Desconegut              | Apogeu: 120 km |                                                     |                                             |                                             |                                                        |                                                        |
| Desconegut              | Estats Units - Jaguar | Estats Units - Jaguar                               | Estats Units - B-57, White Sands            | Estats Units - B-57, White Sands            | Estats Units - Força Aèria dels Estats Units d'Amèrica | Estats Units - Força Aèria dels Estats Units d'Amèrica |
| Desconegut              | | Força Aèria dels Estats Units d'Amèrica             | Suborbital                                  | Aeronomia                                   | Desconegut                                             | Reeixit                                                |
| Desconegut              | Apogeu: 800 km |                                                     |                                             |                                             |                                                        |                                                        |
| Desconegut              | Estats Units - Sparoair I | Estats Units - Sparoair I                           | Estats Units - F3H-2, Point Mugu            | Estats Units - F3H-2, Point Mugu            | Estats Units - Marina dels Estats Units d'Amèrica      | Estats Units - Marina dels Estats Units d'Amèrica      |
| Desconegut              | | Marina dels Estats Units d'Amèrica                  | Suborbital                                  | Vol de proves                               | Desconegut                                             | Reeixit                                                |
| Desconegut              | Apogeu: 100 km |                                                     |                                             |                                             |                                                        |                                                        |

## Resum de llançaments orbitals

### Per país
| País           | Llançaments | Reeixits | Errors | Errors parcials | Comentaris |
| -------------- | ----------- | -------- | ------ | --------------- | ---------- |
| Unió Soviètica | 9           | 3        | 6      |                 |            |
| Estats Units   | 29          | 16       | 13     | 0               |            |

### Per coet
| Coet                | País           | Llançaments | Reeixits | Errors | Errors parcials | Comentaris    |
| ------------------- | -------------- | ----------- | -------- | ------ | --------------- | ------------- |
| Atlas-Able          | Estats Units   | 2           | 0        | 2      | 0               | Retirat       |
| Atlas LV-3A Agena-A | Estats Units   | 3           | 1        | 2      | 0               | Vol inaugural |
| Juno II             | Estats Units   | 2           | 1        | 1      | 0               |               |
| Luna 8K72           | Unió Soviètica | 2           | 0        | 2      | 0               | Retirat       |
| Molniya 8K78        | Unió Soviètica | 2           | 0        | 2      | 0               | Vol inaugural |
| Scout X-1           | Estats Units   | 1           | 0        | 1      | 0               | Vol inaugural |
| Thor DM-18 Able-II  | Estats Units   | 1           | 1        | 0      | 0               | Retirat       |
| Thor DM-18 Able-IV  | Estats Units   | 1           | 1        | 0      | 0               | Vol únic      |
| Thor DM-21 Ablestar | Estats Units   | 5           | 3        | 2      | 0               | Vol inaugural |
| Thor DM-18 Agena-A  | Estats Units   | 7           | 4        | 3      | 0               | Retirat       |
| Thor DM-21 Agena-B  | Estats Units   | 4           | 3        | 1      | 0               | Vol inaugural |
| Thor DM-19 Delta    | Estats Units   | 3           | 2        | 1      | 0               | Vol inaugural |
| Vostok-L 8K72       | Unió Soviètica | 3           | 0        | 1      | 0               | Vol únic      |
| Vostok-K 8K72K      | Unió Soviètica | 1           | 0        | 1      | 0               | Vol inaugural |

### Per òrbita
| Règim orbital     | Llançaments | Reeixits | Errors | Assolits Accidentalment | Comentaris                                 |
| ----------------- | ----------- | -------- | ------ | ----------------------- | ------------------------------------------ |
| Terrestre Baixa   | 26          | 16       | 10     | 0                       |                                            |
| Terrestre Mitjana | 4           | 2        | 2      | 0                       |                                            |
| Terrestre Alta    | 1           | 0        | 1      | 0                       | Incloent les òrbites altament el·líptiques |
| Heliocèntrica     | 7           | 1        | 6      | 0                       |                                            |